# グランブルーファンタジー
『グランブルーファンタジー』（GRANBLUE FANTASY）は、Cygamesが開発し、Mobageが提供するスマートフォン向けソーシャルゲームである。公式の略称は「グラブル」、キャッチフレーズは「君と紡ぐ、空の物語」。

## 概要
ファンタジーの世界観を持つブラウザRPGで、プレイヤーは空に浮かぶ島々を旅する「騎空士」（きくうし）となり、伝説の島「イスタルシア」を目指して仲間と共に冒険に出る。シナリオとバトルからなる「クエスト」をプレイすることで、物語を進行させ、味方キャラクターや武器・アイテムを入手して強化していくことがゲームの主な目的となる。複数のプレイヤーが参加できるクエストもあり、MORPGの要素も盛り込まれている。
キャラクターデザインは皆葉英夫、サウンドディレクターは植松伸夫が担当している。なお一部のキャラクターは同じくCygamesが開発・運営を手がけるソーシャルゲーム『神撃のバハムート』とリンクしているほか、他作品とのコラボイベントも多い。
2013年11月8日に東京・六本木のニコファーレにてスタッフとキャストによる製作発表会が行われた。ゲーム配信開始は当初予定されていた12月17日から延期され、2014年3月10日にブラウザ版が配信開始された。
その後、5月2日に初めてテレビCMが放送され、5月21日には登録ユーザー数が100万人を超える。翌2015年1月にはユーザー数が300万人、同年12月には700万人に達するなど 人気を拡大した。2016年3月にはユーザー数が1000万人を突破した。そして、2018年4月にはユーザー数が2000万人を突破した。
ソーシャルゲームには珍しく、全キャラクターのイラストタッチが統一感のあるものになっており、コラボ先のキャラクターについても原作を踏襲しつつグラブル風の塗りが違和感なくゲームに馴染んでいる。

## 対応プラットフォーム
| プラットフォーム | 対応端末                                         | サービス開始日 |
| ---------------- | ------------------------------------------------ | -------------- |
| Mobage           | スマートフォン（ブラウザ）                       | 2014年3月10日  |
| Mobage           | スマートフォン（アプリ） ｛Google Play版/iOS版｝ | 2014年5月1日   |
| Mobage           | PC（AndAppアプリ）                               | 2017年12月21日 |
| GREE             | スマートフォン（ブラウザ）                       | 2016年7月12日  |
| DMM.com          | PC／スマートフォン（ブラウザ）                   | 2016年12月12日 |
| Yahoo!ゲーム     | PC／スマートフォン（ブラウザ）                   | 2017年7月20日  |
| （共通）         | PC（ブラウザ）                                   | 2016年5月25日  |

※ プラットフォームをまたいだアカウントの連携はできない。またPC（ブラウザ）版では、GREEを除く3つのプラットフォームから1つを選択してプレイする。（GREEアカウントによるプレイは、PC版GREEの終了に伴い2021年6月24日で終了）
終了したサービス
- Chromeアプリ版 （2014年5月14日[17] - 2018年3月31日）

## 世界観とあらすじ
本作の世界は、空中に浮かぶ島々から成り立っており、島々は空を飛ぶ騎空艇（きくうてい）で結ばれ、それを操縦する騎空士達による冒険が盛んである。文明水準はおよそ近世世界のものであり、騎空艇などの突出した科学技術はかつて世界を支配した謎の種族・星の民が遺したものであるという。星の民は覇空戦争と呼ばれる事件によって姿を消したが、彼らが操った強大な自律兵器星晶獣はまだ各地に眠っている。空の民と総称される現在の住民は、人類とほぼ同じ容姿のヒューマン、角を持つ屈強なドラフ、獣の耳を持つエルーン、小柄なハーヴィンの四種族からなり、混住して共生している。また、魔法の力も星の民の技術とは別に古くから伝えられており、島々には様々な魔物が跋扈している。
小さな島ザンクティンゼルで相棒のビィとともに育った主人公は、空の果てにあるという伝説の島イスタルシアへの冒険を夢見ている。故郷を出発するその日、覇権国家エルステ帝国に追われる少女ルリアと騎士カタリナが主人公の前に現れる。主人公はルリアを庇って瀕死となるが、少女の不思議な力によって一命をとりとめ、星晶獣を操るその能力を共有することになる。イスタルシアを目指す主人公とビィ、帝国の勢力圏から逃がれたいルリアとカタリナは、共に空の果てへと旅立つ。
『蒼の少女』編
まもなく主人公の一行には操舵士のラカム、魔導士の少女イオ、老兵オイゲン、謎めいた魔女ロゼッタなど多くの仲間が加わる。騎空艇グランサイファーに乗り、瘴流域を渡るための「空図の欠片」を探す旅を続ける一行は、訪れる先の島々で星晶獣にまつわる問題を次々と解決していく。一方、エルステ帝国の宰相フリーシアは主人公たちを執拗に追跡するだけでなく、周辺の島々にも軍を派遣し不審な動きを見せつづける。さらに、ルリアに似た力を持つ少女オルキスを従えた帝国顧問官・黒騎士アポロニアも、目的を隠したまま主人公たちの前に何度も現れる。
オルキスの正体は、先代エルステ王の王女が星晶獣によって心を奪われた姿だった。星晶獣アーカーシャの力で歴史を改変しようと企むフリーシアは、アーカーシャを操ることが出来るルリアとオルキスの身柄を狙う。オルキスを庇護していたアポロニアは精鋭・秩序の騎空団に捕らえられるが、真実を知った主人公一行はアポロニアを脱獄させ合流。秩序の騎空団の若き船長リーシャも戦線に加わり、国の未来を危ぶんだポンメルンの協力を得てフリーシアを撃破。一時は起動した星晶獣アーカーシャを停止させることに成功する。
『暁の空』編
フリーシアの野望を阻止した一行は残る空図の欠片を集め、白風の境より瘴流域突破を試みるものの、ロキの陰謀により仲間は離散。たどり着いた先は統一王国が十年前に滅亡してしまい、小国による群雄割拠の様相を呈するナル・グランデ空域だった。無事にひとつの場所に集合した主人公とビィとルリア、そしてカタリナは、流れ着いたメルクマール島にてカインという青年と出会い、イデルバとレムというふたつの国の争い、その裏に潜む「ナル・グランデ空域の罪」を巡る騒乱に巻き込まれていくこととなる。
『星の旅人』編
真王のナル・グレートウォール奪取をどうにか防いだ一行は、アリアを庇って落ちた主人公を追って崩れ落ちる島からグランサイファー諸共落下。ナル・グランデで出会った仲間たちとリーシャらを空に残し、赤き地平へと落下していく。そこに、空を漂う福音の星晶獣「ヱビス」の背へと落下。過去と未来の間である「境界の世界」から、空へと帰還する方法を模索することとなる。
その後、境界の世界で出会ったシトリと境界の民たちの協力でファータ・グランテ空域に帰還するが、そこで待ち受けていたのはフュリアス率いる「神聖エルステ帝国」と謎のゴーレムの少女ツヴァイ、そして密かに暗躍するロキの影があり、神聖エルステ帝国との戦いが「空の底」と呼ばれている旧世界の成れの果て「赤き地平」こと「幽世」の軍勢の大規模な侵攻へと発展し、空の世界の存亡をかけた全面戦争へ突入する。

## 作品世界の用語
星晶獣（せいしょうじゅう）
星の民が覇空戦争で兵器として運用した強力な生命体。戦後は星晶となって各地に封印されており、地域によっては信仰の対象になっている。制御は星の民以外には不可能だがルリアは星晶獣を扱う力があり、エルステ帝国はその力の研究から魔晶を生み出し運用を可能にした。姿は巨大な獣の姿が多いが、中には主人公たちと変わらぬ体躯をし、空の民として暮らしている星晶獣もいる。また500年前の覇空戦争よりもはるかに前に生まれた星晶獣は「原初獣（げんしょじゅう）」と呼ばれ、それぞれが役割をもつ「天司（てんし）」や「堕天司（だてんし）」が存在する。
イスタルシア
星の民の住まうとされる伝説の島。通称「星の島」。多くの騎空士たちがこの未知の島を夢見るが、実態は謎に包まれている。主人公は「星の島」にたどりついたとされる父親から手紙を受け取ったことがきっかけで旅に出ることとなる。
しかし上記は空の世界において、星の民の占領によって歪められた歴史であり、唯一占領を免れた空域であるアウライ・グランデには本来の呼称である「創世の御座イスタルシア」として伝えられている。空の民が祀っていた創世神の移し身が眠る場所といわれているが、この情報を主人公たちに提供したエガニスも具体的な場所自体は突き止められていなかったが、主人公が真王 / タウルークから継承した神器「真王の眼」の力とロキが平行世界に存在する星晶獣に干渉する事で具体的な場所が判明し、マクスウェル率いる幽世の軍勢との戦いで多くの仲間を失った主人公、ビィ、ルリア、ラカム、ノア、ロキは、仲間達を甦らせるべく最後の旅へ向かう。
グランサイファー
主人公を団長とする騎空団が航空する際に乗船する大型の騎空挺。飛竜を模したガス嚢や両翼を持ち、多くのプロペラ、推進エンジンを搭載する。操舵者はラカムと主人公。
ポート・ブリーズ諸島に打ち捨てられた所をラカムが長い年月をかけて修理、一度は操舵に失敗し墜落、以後はそのまま郊外で保管されていたが、イスタルシアを目指す主人公の夢を叶えるべく再び大空を飛んだ。
第三章にて、過酷な旅を続けた結果、動力部が完全に停止してしまい、兄弟艇でかつて主人公の父親達が大空を駆け抜けたグランスルースの動力部を換装する事により再び大空を駆けれるようになる。
グランスルース
グランサイファーの兄弟艇で、かつて主人公の父親、そしてロゼッタやヴァルフリート達が大空を駆け抜けた騎空挺。『世界の果て』まで旅した後、ヴァルフリートを介してノアの手によりガロンゾに封印されていた。第三章で動力部が完全停止したグランサイファーに動力部を換装し、のちに騎空艇を欲するロキの「星の民の力」により完全に修復され、ロキ達の艇になる。
外見はグランサイファーに似ているが、数々の戦いを潜り抜けたかのように所々が武装されており、動力部も改造されておりグランサイファーよりも多少扱い辛い。
完全なる空図
星の民の残した遺産。強大な星晶獣が持つとされる「空図の欠片」を全て揃えると完成すると言われる空図。イスタルシアの場所が記されていると言われるが、実際は空図の欠片を持つ星晶獣の数が足らないためイスタルシアの場所を見つける事は不可能だった。
瘴流域（しょうりゅういき）
世界の各空域を分断している飛行困難な空域。内部では瘴気が満ち常に嵐がうずまいている。また周辺は凶暴な魔物が生息しており、通過するには空図の所持が必須とされる。
ファータ・グランデ空域
エルステ帝国
ファータグランデ空域の有力な軍事国家。かつてはゴーレム技術で名が知られているだけの小王国だったが、黒騎士によって帝政に移行し覇権国家となった。威圧的な外交政策を打ち出しており、周辺諸邦からの反発を受けている。首都はアガスティア。
ザンクティンゼル
主人公の故郷のある島。通称「閉ざされた島」。島の外から訪れる人はほとんどない。金露森林と呼ばれる森の中には星晶を祀る祠がある。擁する星晶獣はプロトバハムート。
ポート・ブリーズ諸島
主島・エインガナ島を中心に発展した群島。星晶獣の力によって年中穏やかな風が絶えず吹いており、騎空士にとって立ち寄りやすい港町となっている。擁する星晶獣はティアマト。
バルツ公国
フレイメル島を領有するドラフ族の大公国。アーセナルと呼ばれる鉱山を有し、また地下には超高熱の溶岩が流れており、それを利用した鉄鋼業や武器・防具製作が盛ん。地下にかつて星の民が星晶獣を製造したとされる工房「クシャスラ・ワークス」がある。
アウギュステ列島特別経済協力自治区
いずれの国家にも属さない経済特区。首都は水上都市ミザレア。他の島にはない「海」を持つ観光都市でもある。エルステ帝国とは対立関係にあり、大量の傭兵を雇い入れている。擁する星晶獣はリヴァイアサン。
ルーマシー群島
メネア領に属する群島。星霜の大樹と呼ばれる百年を超す古木をはじめ、鬱蒼とした森におおわれており、島民は外界との交流をあまり持たない。擁する星晶獣はユグドラシル。
城砦都市アルビオン
星の民が作ったとされる城砦からなる島。騎士を育成するための士官学校があり、カタリナ、ヴィーラはここの卒業生。鍛錬のため市内に魔物が放し飼いにされており、一般人でも護衛がいないと市内を歩けない。領主は実力至上主義から選ばれており、空位になった際は武術大会の結果によって新たな領主を選出する。擁する星晶獣はシュヴァリエ。領主は星晶獣と契約し、島から出ることができない。
トラモント
霧に包まれた島。一度入れば出られないという不思議な力が働いている。また星晶獣の力によって数十年前より住民は全員不死人となっている。擁する星晶獣はセレスト。
ガロンゾ島
騎空艇の造船業で栄える島。腕利きの職人を数多く抱えており、多くの騎空団が騎空艇の修理を依頼している。契約を司る星晶獣の影響で、島にいる人々は約束を必ず守る。擁する星晶獣はミスラ。
アマルティア島
秩序の騎空団・第四庁舎を擁する島。秩序の騎空団の施政下にあり、ファータグランデ空域内の警察署・裁判所の機能を有している。
ラビ島
エルステが帝政に移行する前のエルステ王国の首都・メフォラシュが置かれる、帝国内でも重要な直轄領。王国時代はゴーレム製造で一世を風靡しており、現在も市中で見かける事ができる。

ナル・グランデ空域
ファータ・グランデ空域に隣接する空域。本編より10年前、空域を治めていたトリッド統一王国の崩壊を境に、乱の渦中にある。
無数の小国が群雄割拠の様相を呈しているものの、ファータ・グランデ空域と違い星晶獣の加護を受けている島自体は少なく、弱小国の維持のために戦争が絶えない。
イデルバ王国
レム王国とナル・グランデを二分する新興国のひとつ。現国王はフォリア・イスタバイオン。
トリッド王国時代から商業が盛んだったグロース島に首都を置く。実力主義を標榜するため登用に身分を問わず、活気に満ちている。
レム王国
ナル・グランデを二分している有力国家のひとつ。現国王はドルザ・レム。
レム公爵領であったライヒェ島を本拠とし、血筋と伝統を重んじる気風であるが、そのため暗君であるドルザが王位を継承したことで国家は混乱。現在は将軍ギルベルトが事実上の実権者にあった。

七曜の騎士
「真王」と呼ばれる存在に任命された、色の名を冠する七人の騎士。真王の加護によって瘴流域を独力で渡ることができる。黒騎士アポロニア、緋色の騎士バラゴナ、碧の騎士ヴァルフリート、黄金の騎士アリア、紫の騎士リューゲル、白騎士、緑の騎士オクタヴィアの七名。
秩序の騎空団
全空域にて活動する、碧の騎士の率いる騎空団。非常に巨大な組織で、ファータグランデ空域を管轄する第四騎空艇団だけで複数の騎空艇を所持している。主に空域の治安維持を標榜しており、諸勢力からの依頼で事件捜査や犯罪人の逮捕・拘留などを行う。
特異点
3周年記念イベント「どうして空は蒼いのか」や4周年記念イベント「失楽園」、5周年記念イベント「000（トリプルゼロ）」で主人公が渦中の人物たちから「空の世界」の命運を握る存在としてこう呼ばれている。メインクエストでは福音の民達も使用している。3周年では主人公のみだったが、4周年では「空の試練」を化したメタトロンが堕天司ベリアルを従える黒衣の男（ベリアルいわく「バブさん」）も「もはやヤツも『特異点』と呼べるのかもしれない」と発言している。また、黒衣の男自身は主人公を危険視しており、主人公を殺すようベリアルに命じているが、彼は命令に従わず事の顛末を見届けるだけにとどまった。主人公の死＝「空の世界」の消滅に直結している事が判明した。
平行世界
メインシナリオ「星の旅人編 -いつかの残響-」にて判明した事で、メインシナリオ以外のシナリオ、コラボイベント、メディアミックス作品が該当する。
創世神
本作の全ての始まりにして全ての元凶たる神。星晶獣のバハムートは創世神の姿を模しているという。かつて滅びの危機に瀕した「旧世界」に突如出現して焼き払い、その一部を浮遊大陸に変えて「空の世界」を作り、旧世界を「幽世」として分断し次元封鎖する。その後、移し身を作りイスタルシアに安置させたが、ファルハナを創世神に殺された事で復讐心を抱くアブラメリンは、太陽生物のフェニックスと協力して創世神を「空の神」と「星の神」に引き裂いた。空の神は空の世界を管理し、星の神は「星の世界」を創造。自身の代理戦争として空の民と星の民を戦い合わせ、これが後に覇空戦争と呼ばれるようになった。覇空戦争終結後、自身の御使いとして空の神はビィ、星の神はルリアを創造した。主人公と十天衆のシエテは「創世神の因子」を持ち、創世神の移し身の力をその身に宿して行使可能。

## システム

### クエスト
シナリオが与えられ、バトルへと進む。勝利することで報酬を得られる。クエストを行うことで指定量のAPを消費する。物語に関するものとしては、メインストーリーであるメインクエスト、外伝にあたるフリークエスト、各キャラクターにまつわる物語を描くフェイトエピソードがある。その他、ストーリーに関係しないエクストラクエストがある。
マルチバトルと共闘クエストは、複数のプレイヤーが参加できるバトルである。マルチバトルは、他のプレイヤーに救援を依頼できるボス戦である。救援要請を受けてマルチバトルに参加すると指定量のBPを消費する。共闘クエストはあらかじめ1人から4人 のプレイヤーでルームを作って進行する。
プレイに必要なAPとBPは時間経過かゲーム内アイテムによって回復する。
時間経過によって回復可能なAPの最大量はプレイヤーごとの経験を示すプレイヤーランクに応じて上昇し、BPはランクによらず一律最大10である。ただし、ゲーム内アイテムの使用でAPは最大999、BPは最大99まで回復できる。

### バトル
各クエストで発生する敵（敵対する軍隊、魔物）との戦闘である。バトルはサイドビューのターン制で行われる。ターンでは各キャラクターが一度、特定の敵に攻撃を行う。キャラクターごとに設定されるHPが0になると戦闘不能となり、敵を全て戦闘不能にすれば勝利、主人公及びパーティ5人全員が戦闘不能になったら敗北となる。勝利すると、ゲーム世界内の通貨であるルピをはじめ、経験値や武器、アイテムを獲得できる。
属性
主人公の装備、味方キャラクターと敵には固有の属性が設定されている。火・水・風・土と光・闇、敵専用属性の無の7種類があり、強弱関係が設定されている。
アビリティ
バトル中の好きなタイミングで使用できる特殊能力である。主人公のジョブと味方キャラクターにそれぞれ固有のアビリティが設定されている。所定のターン数をまたげば再使用できる。
星晶獣の召喚
後述の一部の例外を除き、主人公が行動可能である場合、1ターンに1度、召喚石から星晶獣を呼び出して攻撃できる。召喚石は自分のパーティに設定する5つと、他のユーザーが持つサポーター召喚石1つの計6つが装備可能。所定のターン数をまたげば再召喚できる。
奥義
各キャラクターごとに戦闘行動に応じて奥義ゲージが加算され、100％になると通常攻撃の代わりに強力な奥義攻撃が発動できる。奥義の種類はキャラクター固定だが、主人公は装備した武器によって変わる。同一ターンで複数キャラクターが奥義を発動すると、追加で全体攻撃「チェインバースト」が発動する。

### パーティ編成
クエストの前に、プレーヤーはパーティを編成しなくてはならない。パーティ編成にはジョブ、キャラクター、武器、召喚石の4つの要素がある。
ジョブ
主人公の職業。既に習得したジョブの中から設定できる。ジョブのレベルに応じて、ジョブ固有のアビリティを3つまで習得できる。また既に習得したEXアビリティを一つ自由に設定できる。また自動発動する特殊効果「サポートアビリティ」もジョブごとに設定されている。指定条件を満たすと上位ジョブが習得できる。
キャラクター
仲間にしたキャラクターからメインメンバーを3人、サブメンバーを2人設定する。サブメンバーはメインメンバーが戦闘不能になった際にバトルに参加する。各キャラクターにはレベルが設定されており、レベルを上げるとHPと攻撃力が上昇するとともに新たなアビリティを習得することもある。
武器
主人公の装備する武器。選択しているジョブによって種類の限られるメイン武器と、その他に9つまで自由に設定できる。主人公の攻撃属性や奥義は、メイン武器に依存する。
召喚石
メイン召喚石と、その他に4つまで自由に設定できる。メイン召喚石に設定された星晶獣は、永続のバフ効果である「加護」が自動で発動する。

### 強化
強化
キャラ、武器、召喚石に分かれている。キャラと武器は武器を、召喚石は召喚石を素材にしてレベルアップを行う。エンジェル系の武器、召喚石は強化素材となっており、通常の素材より多くの経験値を獲得できる。
上限開放
こちらも同様に、キャラ、武器、召喚石に分かれている。キャラは、トレジャーか一定のアイテムを使用することで、武器と召喚石はベースと同一の素材か一定のアイテムを使用することで上限開放できる。キャラは、一定回数上限開放することで、特別な見た目を選択できるようになる。キャラと武器の最終上限開放（金の星ではなく青の星にで表示される）には、特定のフェイトエピソードのクリアで可能になる。

### 課金システム
ガチャ
モバゲー共通の仮想通貨であるモバコイン、またはゲーム内で取得できる「宝晶石」を消費することで「レジェンドガチャ」を回すことができる。取得できるアイテムは武器または召喚石で、特定の武器の入手によって新しいキャラクターが加入する。レジェンドガチャは1回300コイン（324円相当）である。レジェンドガチャへの課金にまつわる騒動（#トラブル節で後述）を受け、300回（約9万7千円相当）毎に任意の武器か召喚石を取得できる仕組みが追加された。アイテム課金の記事も参照の事。
ショップ
戦力の強化に必要なアイテムや、アイテムの追加所持枠、パーティ追加編成枠などをモバコインまたは宝晶石で購入できる。

### 騎空団
他プレイヤーとの交流サークルとして設定されている。いわゆるギルドシステムである。「騎空艇」は団員にバフ効果を与える機能があり、団員の強化によってバフ効果が強力になる。「アサルトタイム」は団ごとに時間帯を設定できるフィーバータイムで、マルチバトルを奥義ゲージ最大で開始でき、戦闘終了時の報酬が増える。

## 登場キャラクター
キャラクターによっては別バージョンのものもあり、レアリティや属性が異なるものもある。レアリティや属性はキャラクター初登場時点のもの。

### 旅の仲間
主人公一行としてメインクエストのシナリオに登場する人物。メインクエストの進行に伴って自動的にパーティーに加入する。なお、ビィは戦闘には参加しない。
グラン（男） / ジータ（女）
声 - 小野友樹（グラン）、鶏冠井美智子（グラン・幼少期〈テレビアニメ〉） / 金元寿子（ジータ）
年齢 - 15歳 / 身長 - 170cm（グラン）、156cm（ジータ） / 種族 - ヒューマン
本作の主人公。性別は自由に選べ、いつでも変更することができる。
ザンクティンゼルで修行に明け暮れていた若者で、父から受け取った手紙を頼りにイスタルシアを目指す。グランサイファーを入手し、騎空団を結成してその団長となる。帝国軍のポンメルンが召喚した星晶獣ヒドラの攻撃により瀕死の重傷を負った際、ルリアの能力で一命をとりとめる。しかし、このことで主人公の生命はルリアの生命と同化してしまい、主人公とルリアの距離が離れすぎると、互いの生命が危険に晒されてしまう。また、空と星の架け橋となる「特異点」たり得る存在であり、真王や天司たちなどから興味と注目を集めている。
ジータには独自の設定として、「（ジョブチェンジで）衣装を変えると性格や言動も変わる」というものがあるとエイプリルフールイベントで語られており、『プリンセスコネクト!』コラボで出演した際にもその設定は踏襲されている。なお、同作の設定では年齢は17歳、3月10日生まれのO型で趣味はおしゃべりと冒険、身長156cm、体重45kg。
ゲーム内での正確な年齢は両者ともに不明だが、『名探偵コナン』とのイベントで江戸川コナンは主人公を「年齢は14・5歳くらいか」と見ている。加えて「けど、この人はただ者じゃない雰囲気がある」と評している。
ルリア
声 - 東山奈央
年齢 - 不明 / 身長 - 152cm / 種族 - ヒューマン
属性 - 不定 / レアリティ - SR / タイプ - 特殊
星晶獣を従える能力を持つ謎の少女。研究のために帝国に囚われていたが、監視役であったカタリナの協力によって脱走する。ザンクティンゼルで瀕死の重傷を負った主人公の命を自らの命とリンクさせて救ったために主人公とは一蓮托生の関係となる。星晶獣の力を吸収したり、星晶獣を召喚する能力を持つが、そのルーツは一切不明で本人も過去の記憶が無い。また、星晶獣の気配や心を読み取ることも可能。後に自分と主人公の父親達が旅を終えた際に連れ帰った特別な存在である事がヴァルフリートの口から語られ、空と星が並び立つ『特異点』を生み出さないためにあえてビィとは別々の場所に隠したことも明かされる。
かつてはオルキス（オーキス）と同様、表情に乏しい無気力な少女だったが、カタリナによって外の世界を知り、徐々に豊かな感情を取り戻していった。そのため、オルキスの境遇には深い同情を寄せる。
3周年記念イベント「どうして空は蒼いのか」にてプレイアブルキャラクターとして初実装。属性は主人公に合わせて変化し、通常攻撃をしない代わりに奥義威力が高く設定されており、また星晶獣召喚を2度行えるメリットがある。その代わり彼女がパーティに加わっている場合、主人公かルリアが戦闘不能になるともう片方も戦闘不能になる、星晶獣召喚が彼女単独スキル扱いになるため彼女が戦線から外れれば主人公が健在状態であっても星晶獣召喚は不能となるというデメリットもある。
コミカライズやTVアニメ、4コマ漫画『ぐらぶるっ！』、チャットスタンプでは食欲旺盛な事が取り上げられ「ﾋｭｺﾞｳ」や「じゅるりあ」の擬音等が使われる。
ビィ
声 - 釘宮理恵
年齢 - 不明 / 身長 - 42cm / 種族 - その他
主人公が幼い時から共に育った小型のドラゴン。羽が生えたトカゲのような生物だが詳細は不明。トカゲと言われると怒るが、自分が何者かは分からない。りんごが好物。性別は雄。主人公の父親と出会い、島々を冒険した後に主人公に託され同居生活をした経緯があり、主人公の父親と出会った以前の記憶を失っている。ヴァルフリートの話によると、空の神から巫女である主人公の母親を通して遣わされた存在らしい。
4コマ漫画『ぐらぶるっ！』では、個体・液体問わずさまざまな形状に変化したり、「パワー」「スピード」などに特化した亜種に変化する等、ビィ自身すら「オイラって何だ」という哲学的思索にはまり込んでしまうという得体の知れない存在として描写されている。エイプリルフールイベントでは、本編世界に『ぐらぶるっ！』世界のビィが「パワー」特化型に変化して本編世界のキャラクターたちを苦しめるも、同じく『ぐらぶるっ！』世界からやってきたカタリナに一瞬で「懲らしめられる」という展開が描かれた。関連書籍のシリアルコード特典で入手できる「ビィくんウェポン」では「ビイスターソード」など様々な種類の武器が存在しそれらすべては闇属性武器として装備可能。
カタリナ・アリゼ
声 - 沢城みゆき
年齢 - 24歳 / 身長 - 169cm / 種族 - ヒューマン
属性 - 水 / レアリティ - SR・SSR / タイプ - バランス
ルリアを守る女性騎士。帝国軍中尉としてルリアの監視・護衛役を務めていたが、情が移り彼女を解放するために帝国を裏切り、共に逃亡した。ルリアとは姉妹のような仲で固い絆で結ばれており、帝国崩壊後も彼女について共に旅すると表明している。ザンクティンゼルでルリアと共に主人公と出会い、以後行動を共にする。真面目で責任感が強く、毅然とした性格だが、一方で小動物や可愛いものが好きで、虫が苦手という一面もある。恋愛にも疎く、ローアインらから好意を向けられるも、どう対応したものか分からず戸惑い、反射的に逃げ出したり拒否したりしてしまっている。ビィを溺愛しており、ことあるごとに抱きしめたり撫で回そうとしているが、鎧・篭手をつけたままでしようとするため、ビィからは苦手とされている。コラボキャラのケロちゃん（『カードキャプターさくら』）やモナ（『ペルソナ5』）もかわいがろうとしていた。料理が非常に不得手で作る料理は「死の概念そのもの」などと言及されるほど殺人的だが、本人にその自覚は無く何かというと料理をしたがり周囲を慌てさせる。バレンタインデーイベントでは毎年ローアイン一行が犠牲になっている。4コマ漫画『ぐらぶるっ！』では、ビィを超人的な能力で追いかけ回しているほか、「ビィくん愛好会」なる秘密サークルの会員番号1番として、会を取り仕切っている。得物は長剣「ルカ・ルサ」。
ラカム
声 - 平田広明、大地葉（幼少期〈テレビアニメ〉）
年齢 - 29歳 / 身長 - 181cm / 種族 - ヒューマン
属性 - 火 / レアリティ - SR・SSR / タイプ - 特殊
騎空艇グランサイファーを操る凄腕の操舵士。ポート・ブリーズで遭難した主人公たちの前に現れる。咥え煙草がトレードマーク。幼い頃ポート・ブリーズ近郊に放置されていたグランサイファーに魅せられ、騎空士となった。しかし修復されたグランサイファーで墜落事故を起こし、自棄になって空への夢を諦めていた。主人公たちと出会ってかつての情熱を取り戻し、再びグランサイファーの舵を握り、主人公たちの仲間に加わる。ぶっきらぼうだが、面倒見のいい性格。戦闘では銃を使って戦う。4コマ漫画『ぐらぶるっ！』ではたびたび爆破オチのネタとして「ラカムゥゥゥゥゥ!!」の擬音が描かれる。
イオ・ユークレース
声 - 田村ゆかり
年齢 - 11歳 / 身長 - 131cm / 種族 - ヒューマン
属性 - 水 / レアリティ - SR・SSR / タイプ - 回復
バルツ大公ザカの弟子である魔道士の少女。蒸発した師の行方を追うために、ザカ大公失踪事件を調べていた主人公たちに接近する。事件解決後は師の「人々を笑顔にする」という教えを継ぐため、主人公たちの仲間に加わる。ませたところもあるが、からかわれるとすぐにムキになるなど年齢相応の性格。魔法の実力はまだ未熟だが、鍛錬に精を出すなど努力家でもある。
小説版第2巻にはイオ専用という設定の武器が入手できるシリアルコードが付属している。ゲームシステム上イオが装備することはできないが、パーティーにイオを編成することで真価を発揮するようになっている（キャラクターがイオであれば、どの種類でも可能）。4コマ漫画『ぐらぶるっ！』ではボケ倒しの団員に対してハリセンを持ちながらツッコミをいれるツッコミ役であったが、その後大人の女性への興味が勝ってしまい、ツッコミ役を放棄したとされている。
オイゲン
声 - 藤原啓治（初代） / 山路和弘（2代目）
年齢 - 50歳 / 身長 - 174cm / 種族 - ヒューマン
属性 - 土 / レアリティ - SR・SSR / タイプ - バランス
アウギュステ出身の傭兵。かつてグランサイファーを修復した人物でラカムとは古い友人である。アウギュステで、帝国に反抗する傭兵のリーダーとして主人公たちと出会う。老いを理由に戦いから遠ざかっていたが、アウギュステを守らんとする主人公たちに触発され、主人公一行の仲間に加わる。亡き妻・アルテミシア（声 - 武田華）を巡る一連の事情から、娘である黒騎士アポロニアには負い目を感じ続けている。
ロゼッタ / ローズクイーン
声 - 田中理恵
年齢 - 不明 / 身長 - 165cm / 種族 - その他（星晶獣）
属性 - 風 / レアリティ - SR・SSR / タイプ - バランス
ルーマシー群島にて主人公が出会う謎の美女。主人公たちを気に入って仲間に加わる。黒騎士と面識があり、主人公の父親を知っている素振を見せるなど飄々として掴みどころがないが、一行を暖かく見守る。再度訪れたルーマシー群島でフリーシアがユグドラシル・マリスを解放した際には、主人公たちを逃がして消息不明となるが後に再会する。
その正体は覇空戦争で空の民を苦しめた星晶獣「ローズクイーン」。戦後にルーマシー群島に流れ着いた後、ユグドラシルに保護され、後に主人公の父親、ヴァルフリート、ビィ、そして青い少女と共に騎空団を結成して冒険した事があったという経緯がある。リミテッドバージョンにおいてはローズクイーンとしての力を発揮しての戦闘を行う。また、召喚石「ローズクイーン」としても登場する。
4コマ漫画『ぐらぶるっ！』ではたびたび「JK（女子高生）」ネタが使われる。
リーシャ
声 - 川澄綾子
年齢 - 21歳 / 身長 - 165cm / 種族 - ヒューマン
属性 - 風 / レアリティ - SR・SSR / タイプ - バランス
秩序の騎空団・第四騎空艇団の団長を務める女性。秩序の騎空団を率いる碧の騎士・ヴァルフリートの娘。
偉大な父親を持ち、先代のモニカより団長の座を継いだばかりで自信が持てずにいる。それでも秘めた潜在能力は凄まじく、父親と比較されるなどの逆鱗に触れられると激昂して手がつけられなくなる気性の持ち主。エルステ帝国の依頼で黒騎士を逮捕し、その事情聴取のために主人公たちの前に現れる。その後、黒騎士と結んだ主人公たちとは対立するが、帝国への疑念を捨てられず独断行動に走り、その隙を突いたガンダルヴァによってアマルティア島が占領されると、主人公たちと協力してその奪還に奔走する。解決後は独断専行の引責として船団長を辞任するという名目で、見聞を広めるために主人公一行に加わった。
「暁の空」編では本部からの命令で主人公一行より離脱しヴァルフリートと再会、ヴァルフリート直々の指令によりモニカと共にナル・グランデ空域の調査を承り、ヴァルフリートの専用艇により瘴流域を越えてナル・グランデ空域に到着、後に主人公一行と合流する。
4コマ漫画『ぐらぶるっ！』では、紆余曲折あったものの、犯罪者や秩序を乱す者を絶対に許さず、どこからでも現れる化け物じみた存在として描かれている。
カイン
声 - 寺島拓篤
年齢 - 22歳 / 身長 - 175cm / 種族 - ヒューマン
属性 - 土 / レアリティ - SR・SSR / タイプ - 特殊
イデルバ王国の若き将軍。ナル・グランデ空域に渡った主人公が最初に出会う人物。
お調子者だが内心は頭の回る策謀家。常に敵味方問わず極力犠牲を出さないために立ち回る。かつて兄のアベルを戦争で失っている。「暁の空」編終了後はイデルバ王国に戻り、アリア達と協力し国の内乱の鎮火と、赤き地平に落ちた主人公たちの救出作戦に尽力する。また、アリアにはかつての自分の境遇を重ねて感情移入している様でもあり、両者を救うためとはいえ姉妹を再び引き離してしまったことに負い目を感じていたが、彼女からはフォリアを自由にしてくれた事に対する感謝の言葉を送られた。
ラインハルザ
声 - 松田健一郎
年齢 - 29歳 / 身長 - 225cm / 種族 - ドラフ
属性 - 火 / レアリティ - SR / タイプ - 攻撃
イデルバ王国領・メルクマール島を支配していた盗賊団の首領。後にその武力をイデルバ王国に召し抱えられることになる。
島民に税金を徴収してはいたがそれなりに管理はしていた模様で、部下思い。元トリッド王国軍の出身。主人公たちといざこざの後、イデルバの客将に迎えられ協力関係を結ぶ。

### 主要なキャラクター
メインクエストのシナリオに登場する人物。一部のキャラクターは条件を満たすことでパーティに加入させることができる。

#### エルステ帝国
オルキス
声 - 茅原実里
ルリアと同じような能力を持つ少女。常に虎のようなぬいぐるみを手にしている。黒騎士からは人形と呼ばれており、諾々と黒騎士に従っている。当初は感情も希薄だったが、主人公たちと一時的に行動を共にしてから、彼らに対して親愛の表情を見せるようになる。黒騎士が秩序の騎士団によって捕縛されるとフリーシアの管理下に移されるが、激闘の末主人公たちによって奪還される。
その正体はエルステ王国の王家の血を引く、正統の王女。空の民のヴィオラ女王と、星の民ビューレイストとの間に生まれたハーフでもある。星晶獣デウス・エクス・マキナによって本来の人格を抜き取られ、精神を持たない空っぽな器となるが、アポロニアや主人公たちと接するうちに独自の意思を持ち始め、アポロニアを苦悩させる。デウス・エクス・マキナによってオルキスに人格が返還された後は、器の人格は似姿のゴーレムの肉体に宿りオーキスという新たな少女として生還する。
オルキス王女
年齢 - 不明 / 身長 - 152cm / 種族 - ヒューマン（空の民と星の民のハーフ）
「オルキス」の本来の人格。黒騎士アポロニアの親友にして、彼女の行動原理となっていた存在。まっすぐな気質の女性。
デウス・エクス・マキナによって肉体から精神を切り離されていたが、その間もメフォラシュの旧王家の城に意識を留まらせ、腹心のアダムにオーキスのための器を用意させるなど、「ハッピーエンド」に向けて行動していた。主人公たちの活躍によって本来の肉体に戻った後は、病み上がりの体を押して皇帝に即位し、旧フリーシア派との軋轢を抱えながらもエルステ再興のため辣腕を振るっている。
本来はアポロニアと同年代であるものの、10年前から成長が停滞していたため十代半ば程度の少女の姿をしている。
オーキス
年齢 - 不明 / 身長 - 152cm / 種族 - その他（ゴーレム）
属性 - 闇 / レアリティ - SSR（リミテッド） / タイプ - 特殊
オルキスに本来の人格が返還された後、肉体に宿っていた人格をゴーレムに写した存在。その後は旅に出ており、フリーシア脱獄に際して主人公たちと同道する。ゴーレムの体に人格を移された際にぬいぐるみをオルキスから譲られている。
星晶獣アーカーシャを体内に封印した戦闘用ゴーレム・ロイドを連れている。これはアダムとの協議の末、アーカーシャを管理する者として選ばれたため。後にフュリアスに流された風聞により、意図せずにエルステ正義の象徴と祀り上げられるようになる。

ポンメルン・ベットナー
声 - 横島亘
年齢 - 47歳 / 身長 - 176cm / 種族 - ヒューマン
エルステ帝国の軍人で、階級は大尉。「- ですネェ」という口調が特徴。カタリナの元上官。ルリアの管理を任されていたが、カタリナの造反で逃走されるという失態を演じる。星晶獣ヒドラをもって主人公の命を奪った張本人でもある。主人公たちに敗れて以降は、その復讐を果たすことを悲願としている。魔晶の研究にも参画しており、戦闘においては自ら魔晶の力で強化された肉体を駆使する。
敵に対して卑劣・非道が目立つものの、本人は帝国軍人としての誇りを持っており、強権・非道が目立つ帝国幹部の中では、比較的穏健に部下及び帝国市民に接している。無軌道なロキの治世に危機感を覚えてからは主人公たちに協力的な姿勢を見せる。帝国崩壊後は多くの重鎮が脱退したこともあり、元帥へと異例の大出世を遂げて多忙な日々を送っている。なお、妻帯者である。
以上の設定のため、物語冒頭で主人公を殺害した敵キャラクターにもかかわらず一定の人気があり、年中行事や誕生日の記念日ボイスメッセージが用意されているほか、メインストーリー前日譚を扱った漫画「ポンメルン外伝 追憶のアーシヴェル」においては主人公をつとめる。過去は「ゼールステン」という王国で士官し、偉大な騎士であった父親ヴァンの跡を継ぐべく邁進していたことが語られている。
フュリアス
声 - 三瓶由布子
年齢 - 23歳 / 身長 - 不明 / 種族 - ハーヴィン
エルステ帝国の軍人で、階級は少将。貴族出身の軍人であり、敵はおろか部下すらをも常に見下している傲慢かつ酷薄な性格をした人物。ポート・ブリーズ壊滅作戦の指揮を取って以来、主人公たちとは度々衝突している。魔晶の使い手でもあり、重傷を負ってもその力で幾度となく主人公たちの前に立ちはだかるものの、徐々に精神に異常を来たし始める。アガスティアでの決戦以後は行方不明となる。
ファラ
声 - 伊瀬茉莉也
年齢 - 15歳 / 身長 - 151cm（自己申告） / 種族 - ヒューマン
属性 - 土 / レアリティ - R ・SR / タイプ - バランス
エルステ帝国の女性兵士。帝国軍士官だったカタリナの後輩で、カタリナを慕っている。
アウギュステとの紛争に従軍してオイゲンの配下に捕らえられた。その後、主人公たちに帝国の駐屯地の情報を提供し、釈放される。性格は純朴でまっすぐな性根の持ち主だが、単純なため迂闊な行動も多い。「軍人」ではなくカタリナのような「騎士」を志し、後に軍役から離れ「老師」と仰ぐヨダルラーハに師事。修行を積むことで強くなった（SR化）とされる。2015年にはヨダルラーハと彼女をメインとするイベントも行われた。
フリーシア・フォン・ビスマルク
声 - 甲斐田裕子
年齢 - 36歳 / 身長 - 168cm / 種族 - エルーン
エルステ帝国の女宰相。エルステ王国で代々宰相を務めてきた家柄の出身。冷淡な性格で、非道とも思われる指揮も躊躇なくこなす。
正当なエルステ王族であったヴィオラ女王に狂愛を抱いており、ヴィオラがビューレイストとの婚姻を結んだことから星の民を深く憎むようになる。そのため、星晶獣アーカーシャを用いて空の歴史から星の民を抹消しようと行動していた。エルステ帝国の騒動収集後は反逆者として牢に囚われていたが、アダムの説得により罪を減らす変わりとして黒騎士達に協力する。
フーちゃん
属性 - 闇 / レアリティ - SSR / タイプ - 特殊
イベントストーリーに登場するフリーシア。トモイたちの妄想の中に登場し、妄想なので本来の人物像とは異なるキャラクターとなっている。

アダム
声 - 新垣樽助
属性 - 土 / レアリティ - SSR / 種族 - その他（ゴーレム〈ヒューマン型〉） / タイプ - 防御
エルステ帝国大将として帝国軍を総指揮する実直かつ寡黙な青年。王国時代からエルステに仕える忠臣だが、帝国の現状に苦悩し、主人公一行に「エルステに引導を渡してくれ」と協力を申し出る。オルキスが復活してエルステが王政に戻った後はフリーシアの後任として宰相となり、オルキスと共に復興に身を注いでいる。フュリアス率いる神聖エルステ帝国の出現の際は、自ら監獄にいるフリーシアの元へ赴き協力を願い出る。
実は公には伏せられているが、エルステ帝国最盛期に誕生したゴーレムの最高傑作で、複数の体を持ち同一の意思で動いている。長い時を生きているため、自らを「エルステの歴史そのもの」と名乗ることもある。

#### ロキとその騎空団
ロキ
声 - 白石涼子
エルステ帝国皇帝を称する星の民の末裔。同族や真王からは「はぐれ者」と呼ばれる。
エルステの先王婿ビューレイストの実弟で、オルキスの叔父にあたる。帝国を利用して世界に混乱をもたらすため長らく空位だった帝位を践む。統治には微塵も興味を示さない。兄ビューレイストを強く信奉しており、彼が空の民と結婚することに最後まで反対していた。
ルリアとビィに強い関心を示しており、主人公から譲ってもらおうと画策する。フリーシアが捕らえられてからは帝位にも興味をなくし、帝国を出ていき主人公達の行く末を悲劇に染めるべく密かに動き始める。その一端としてグレートウォールから落下したミカ（ミカボシ）を狙って境界の世界へ赴き、彼女を手に入れた後は主人公の力の源である「仲間」と「騎空艇」に興味を持ち、それらを探して諸国をまわっている。
その行動や性格は、単純に力づくで襲ったり苦しむ姿を見て楽しむ事はせず、喜劇やハッピーエンドのような幸せに導く事もあれば、物や生き物を美しいと言ったり愛おしむべきとも言ったりする。その上で、それらが強く輝いた時に自分の思うがままに破壊し、その後の惨劇から対象物（被害者や事態、現象）がどうなるかを見たい、楽しませて欲しいという自分なりの美学、価値観に基いている。
瞬間移動などの常軌を逸した能力を持つ他、フェンリルと教えの最奥に至っており、彼女に強い負担をかけることと引き換えにその能力を限界以上に引き出し、圧倒的な戦闘能力を見せつける。
フェンリル
声 - 松岡由貴
ロキが連れている星晶獣。鎖で繋がれた少女の姿をとっている。性格は非常に獰猛で男勝り。
星晶獣と飼い主（星の民や、星晶獣と対等であろうとする強い心の持ち主）の間に友情はないとロキから言われて以来塞ぎ込んでおり、「仲間」を探して回るロキの言動と自分への態度の矛盾と、自身の存在理由について密かに悩んでいる。
ガンダルヴァ
声 - 宮内敦士
エルステ帝国中将。屈強な体躯を持つドラフの大男。元は秩序の騎空団に所属し、モニカの先代の第四騎空挺団長だったが、行き過ぎた実力主義を碧の騎士・ヴァルフリートに咎められ、敗れて騎空団を去った。圧倒的な実力を持ち、帝国の野望にも関心を持たず強者との戦闘を望む。ドラフ製の長剣が得物だが、実力を認めたもの以外とは剣を鞘から抜かずに戦闘する。ヴァルフリートとの再戦を熱望するあまり、その実娘リーシャを人質とする計画を立て、帝国兵を率いてアマルティア島を一時占領する。アーカーシャ停止のため「タワー」に侵入してきた一行の前に立ちはだかり、リーシャと助太刀に入ったカタリナと一戦を交える。
ミカ
声 - 佐藤聡美
年齢 - 不明 / 身長 - 不明 / 種族 - 星の民
境界の世界に流れ着いた記憶喪失の少女。天真爛漫な性格の持ち主。シトリを強く慕っており、普段からくっついて離れない。
正体はナル・グレートウォールを作り出した狂気の星の民ミカボシ。同族のロキにさえ「大罪人」と呼ばれており、その胸にはかつて虐げられた恨みを晴らすべく他の星の民への復讐心を燃やしている。ロキの手によって記憶を取り戻した後は、福音の民たちを殺さないようにしながら執拗に痛めつけるなど、その残忍な本性を露わにする。その後は力を使い果たして気を失った所をロキに連れ攫われる形で空の世界に赴き、彼等と行動を共にしているが、性格は一転して無口無表情になっている。
ネセサリア
声 - 緑川光
ロキ達が騎空団を率いた際のメンバー。オネエ口調のエルーンの青年。アロマに詳しい。愛称はネス。
その正体は月の民の末裔が作り出した組織の一員。ロキたちの同行を探るべく彼に接触し、内偵者と悟られている上で団員として同行している。最も得意とするものは毒物の扱いであり、趣味のアロマはその延長として習得しているもの。組織からの指令ではあるが酒場ひとつを巻き込んだ大規模な毒殺作戦でリューゲルを無力化した。

#### 真王と七曜の騎士
真王 / タウルーク
声 - 内田直哉
年齢 - 不明 / 身長 - 不明 / 種族 - エルーン
アウライ・グランデは大国イスタバイオンを治める老王にして、七曜の騎士を束ねる者。現在は個人としての名を持たず、「真の王」の称号を自らの名としている。
「真の王」「全空の正統な支配者」を自称し、すべての空域を我がものとして振る舞う。しかしそれを裏付けるかのように規格外の能力を持ち、七曜の騎士に星晶獣を制御する武器と瘴流域を超える加護を与えているほか、自分が治めている空気の島を等間隔に配置するなどといった奇跡も実現している。
「全空の統一」を目指し世界の裏側で暗躍している。主人公たちのような強い者ではなく、「弱者」を守るための支配統治を掲げ、ディストピアめいた管理社会をイスタバイオンに築き上げ、歪んだ楽園を作り出している。七曜の騎士だけでなく、神託の星晶獣シビュレに娘のフォリアや、レム王国のギルベルトにフュリアスとツヴァイなど、世界中にその手駒を散らしている。しかしその手段や行動は残虐非道そのものであり、トリッド王国にはほぼ脅迫に等しい外交でグレートウォールの譲渡を迫りバラゴナに一族を粛清させる、ギルベルトの力への渇望を「彼を力そのものに変える」という手段で叶える、ツヴァイのコンプレックスにつけ込み利用する、などの悪行を重ねているうえに、それらをすべて慈愛に満ちた佇まいで行うなど、常軌を逸した精神性の持ち主であることが描写されている。
まさに唯我独尊と言える横暴極まりない振る舞いをするが、例外的に主人公だけは「御子」と呼び、敬意を払っている。自らを「使徒」、「御子を導く者」と考えており、主人公との父親との対立をほのめかされている謎多き存在。
アポロニア・ヴァール
声 - 朴璐美、赤尾ひかる（幼少期）
年齢 - 25歳 / 身長 - 不明 / 種族 - ヒューマン
属性 - 闇 / レアリティ - SSR（リミテッド） / タイプ - 攻撃
七曜の騎士の1人、エルステの守護者の証であり、長らく所有者の居なかった黒鎧を纏う黒騎士。
エルステ帝国の最高顧問であり、エルステを帝政に転換した立役者で、七曜の騎士の1人でもある。独自の思惑を持ち、帝国軍から離れ単独行動をとって暗躍する。主人公たちと表立って戦うことはないが、その非情とも言える計画から幾度となく主人公たちと衝突する。ルリアの謎を知っているらしく、主人公たちを導くような言動を残す。
オイゲンの実の娘であり、オイゲンからは読書好きのおとなしい少女であったと語られている。不治の病に罹った母親を看取った際にオイゲンが遍歴の途上であった事から父親に対して憎しみを抱いていた。
留学したラビ島でエルステのオルキス王女と知己となり、宰相フリーシアの陰謀によって失われたオルキスの人格を取り戻すために行動する。宮廷内では孤立していたようで、スツルム・ドランクを即金前払いで幕僚として雇おうとし、その世間知らずぶりになかば同情される形で部下に迎える。後にフリーシアに反逆罪に問われ、秩序の騎空団によって拘束されるが、主人公たちの力を借りて脱獄し、オルキスの心を取り戻すために主人公一行と一時戦線を共にする。
蒼の少女編の最終局面でオルキスとオーキスの二者択一を迫られ、オルキスに固執し主人公と切り結ぶが敗北。しかしオーキスが決闘の結果に係わらず自らの消滅の引換えにオルキスを復活させようとしたため、自身におけるオーキスの存在の大きさを再認識する。結局、幽体として存在していたオルキスと従者アダムの機転によりなにひとつ失うことなく、過去からのしがらみから解放された。以後はオルキスを危険に晒しかねない自らの因縁を清算するため、必ずの帰還を約束しエルステを発つ。その後神聖エルステ帝国の存在を知り、フリーシアに協力を仰ぐべくアダムと行動を共にし、オルキスのもとへ駆けつける。
バラゴナ・アラゴン
声 - 置鮎龍太郎
年齢 - 30代後半 / 身長 - 210cm / 種族 - ドラフ
七曜の騎士の1人、トリッド王国の元首の証たる緋鎧を纏う緋色の騎士。亡トリッド王国の第一王子にして、王位継承者筆頭だった男。
元帝国軍属であり「緋色の鬼」と恐れられていた、赤い甲冑を身に纏った屈強な剣士。性格は至って礼儀正しく温厚。笑顔の裏に強固な決意をひた隠す武人。
かつて主人公の父親に剣の手ほどきを受けた身であり、彼の言葉に従って主人公とルリアの力と覚悟を試すために剣を交えることもある。真王の命に従い行動している素振りを見せるものの、その行動は命をたびたび外れ、そのため黄金の騎士アリアとの折り合いは悪い。
トリッド王族としてナル・グランデの罪である対空域兵器グレートウォールを守護していたが、真王がグレートウォール奪取を画策した際に両親を喪っている。以後は真王に対して面従腹背しており、彼の命令で一族を粛清して忠義を示す傍ら、一族の総意として奪われる前にグレートウォール破壊計画を密かに遂行、そのために主人公らを強さの高みへと導くような行動をしていた。その思惑は暁の空編で成就し、最後の同胞であるハルを救うことにも成功する。だが、最後の最後で主人公らの必死の説得により最終目的であった自身の抹殺＝自決を押しとどまり、崩壊したグレートウォールの中から意識不明になっていた所を救出され、その身柄はイデルバ王国に保護されることになる。
アリア・イスタバイオン
声 - 茅野愛衣
年齢 - 28歳 / 身長 - 不明 / 種族 - エルーン
属性 - 土 / レアリティ - SSR（リミテッド） / タイプ - 攻撃
七曜の騎士の1人、イスタバイオンの護国の象徴である金鎧を纏う黄金の騎士。年若い女性。イスタバイオン軍という兵力を有している高貴な身の生まれ。
非才な凡人だが、父親に目をかけられたい一心で血の滲むような研鑽で七曜の座を勝ち取っている。実の父親である真王に強く心酔しており、七曜の騎士として輪を乱す存在を嫌悪している。
冷静沈着に振る舞うものの精神的に未熟な面も目立ち、特に父親のことになると激昂しやすい。また良くも悪くも生真面目な性格の持ち主のため、常軌を逸する真王の行動に胸を痛めた。暁の空編の最終局面では、父親に愛を注がれていないのに盲従する歪みをギルベルトに指摘され、父親の命より姉のフォリアを守ることを選択。主人公らと共闘するものの白騎士に破れ戦線を離脱した。その後は崩壊するグレートウォールと運命を共にしようとするが、主人公の決死の行動により救われ、イデルバ王国に逗留する形で身を寄せることになり、自分を助けるため赤き地平に落ちた主人公らの捜索の傍ら、カイン達と共に内乱を止めるべく奔走する。その過程によりフォリアとは再び離れ離れになってしまうも、彼女を自由にしてくれたカインに感謝の言葉を送る。
ヴァルフリート
声 - 池田秀一
年齢 - 不明 / 身長 - 不明 / 種族 - ヒューマン
七曜の騎士の1人、碧の騎士。秩序の騎空団団長であり、リーシャの実父。若い頃は主人公の父親と共に騎空団を結成した同胞にしてライバルでもあり、共に冒険したビィやロゼッタ曰く「寡黙でぶっきらぼうだが芯は熱い男」。七曜の騎士として世界中の空を駆け巡っているためリーシャと接することは少ない。
七曜の騎士に属するものの、「とある人物」とのやり取りで真王に悟られぬよう活動しており、親友の子供である主人公たちを影ながらサポートする心強い味方である。後にリーシャと再会し、父親として娘の成長を喜び、そして上官として、リーシャとモニカにナル・グランデの「罪」への調査を命じた。その後ガロンゾにいた主人公らの前に現れ、主人公の両親についてや、その旅の目的について話す。
シーザー・クレイグ
声 - 梶裕貴
年齢 - 不明 / 身長 - 不明 / 種族 - ヒューマン
七曜の騎士の1人、真王の近衛の証、清廉潔白なる白鎧を纏う白騎士。七曜の騎士最年少ながら、随一の実力を持つ青年。
真王の傍に控え、彼の命を忠実に遂行するものの、生真面目過ぎるゆえに思い悩んでしまうことが多く、口数が少ない。幽世の存在に壊滅させられた空域エクセ・グランデの統治者の末裔であり、故郷の奪還と復興を夢見ている。
リューゲル
声 - 中田譲治
年齢 - 不明 / 身長 - 不明 / 種族 - ハーヴィン
七曜の騎士の1人、紫の騎士。七曜の騎士の中でも変わり者として有名で、各空域を往来しては珍しい物や変わった物を収集する趣味がある。レム王家の本家であるトリッド王家の血を引き、その縁でレム王国とも懇意にしている。白風の境のファータグランテ側で駐留していたグランサイファーを漂着船と思い込み、瘴流域を越えてレム王国まで運び、レム王家に土産物として渡し、結果としてナル・グランデ空域にグランサイファーを持ち込んでくれた。
主人公がエオニオ山脈で瘴流域に巻き込まれた後、エルステ王国軍の拠点として利用されていた「タワー」を襲撃し、廃棄予定だったリアクターの残骸を盗み、メフォラシュに封印されていたオーキスの試作パーツを強奪。その後ノース・ヴァストに停泊されていたグランサイファーをレム王国へと運んだ。真王の仕組んだ「神聖エルステ帝国」事件の裏で暗躍し、オーキスからのアーカーシャ奪取を目論んで主人公たちと敵対する。その後、追跡してきた主人公たちとは幽世の者たちがあふれ出したナル・グランデで再会。一時休戦し共同戦線を張ることとなる。
飄々としている中年男で、敵に対しては容赦なく、仕事であれば冷酷非情な振る舞いをするものの、決して誰かを傷つけることを嗜好するような事はない。友軍に対しては矢面に立って犠牲を最小限で済ませようとするなど、大人としての冷静な価値観と柔軟な判断力の持ち主。妻と娘があるが、娘からは最近「くさい」と言われて扱いが悪いらしい。
その正体は、幽世の軍勢に滅ばされた平行世界の空の世界の最後の生き残り。
オクタヴィア
声 - 洲崎綾
七曜の騎士の1人、緑の騎士。真王タウルークの秘書官を務めていた。生まれつき声帯を持たず、魔法による発声で会話を行う。女性であるらしいが、人前で兜を外す素振りはなく謎が多い人物。

#### イデルバ王国
フォリア
声 - 内田真礼
年齢 - 30代 / 身長 - 142cm / 種族 - エルーン
属性 - 水 / レアリティ - SSR / タイプ - 特殊
年端も行かない少女の姿をしている、イデルバ王国の建国王。天真爛漫な振る舞いで周囲を振り回す。色味は近いが左右の瞳の色が違う。
イスタバイオンの王族である真王の実の娘であり、アリアの姉にあたる。生まれながらにして強大な力を持つがゆえ年を経ても見た目が変わらず、管理されるように牢獄へ幽閉されていたが、自由への憧れのために、父親の命令のままトリッド統一王国を乱すために暗躍。10年前の王国崩壊からの乱世を生んだ存在であり、そのことを悔いてイデルバ王国を興して新たな秩序をもたらそうとしていた。後にギルベルトの暴露により国内で内乱が起こってしまうが、カインの活躍と機転により『王位剥奪と永久追放』という形で国を脱出し、ハクタクと共に国々をまわっている。
レオナ
声 - 山村響
年齢 - 27歳 / 身長 - 177cm / 種族 - ヒューマン
属性 - 土 / レアリティ - SR / タイプ - 攻撃
カインの義理の姉。彼の補佐官を務める軍人。
10年前に婚約者であるアベルを失ったことを引きずっており、彼の忘れ形見であるカインが危機に晒されると周囲を顧みず暴走してしまう。女性としてはかなり高めの長身を密かにコンプレックスにしている。
ハクタク
声 - 堀内賢雄
年齢 - 不明 / 身長 - 不明 / 種族 - 星晶獣
巨大な狼の姿をした星晶獣にして、フォリアの腹心。王の器を見定める能力を持ち、幼少からフォリアを支えてきた。また、能力として「認識」を操作する事ができ、国の安寧とフォリアのためならばとトリッド王国に関する情報を隠蔽してきた。後にギルベルトの暴露により国内で内乱が起こってしまうが、カインの活躍と機転によりフォリアと共に国を脱出し、共に国々をまわっている。
ゼエン
声 - 菅生隆之
年齢 - 不明 / 身長 - 不明 / 種族 - ヒューマン
クルーガー島に多くの弟子と共に居を構える僧形の男。「千里眼の賢者」と呼ばれている。
ルリアと違った方法で星晶獣の力を借り受ける奥義を会得しており、星晶獣アンティキティラの演算能力で未来視に近い芸当を可能にしている。彼の伝える「ゼエンの教え」は、ファータ・グランデで広く親しまれているゼエン教の原型になっている。
エキドナ
声 - 池澤春菜
年齢 - 不明 / 身長 - 不明 / 種族 - 星晶獣
星晶獣たちの楽園、ベスティエ島を支配する、すべての獣の「母」として創造された半人半蛇の星晶獣。
心優しい性格で、戦いに身をやつす者たちを悲しげに制するものの、「母であるがゆえに強制できない」という性質も持つ。その母性によって多くの者から戦意を喪失させるが、本人の戦意もあまり高くなく、母親や母性を強く憎む者には効かない。
「幽世の力」を守護していたため、幽世の軍勢を空の世界へ呼び込むためにマクスウェルが彼女を幽世に堕とし、本能のままに破壊を行う異形の存在に変えてしまった。

#### レム王国
ギルベルト
声 - 岡本信彦
年齢 - 不明 / 身長 - 不明 / 種族 - ヒューマン
レム王国に残る数少ない青年将軍。忠義深い振る舞いから、国王からの信頼は過剰なほどに篤い。
内密に真王とイスタバイオン軍とつながっており、ナル・グランデ空域を巻き込む野望を胸に秘めて暗躍する。
生まれてすぐに母親に捨てられたため、「母」というものに対しては憎悪しか抱いていないため、エキドナの「母性の力」が全く通用しない。また、どん底の幼少期を送った経緯から世界に対しても激しい憎悪を抱き、幽世の力とナル・グレートウォールを手に入れ世界を支配しようと目論むも、最初からその野心を看破していた真王により逆に利用され、手に入れた幽世の力を抑えきれずに徐々に自我が崩壊していき、最後は幽世の力を無限に生み出す「肉の門」にされて人としての一生を終え、無限の燃料としてナル・グレートウォールの動力炉にくべられた。
ドルザ・レム
声 - 後藤哲夫
年齢 - 不明 / 身長 - 不明 / 種族 - ハーヴィン
レム王国の王。有能な兄王・グルザが出奔してしまったため世襲したが、自他の評価が低く、多くの家臣たちに愛想を尽かされてしまった暗君。
ギルベルトが謀叛を起こした際にはレジスタンス側に付き指揮をとる。それでも自身の凡庸さを悔いていたが、主人公たちとアニシダの言葉を聞いて改心し、王としての責務を果たそうと奔走する。アニシダの見立てでは王としての資質を確かに持つ存在であると言われ、暁の空編の終盤では満身創痍になりながらもレム王国を守るために戦った。
語られる兄王グルザの人物像に近い存在として、イベントシナリオ「自由を求めて」の登場人物であるグルザレッザが種族などを含めて該当するが、関係性は定かではない。

#### イスタバイオン王国

##### 真王の配下
アニシダ
声 - 藤田咲
年齢 - 不明 / 身長 - 不明 / 種族 - ドラフ
イスタバイオン王国軍大尉。
アリア直属の部下である大砲を持ったドラフの女性。普段は気さくな振る舞いをしているものの、時として軍人らしい冷酷な判断をすることも辞さない。また、重要拠点を少人数で任されるという事へのプライドも高い。真王の命令でフォリアとアリア、バラゴナを連れ戻すためイデルバ王国にやって来るが、カインの言動に全てを悟り、あえて戦ってわざと負けることで療養と観光という名目のもと国に留まり、交渉が膠着しているように見せかけるなど機転も利く。
ハイラック
声 - 立花慎之介
年齢 - 不明 / 身長 - 不明 / 種族 - エルーン
イスタバイオン王国軍少尉。
アニシダとコンビを組んで行動している槍使いの青年。生真面目だが熱くなりやすい。
フュリアス
声 - 三瓶由布子
種族 - その他
「星の旅人」編では再登場したフュリアス。真王の走狗となり、神聖エルステ帝国の艦隊指揮官として姿を見せる。ゴーレム・ツヴァイとタイタンスーツ部隊を率いて、第一部とは別人のように沈着冷静で的確な戦略を組み立て主人公たちを苦しめる。その一方で自らを『偽物』と卑下したり、突然謎の発作に襲われるなど不可解な言動が目立つようになる。
その正体は、フュリアスの精神から理性的な部分を切り離し、新しい器に入れ替えたもの。
ツヴァイ
声 - 茅原実里
年齢 - 不明 / 身長 - 不明 / 種族 - その他（ゴーレム）
神聖エルステ帝国のフュリアスが所有するゴーレム。紫の騎士が奪取したオーキスの試作体と、帝国のリアクター残骸から作られた彼女の姉妹機と呼べる存在。
真王の教唆により自らを真のオーキスであると主張し、ゴミや偽物といった言葉に過剰反応する。生み出されてからずっと周りから出来損ない扱いを受けていたために非常に不安定な精神を持ち、うまくいかないとすぐに癇癪を起こすものの、秘めたる能力は強大。ちなみに「ツヴァイ」という名は、兵士たちの混乱をふせぐためにフュリアスが名付けたもの。

##### 蒼の解放戦線
イスタバイオン王国の体制に反逆するレジスタンス組織。
ヰロティス（いろてぃす）
声 - 安済知佳
紅玉飴（ルビーポップ）の異名を持つ蒼の解放戦線の創設者にしてリーダー。予知能力を持つ。
詳細はシトリを参照。
レホス、セルカ
声 - 渡辺明乃
蒼の解放戦線に所属するエルーンの兄妹。

##### マグメル島
イスタバイオン王国の教育を司る島。「王立フィロス教導学校」という国唯一の教育機関があり、数千を超える生徒たちが所属している。
ザラストラ
声 - 伊藤健太郎
第145代生徒会長。ドラフの青年。第六学年。
文武両道かつ公明正大の人柄から、生徒たちに絶大な支持を受けている。孤児であり、子宝に恵まれなかった両親の養子として育った。そうしたイスタバイオン王国の仕組みに命を救われた経緯を持つものの、ゆくゆくは政界に進出し歪みを正したいと思っている。
パティア
声 - 赤﨑千夏
生徒会副会長。ヒューマンの少女。第五学年。
評価のために生徒会に入った、自己評価の低い根暗な少女。しかしとある経緯から主人公たちと親交を深めていくうちに、新たな世界に触れる勇気を持つようになる。後に生徒会長選挙に立候補し、第146代生徒会長の座を勝ち取った。その時に制定した新たな校則が、主人公たちの窮地を救う一助となった。
ラクレイス
声 - 鈴木崚汰
風紀委員長。ハーヴィンの青年。第六学年。
ザラストラの幼馴染にして無二の親友であり、抜刀術で戦う凄腕の剣士でもある。入学当初の主人公たちの前に校則の体現者として立ちはだかるが、その正体は蒼の解放戦線の協力者で、頼もしい味方となる。
キティオン
声 - 真堂圭
風紀副委員長。エルーンの少女。第五学年。
爪のついた篭手を武装とする。ラクレイスに強い憧れを持っており、彼と対等の存在になるために生徒会長選挙に立候補したエネルギー溢れる純情乙女。
エガニス
声 - 塩屋浩三
現在のフィロス教導学校長であり、真王から島の統治を委任されている副王。現在はおおらかだが、元々は熱血教師だった。担当は世界史。
真なる平等主義を掲げ、複合星晶獣フロネシスの能力で能力や種族だけならず、性別までも超越した平等を作ろうと画策。フロネシスの能力を向上させるためにルリアを欲したことで主人公たちと敵対する。「番外校則」を発動することで一方的に有利な戦況を作り出し主人公たちを追い詰めたが、新会長に就任したパティアの制定した校則によって打ち破られ敗北。その後は教師として主人公たちに、外の空域に伝えられているものとは違うイスタルシアの歴史を伝えた。

##### リバタリア島
アマール
声 - 中村千絵
リバタリア島の副王。
レプティ
声 - 石田彰
リバタリア島にある「シアター」に属する盲目の劇作家。言動が度し難いものが多いが、命令には忠実に動いているため副王アマールの秘書のような役割で動いている。
その正体は星晶獣を乱造した星の民デミウルゴスであり、かつてイスタルシアへと至り空へと帰還した数少ない人物の一人。
アルバ
声 - 阿澄佳奈

##### ドゥアト島
ギヨタ
声 - 斎藤千和
ルウェイグ
声 - ？？？

##### エダン島
マリネラ
声 - 五十嵐麗
エダン島の副王。フォリアやアリアの母親。

#### その他の登場人物
シェロカルテ
声 - 加藤英美里
年齢 - 不明 / 身長 - 98cm / 種族 - ハーヴィン
神出鬼没のよろず屋。通称はシェロ。ゲームではショップの案内役も務める。ポート・ブリーズで主人公たちと出会ったのを皮切りに、各地で出没するよろず屋の店長。商品の売買だけではなく、騎空団への依頼の斡旋、ユーザーのアイテム倉庫の管理も行っている。その他ショートシナリオでの立入禁止の海岸の監視員等様々な仕事を請負う。ダジャレが好き。喋る鳥・ゴトル（声 - 金元寿子）を連れている。
ドランク
声 - 杉田智和
年齢 - 不明 / 身長 - 172cm / 種族 - エルーン
属性 - 水 / レアリティ - SSR（リミテッド） / タイプ - 特殊
スツルムと共に旅をしている陽気な青年。黒騎士の私兵として主人公たちの前にも度々姿を現し、時に敵対し、時に利害の一致から協力する。戦闘はからっきしでスツルムに頼るが、知恵者であり冗談めかした軽口で相手を翻弄する。また魔法使いでもあり、宝珠の力を用いてスツルムの戦闘を援護する。
スツルム
声 - 伊藤かな恵
年齢 - 不明 / 身長 - 130cm / 種族 - ドラフ
属性 - 火 / レアリティ - SSR（リミテッド） / タイプ - 攻撃
ドランクと行動を共にする女性剣士。ドランクとタッグを組んで傭兵家業に従事しており、裏世界では有名な傭兵として知れている。寡黙かつ少々キツめの性格。ふざけた態度のドランクにはよく得物の短剣を刺して制している。
ザカ大公
声 - 斎藤志郎
バルツ公国の領主でイオの魔法の師。かつてバルツの祖先が星の民の技術を盗んで設計した疑似星晶獣コロッサスを復活させる研究を秘密裏に進めていた。祖先の栄光への執着から狂気に憑かれていたが、主人公たちがコロッサスを破ると正気に戻った。漫画版・アニメ版ではイオとの出会いから魔法を教えるエピソードやジータが主人公のエクストラストーリーでは正気に戻った後にイオからお説教をされる姿が描かれた。また、ゲーム内のミニストーリーではオイゲン・アギエルバと共に「お父さん」としてイオの身を案じる姿を見せる。
ヴィーラ・リーリエ
声 - 今井麻美
年齢 - 22歳 / 身長 - 160cm / 種族 - ヒューマン
属性 - 闇 / レアリティ - SR / タイプ - 攻撃
城塞都市アルビオンの女領主。カタリナとは士官学校時代に姉妹のようにして育った間柄で、カタリナを恋い慕っている（ただし、料理下手に関しては正当化していない）。6年前、武術大会でカタリナに勝利して領主の座に就いたが、実はカタリナが領主の地位を嫌ってわざと負けたものであり、その事がカタリナの負い目となっている。カタリナを虜にするために、帝国や星晶獣シュヴァリエまでも利用して主人公たちと争うが、敗れたのちはカタリナと和解する。この敗北により、シュヴァリエがルリアに力を吸収されたことで契約が解除され、アルビオン領主であるヴィーラも島を離れることができるようになり、カタリナと同行するためグランサイファーに乗り込む。なお、人物図鑑に載る敵対時のヴィーラのみ、ヴィーラ・シュヴァリエと登録され、戦闘時にもそのように表示される。
フェリ
声 - 米澤円
年齢 - 13歳（肉体年齢） / 身長 - 145cm / 種族 - エルーン
属性 - 光 / レアリティ - SR / タイプ - 特殊
霧に包まれた島トラモントで出会う少女。かつて星晶獣セレストを呼び出してしまったために不老不死となった。本名すら忘れて果てているが、ドランクによって「フェリ」と名づけられる。セレストの力によってクレプスコロ村の住人たちが皆不死者になってしまっており、その負い目から郊外で独り暮らしていた。当初は主人公たちにも心を閉ざしていたが、村人たちが自分を恨んでいないことを知ってからは協力者となった。他の住民とは違い血色は健常者のそれに近く、セレスト討伐後も一人だけ消滅を免れた。実はドランクの大伯母（祖母の姉）にあたる人物。
モモ
声 - 不明
クルーガー島にフェリを行かせる為に変身した犬の幽霊。
ノア
声 - 石川界人
年齢 - 不明 / 身長 - 150cm / 種族 - 星晶獣
属性 - 光 / レアリティ - SR / タイプ - 特殊
ガロンゾ島で出会う少年。堂々とした佇まいで、ラカムをかつて交わした約束へと導く。その正体は造船を司る星晶獣で、ロゼッタとは面識があるほか、主人公の父親についても知っていることがあるらしい。グランサイファーの造り主であり、当時ポートブリーズで難破船だったグランサイファーを修理しようとしていた幼いラカムと出会い、もしまた飛行が可能になったらグランサイファーに乗せてもらうという約束を交わしていた。その後、グランサイファーが直った後は約束通り主人公らの仲間に加わり共に旅をしていたが「星の旅人編」では一時的に戻っており、破損したグランサイファーの修理のためにガロンゾに立ち寄った一行と再会。修復不可能な動力部をかつて主人公の父親が使っていた騎空艇の動力部と交換する方法を提案する。
モニカ・ヴァイスヴィント
声 - 辻あゆみ
年齢 - お嬢さんというような歳ではない / 身長 - 140cm / 種族 - ヒューマン
属性 - 風 / レアリティ - SSR / タイプ - バランス
秩序の騎空団・第四騎空艇団船団長補佐。小柄な体躯の女性だが、内に激しい気性を秘めている。リーシャの先代の船団長であり、現在は後進の育成のためにその座を退いている。しかしなお第四騎空艇団最大の実力者と言われ高いカリスマ性を持ち、団員からの信頼は非常に厚い。年齢は不詳だが、27歳のシルヴァと28歳のイルザと大体同年代であるらしい。
ゲーム内コンテンツでは「アーカルムの転世」のナビゲーションを務め、アーカルムポイントと交換することでプレイアブルキャラクターとして加入させることができる。
ハル
声 - 村瀬歩
白風の境で主人公一行が出会うドラフの少年。礼儀正しく物腰柔らか。
物心つくときから極寒の地で暮らしているため、白風の境の外に強い興味を持っており、実際に世界を見た後は「この空は誰かひとりに支配されるべきものではない」という考えを抱くようになる。
その正体はトリッド王国に名を連ねる王族のひとり、ハルヴァーダ王子。王族としては末席も末席だが、アリアの思惑によって新たなトリッド統一王国の傀儡として祀り上げられる。後にバラゴナの真意を知った後は、彼の思いを汲み取りつつも主人公達にバラゴナの救出を頼み、共にイデルバ王国に身を寄せることになる。
アベル
声 - 高橋研二
カインの兄にしてレオナの婚約者だったトリッド王国軍人。第十九王子ハルヴァーダの誕生に立ち会った護衛。物語開始時に既に故人。
座学は苦手だが心優しい男で、バラゴナやギルベルトからも信頼を得ていた。10年前のトリッド王族粛清の際にハルを庇い立てしたためギルベルトに討たれるものの、バラゴナにハルのその後を託し息絶える。彼の死は暁の空編の主要人物の心に大きい影を残すこととなる。
主人公の父親 / ガラント
声 - 小野友樹
「星晶殺し」の伝説を持つ騎空士。幼い主人公をビィと共にザンクティンゼルに置いてイスタルシアを探す冒険へと旅立ち、後に主人公へ「イスタルシアで待つ」との手紙を送り、主人公を冒険へと導いた。
若い頃はファータ・グランデ空域でヴァルフリートやロゼッタ達と共に冒険し、ロゼッタやバラゴナ曰く「尋常でない強さ」を持ち、数々の逸話を遺した名高い騎空士でもあり、ナル・グランデ空域でも彼の英雄譚が語られるほどであるが、同時に「星晶獣を殺す術を知っている騎空士」として、七曜の騎士をはじめとする幾多の組織から注視されている。当人自体は大雑把な性格だったらしい。
その正体は、「空の世界の神」に、「星晶獣をあるべき姿に還す」使命を言い渡された、神の使徒と呼ばれる存在。神が遣わした存在であるビィの加護を受けていたために星晶獣と渡り合うことができ、星晶獣の力の源である「星の欠片」を回収していた旅路に尾鰭がついたことで「星晶獣殺し」と呼ばれるようになった。実際は強引に力を奪うことはなく、その力に苦しみ悩む者からのみ力を奪ったとされる。その旅の果てにルリアと出会い、主人公と共にザンクティンゼルへ帰還したが、とある理由から主人公を置いて再び旅に出てイスタルシアへ辿り着いたという。ビィとルリアが並び立つことで生まれる「特異点」を誕生させまいと行動していたため、ヴァルフリートは「特異点」となった主人公との対立の可能性を示唆した。
主人公の母親 / リイン
声 - 河瀬茉希（『グランブルーファンタジー ヴァーサス -ライジング-』）
ザンクティンゼルに住んでいた、「空の世界の神」を祀る巫女。かつて家族構成は両親と妹が一人。
ビィやヴァルフリートらと共に主人公の父親と旅をした騎空士であり、彼女が神からビィを遣わされたことが旅の始まりとなった。旅の途中に主人公を身ごもり、出産しているが、主人公の父親とともにザンクティンゼルへ戻ることはなかった。現在の所在や安否はヴァルフリートすら知らないものの、「いずれ主人公が向き合わなければいけない存在」であるという。
『グランブルーファンタジー ヴァーサス -ライジング-』にて名前が判明した。
シトリ / ヰロティス
声 - 安済知佳
年齢 - 不明 / 身長 - 不明 / 種族 - ヒューマン
属性 - 光 / レアリティ - SSR / タイプ - バランス
ミカとともに境界の世界に漂着した少女。日本刀を帯びており、ミカの姉のように接している。料理や菓子を作るのが得意。
ミカボシに我が子のように育てられた空の民。心身を病んでいくミカボシの身を哀れんだナル・グランデの住人たちの計画に加担して彼女を封印、自らも償いとして運命を共にすることを選んだ。ナル・グレートウォール崩壊後に境界の世界に漂着した後は、ミカに記憶を取り戻させないように自らも記憶喪失を装っていた。しかし、ロキの干渉によってミカは記憶と力を取り戻してしまう。その後ミカが連れていかれた後は主人公に一緒に行かないかと問われて一瞬心が揺らぐも、まずは自分自身が強くならなければならないと決意し、この世界に残ることを選んだ。
その後、紅玉飴（ルビーポップ）のヰロティスという名で「蒼の解放戦線」の首魁として登場。常に泣き続けているせいで目が充血し紅く染まっている。
アレス
声 - 沢城みゆき
ナルグランデ空域の島と契約した4体の星晶獣の1体。白銀の鎧を身に纏う騎士。
星の民の軍人であるが空の世界に帰化しており、星の民特有の不死性を喪失していたために戦死。その遺体をミカボシによって星晶獣として改造され、シュテルケ島の守護をしていたこともある。「グレートウォール」照射によりシュテルケ島から遺失し、その身は幽世の地をさまよい続けていた。
カタリナの遠い先祖にあたるため、兜を取った素顔は彼女に良く似ている。出会ったばかりのカタリナと教えの最奥に至ることも可能であった。
アルビオン
声 - 今井麻美
初代シュヴァリエの契約者にして覇空戦争をアレスと共に戦った彼女の副官。愛称はアル。
ヴィーラと良く似た雰囲気を持つ女性。生前からアレスに想い焦がれていたが、その想いを遂げることはなかった。
アーロン
声 - 内田雄馬、ふしだりほ（アニメ版・幼少期）
ザンクティンゼルに住む主人公の幼なじみ。
テレビアニメ版第1期のオリジナルキャラクターとして初登場。ゲーム本編にはメインクエスト第131章から登場した。
旧き世界の住人
声 - 山口立花子
創世神話よりも旧い時代に生きた種族。有翼人種。
マクスウェル
声 - 非公開
空の底にある赤き地平に存在する幽世の軍勢の中で指揮官クラスの力を持つ存在。創世の神が分離した存在である星の神と空の神を滅ぼすべくルリアやビィを狙う。
幽世の繭
声 - 田中有紀

レギオン・ヴォイド
幽世と深く関わりを持つと思われる謎の存在。

### その他のパーティーメンバー
ガチャやイベントでパーティに加入するキャラクター。いずれもメインクエストには登場しないが、期間限定イベントにおけるシナリオなどで登場することがある。

#### R
| 名前         | 声           | 属性 | タイプ   | 種族       | 備考                                                                       |
| ------------ | ------------ | ---- | -------- | ---------- | -------------------------------------------------------------------------- |
| ライアン     | 浅沼晋太郎   | 火   | 攻撃     | ヒューマン |                                                                            |
| ヘリヤ       | 寿美菜子     | 土   | バランス | ヒューマン |                                                                            |
| エシオ       | 楠大典       | 風   | 攻撃     | ヒューマン |                                                                            |
| ガラドア     | 廣田行生     | 土   | 防御     | ドラフ     |                                                                            |
| デリフォード | 三宅健太     | 水   | 防御     | ヒューマン |                                                                            |
| ボレミア     | 嶋村侑       | 土   | 防御     | ヒューマン |                                                                            |
| アンナ       | いのくちゆか | 火   | 攻撃     | ヒューマン |                                                                            |
| ヘイゼン     | 浜田賢二     | 風   | 防御     | ヒューマン |                                                                            |
| ウィル       | 岸尾だいすけ | 闇   | 特殊     | ヒューマン |                                                                            |
| ペトラ       | 桑島法子     | 風   | 回復     | ヒューマン |                                                                            |
| ジャスミン   | 後藤沙緒里   | 土   | 回復     | ヒューマン |                                                                            |
| ウェルダー   | 山口勝平     | 土   | バランス | ヒューマン | チュートリアルで自動加入。                                                 |
| リチャード   | 木村良平     | 水   | 特殊     | ヒューマン |                                                                            |
| ターニャ     | 諏訪彩花     | 闇   | 攻撃     | ヒューマン |                                                                            |
| マリー       | 長谷川明子   | 火   | バランス | ヒューマン |                                                                            |
| ゼヘク       | KENN         | 闇   | 攻撃     | ヒューマン |                                                                            |
| ロザミア     | 石川由依     | 光   | バランス | ヒューマン |                                                                            |
| スタン       | 増田俊樹     | 風   | 攻撃     | エルーン   |                                                                            |
| フェザー     | 斉藤壮馬     | 光   | 攻撃     | ヒューマン |                                                                            |
| ダエッタ     | 小岩井ことり | 光   | 攻撃     | ドラフ     |                                                                            |
| エルメラウラ | ニーコ       | 火   | 攻撃     | ハーヴィン |                                                                            |
| レオノーラ   | 原涼子       | 風   | バランス | ハーヴィン |                                                                            |
| ガルマ       | 高橋英則     | 土   | バランス | ドラフ     |                                                                            |
| スフラマール | 田中真奈美   | 水   | 回復     | ハーヴィン |                                                                            |
| ヨダルラーハ | 千葉繁       | 水   | バランス | ハーヴィン |                                                                            |
| ローアイン   | 白石稔       | 闇   | 攻撃     | エルーン   |                                                                            |
| クムユ       | 久野美咲     | 火   | 特殊     | ドラフ     |                                                                            |
| ノルセル     | 佐々木日菜子 | 土   | 特殊     | ハーヴィン |                                                                            |
| バロワ       | 武内駿輔     | 火   | 攻撃     | ドラフ     |                                                                            |
| クルーニ     | 鈴木裕斗     | 風   | 特殊     | エルーン   |                                                                            |
| カルバ       | 木村珠莉     | 火   | バランス | ドラフ     |                                                                            |
| ヴァンツァ   | 奈良徹       | 土   | 攻撃     | ドラフ     |                                                                            |
| イッパツ     | 若本規夫     | 火   | 特殊     | ヒューマン |                                                                            |
| フィラソピラ | 巽悠衣子     | 光   | 回復     | ハーヴィン |                                                                            |
| ジョエル     | 土岐隼一     | 水   | バランス | ヒューマン |                                                                            |
| カルテイラ   | 野中藍       | 風   | 特殊     | エルーン   |                                                                            |
| ダーント     | 星野貴紀     | 火   | 攻撃     | ヒューマン |                                                                            |
| パヴィーダ   | 西地修哉     | 風   | 防御     | ドラフ     |                                                                            |
| エアロバイス | 田丸篤志     | 火   | 攻撃     | ヒューマン |                                                                            |
| ブリジール   | 奥野香耶     | 水   | 特殊     | ハーヴィン |                                                                            |
| フレッセル   | 田村睦心     | 火   | バランス | エルーン   |                                                                            |
| ルナール     | 大久保瑠美   | 闇   | 特殊     | ハーヴィン |                                                                            |
| ネネ         | くじら       | 土   | 特殊     | ヒューマン |                                                                            |
| アリステラ   | 青山桐子     | 水   | 特殊     | ハーヴィン |                                                                            |
| ヴェリトール | 代永翼       | 光   | バランス | ハーヴィン |                                                                            |
| バルルガン   | 甲斐田ゆき   | 土   | 攻撃     | ハーヴィン |                                                                            |
| セロニム     | 阿部敦       | 風   | 特殊     | エルーン   |                                                                            |
| ロジーヌ     | 京田尚子     | 火   | 回復     | ヒューマン |                                                                            |
| コワフュール | 加隈亜衣     | 土   | 特殊     | エルーン   |                                                                            |
| クロエ       | 富田美憂     | 風   | 特殊     | エルーン   |                                                                            |
| カイラナ     | 下田麻美     | 水   | 攻撃     | エルーン   |                                                                            |
| ドロッセル   | 遠藤璃菜     | 火   | 特殊     | ハーヴィン |                                                                            |
| コーデリア   | 伊藤美紀     | 光   | 防御     | ヒューマン |                                                                            |
| バクラ       | 拝真之介     | 闇   | バランス | ドラフ     |                                                                            |
| ランドル     | 羽多野渉     | 水   | 攻撃     | ヒューマン |                                                                            |
| スピナー     | 森久保祥太郎 | 風   | 攻撃     | ヒューマン |                                                                            |
| 猫           | 山下大輝     | 不定 | 特殊     | その他     | 名前は加入時に選択肢から選んで名付ける。属性は主人公と同じものに変化する。 |

#### SR
| 名前                             | 声                             | 属性 | タイプ   | 種族       | 備考 |
| -------------------------------- | ------------------------------ | ---- | -------- | ---------- | --- |
| ノイシュ                         | 井上剛                         | 光   | 防御     | ヒューマン | [ 注 16 ] |
| テレーズ                         | 小林ゆう                       | 水   | 特殊     | ヒューマン | |
| マイシェラ                       | 井上喜久子                     | 水   | 特殊     | エルーン   | |
| アレク                           | 潘めぐみ                       | 火   | 攻撃     | ヒューマン | |
| ヘルナル                         | 鈴木達央                       | 風   | バランス | エルーン   | |
| ガイーヌ                         | 中原麻衣                       | 土   | 特殊     | ヒューマン | |
| アビー                           | 加藤英美里                     | 火   | 攻撃     | ヒューマン | [ 注 16 ] |
| アンジェ                         | 小林沙苗                       | 水   | バランス | ヒューマン | |
| ラムレッダ                       | 明坂聡美                       | 土   | バランス | ドラフ     | |
| ウラムヌラン                     | 村瀬歩                         | 水   | 特殊     | ハーヴィン | |
| アリーザ                         | 高森奈津美                     | 火   | 攻撃     | ドラフ     | |
| ジェシカ                         | 瀬戸麻沙美                     | 火   | バランス | ヒューマン | |
| ダヌア                           | ささきのぞみ                   | 闇   | 特殊     | ドラフ     | |
| スーテラ                         | 伊藤静                         | 風   | バランス | エルーン   | |
| ソリッズ                         | 小山力也                       | 土   | 攻撃     | ヒューマン | |
| サラ                             | 大亀あすか                     | 土   | 防御     | ヒューマン | |
| ジン                             | 安元洋貴                       | 土   | 攻撃     | ヒューマン | |
| エルモート                       | 柿原徹也                       | 火   | 攻撃     | エルーン   | |
| キハール                         | 麦人                           | 風   | バランス | エルーン   | |
| エルタ                           | 蒼井翔太                       | 風   | 特殊     | ヒューマン | [ 注 16 ] |
| セレフィラ                       | 日笠陽子                       | 風   | 回復     | エルーン   | |
| エゼクレイン                     | 津田健次郎                     | 火   | 特殊     | ヒューマン | |
| シグ                             | 生天目仁美                     | 水   | 攻撃     | ヒューマン | |
| ルシウス                         | 子安武人                       | 闇   | 攻撃     | ヒューマン | [ 注 16 ] |
| ティナ                           | 堀江由衣                       | 火   | 回復     | ヒューマン | [ 注 16 ] |
| フィーナ                         | 戸松遥                         | 風   | バランス | ヒューマン | [ 注 16 ] |
| アルシャ                         | 折笠富美子                     | 光   | バランス | エルーン   | |
| ユーリ                           | 古川慎                         | 土   | バランス | ヒューマン | |
| 島村卯月                         | 大橋彩香                       | 光   | バランス | ヒューマン | [ 注 25 ] |
| 渋谷凛                           | 福原綾香                       | 水   | 攻撃     | ヒューマン | [ 注 25 ] |
| ミムルメモル                     | 小林由美子                     | 風   | 特殊     | ハーヴィン | |
| アステール                       | 種田梨沙                       | 風   | バランス | エルーン   | |
| マライア                         | 中村千絵                       | 土   | 攻撃     | ヒューマン | |
| カレン                           | 佐藤聡美                       | 火   | バランス | ヒューマン | |
| ヴェイン                         | 江口拓也                       | 水   | 防御     | ヒューマン | |
| ヨハン                           | 斎賀みつき                     | 光   | 回復     | ヒューマン | |
| 城ヶ崎美嘉                       | 佳村はるか                     | 闇   | 特殊     | ヒューマン | [ 注 25 ] |
| 本田未央                         | 原紗友里                       | 火   | バランス | ヒューマン | [ 注 25 ] |
| バウタオーダ                     | 竹内良太                       | 光   | 防御     | ドラフ     | |
| リタ                             | 沢城みゆき                     | 闇   | 特殊     | ヒューマン | [ 注 16 ] |
| ファスティバ                     | 稲田徹                         | 土   | 攻撃     | ドラフ     | |
| クラウディア                     | 荒川美穂                       | 土   | 攻撃     | ヒューマン | |
| ドロシー                         | 雨宮天                         | 火   | 特殊     | ヒューマン | |
| ザザ                             | 石川英郎                       | 闇   | 防御     | ドラフ     | |
| エジェリー                       | 矢作紗友里                     | 水   | バランス | ヒューマン | |
| サーヤ                           | 小澤亜李                       | 火   | 特殊     | ドラフ     | |
| ミラオル                         | 大西沙織                       | 光   | 攻撃     | ハーヴィン | |
| アーミラ                         | 清水理沙                       | 水   | バランス | ハーヴィン | [ 注 16 ] |
| スィール                         | 小松未可子                     | 風   | 特殊     | ハーヴィン | |
| 川島瑞樹                         | 東山奈央                       | 水   | 回復     | ヒューマン | [ 注 25 ] |
| 前川みく                         | 高森奈津美                     | 風   | 攻撃     | ヒューマン | [ 注 25 ] |
| 双葉杏                           | 五十嵐裕美                     | 土   | 特殊     | ヒューマン | [ 注 25 ] |
| J・J                             | 木村昴                         | 光   | 特殊     | ヒューマン | |
| ザーリリャオー                   | 山下七海                       | 水   | バランス | ハーヴィン | |
| ロミオ                           | 中村悠一                       | 水   | バランス | ヒューマン | |
| ロボミ                           | 潘恵子                         | 光   | 特殊     | 不明       | |
| ミラ＝マクスウェル               | 沢城みゆき                     | 火   | 攻撃     | 不明       | [ 注 26 ] |
| ユーリ・ローウェル               | 鳥海浩輔                       | 闇   | 攻撃     | ヒューマン | [ 注 26 ] |
| ソフィ                           | 花澤香菜                       | 光   | 攻撃     | その他     | [ 注 26 ] |
| 白坂小梅                         | 桜咲千依                       | 闇   | 特殊     | ヒューマン | [ 注 25 ] |
| 三村かな子                       | 大坪由佳                       | 土   | 回復     | ヒューマン | [ 注 25 ] |
| 城ヶ崎莉嘉                       | 山本希望                       | 火   | 攻撃     | ヒューマン | [ 注 25 ] |
| ベス                             | 犬山イヌコ                     | 不定 | 不定     | その他     | イベントでの育成結果によって属性・タイプが変化する。                                                            |
| セイラン                         | 岡本信彦                       | 光   | 回復     | エルーン   | |
| ペンギー                         | 上田麗奈                       | 水   | 防御     | ヒューマン | |
| 天道輝                           | 仲村宗悟                       | 火   | 攻撃     | ヒューマン | [ 注 27 ] |
| 桜庭薫                           | 内田雄馬                       | 水   | 特殊     | ヒューマン | [ 注 27 ] |
| 柏木翼                           | 八代拓                         | 風   | バランス | ヒューマン | [ 注 27 ] |
| ミニゴブリンメイジ （ミニゴブ）  | 小岩井ことり                   | 風   | 特殊     | 不明       | 人物図鑑の名前はミニゴブリンメイジだが、パーティーメンバーとしてはミニゴブと登録される。                        |
| リュウ                           | 高橋広樹                       | 風   | 攻撃     | ヒューマン | [ 注 28 ] |
| 春麗                             | 折笠富美子                     | 水   | 攻撃     | ヒューマン | [ 注 28 ] |
| ヤイア                           | 日高里菜                       | 土   | 特殊     | ドラフ     | |
| スカル                           | 内山昂輝                       | 土   | 攻撃     | ハーヴィン | |
| リナ＝インバース                 | 林原めぐみ                     | 火   | バランス | ヒューマン | [ 注 29 ] |
| 白蛇のナーガ                     | 川村万梨阿                     | 水   | バランス | ヒューマン | [ 注 29 ] |
| サビルバラ                       | 興津和幸                       | 風   | 攻撃     | ハーヴィン | |
| 輿水幸子                         | 竹達彩奈                       | 光   | 特殊     | ヒューマン | [ 注 25 ] |
| 十時愛梨                         | 原田ひとみ                     | 土   | 防御     | ヒューマン | [ 注 25 ] |
| レッドラック                     | 大塚芳忠                       | 土   | 特殊     | ドラフ     | |
| シャオ                           | 櫻井孝宏                       | 闇   | 特殊     | エルーン   | |
| ラシード                         | 新垣樽助                       | 風   | 攻撃     | ヒューマン | [ 注 30 ] |
| 神月かりん                       | 遠藤綾                         | 火   | 攻撃     | ヒューマン | [ 注 30 ] |
| セン                             | 広橋涼                         | 火   | 攻撃     | エルーン   | |
| 真宮寺さくら                     | 横山智佐                       | 風   | バランス | ヒューマン | [ 注 31 ] |
| エリカ・フォンティーヌ           | 日髙のり子                     | 光   | 回復     | ヒューマン | [ 注 31 ] |
| ジェミニ・サンライズ             | 小林沙苗                       | 火   | 攻撃     | ヒューマン | [ 注 31 ] |
| ラグナ                           | 寺崎裕香                       | 土   | 特殊     | ドラフ     | |
| モルフェとヴェトル               | 森永理科 & 田所あずさ          | 水   | 特殊     | その他     | |
| ジャミル                         | 島﨑信長                       | 土   | 特殊     | ヒューマン | |
| スタン・エルロン                 | 関智一                         | 火   | 攻撃     | ヒューマン | [ 注 26 ] |
| ティア・グランツ                 | ゆかな                         | 光   | バランス | ヒューマン | [ 注 26 ] |
| エリーゼ・ルタス                 | 堀中優希                       | 闇   | 特殊     | ヒューマン | [ 注 26 ] |
| アルメイダ                       | 石上静香                       | 土   | 攻撃     | ドラフ     | |
| シロウ                           | 関智一                         | 光   | バランス | ヒューマン | |
| ディアンサ                       | 水瀬いのり                     | 水   | 特殊     | ヒューマン | |
| ナーヴェ                         | 早見沙織                       | 光   | 特殊     | ヒューマン | [ 注 32 ] |
| アウフスタ                       | 前田玲奈                       | 土   | 特殊     | ドラフ     | [ 注 32 ] |
| ロベルティナ                     | 今村彩夏 / 伊藤彩沙            | 風   | 特殊     | ハーヴィン | [ 注 32 ] [ 注 33 ]                                                                                             |
| ククル                           | 洲崎綾                         | 火   | 攻撃     | ヒューマン | |
| パリス                           | 杉田智和                       | 土   | 防御     | ヒューマン | |
| アナスタシア                     | 上坂すみれ                     | 水   | 攻撃     | ヒューマン | [ 注 25 ] |
| 赤城みりあ                       | 黒沢ともよ                     | 火   | 特殊     | ヒューマン | [ 注 25 ] |
| 神崎蘭子 / ブリュンヒルデ        | 内田真礼                       | 闇   | 攻撃     | ヒューマン | [ 注 25 ] |
| エリン                           | 高橋李依                       | 水   | 回復     | その他     | [ 注 16 ] |
| パメラ                           | 安野希世乃                     | 水   | 特殊     | ヒューマン | [ 注 32 ] |
| ミュオン                         | 森田成一                       | 風   | 特殊     | ヒューマン | |
| セシール                         | 富樫美鈴                       | 火   | 特殊     | エルーン   | [ 注 32 ] |
| 覇王丸                           | 中村大樹                       | 風   | 攻撃     | ヒューマン | [ 注 34 ] |
| ナコルル                         | 中原麻衣                       | 光   | 攻撃     | ヒューマン | [ 注 34 ] |
| マイム                           | 悠木碧                         | 水   | バランス | ヒューマン | [ 注 16 ] |
| アリサ                           | 優木かな                       | 風   | バランス | その他     | [ 注 35 ] |
| ルナ                             | 小倉唯                         | 闇   | 特殊     | ヒューマン | [ 注 35 ] |
| タイアー                         | 川原慶久                       | 風   | 特殊     | ヒューマン | |
| ルドミリア                       | 相沢舞                         | 闇   | 攻撃     | ハーヴィン | |
| プレデター                       | 浅川悠                         | 闇   | 攻撃     | ヒューマン | |
| セワスチアン                     | 安原義人                       | 風   | バランス | エルーン   | |
| 和泉守兼定                       | 木村良平                       | 火   | 攻撃     | その他     | [ 注 36 ] |
| 山姥切国広                       | 前野智昭                       | 土   | 特殊     | その他     | [ 注 36 ] |
| オーウェン                       | 羽多野渉                       | 水   | バランス | ヒューマン | [ 注 16 ] |
| ミリン                           | 高木美佑                       | 風   | 攻撃     | ヒューマン | |
| アーサー                         | 豊永利行                       | 風   | バランス | ヒューマン | |
| ミカサ                           | 石川由依                       | 風   | 攻撃     | ヒューマン | [ 注 37 ] |
| 安室透                           | 古谷徹                         | 風   | 攻撃     | ヒューマン | [ 注 38 ] |
| チーム・ローアイン               | 白石稔 & 石井マーク & 榎木淳弥 | 土   | 特殊     | エルーン   | ローアイン、エルセム、トモイのトリオキャラクター。 ローアインと同一キャラクター扱いとなるため同時編成は不可能。 |
| ひよこ班 アーサー & モルドレッド | 豊永利行 & 白井悠介            | 風   | バランス | ヒューマン | アーサーと同一キャラクター扱いとなるため同時編成は不可能。                                                      |
| カシウス                         | 松風雅也                       | 闇   | その他   | バランス   | |
| フライデー                       | 今井麻美                       | 火   | バランス | ヒューマン | |
| ヨウ                             | 渡谷美帆                       | 闇   | 攻撃     | エルーン   | |
| ジョイ / プロトジョヤ            | 加瀬康之                       | 風   | 特殊     | その他     | |
| メグ                             | 黒沢ともよ                     | 闇   | 攻撃     | ヒューマン | |

#### SSR
| 名前                                                     | 声                                      | 属性 | タイプ   | 種族                  | 備考                                                                                        |
| -------------------------------------------------------- | --------------------------------------- | ---- | -------- | --------------------- | ------------------------------------------------------------------------------------------- |
| ガウェイン                                               | 関智一                                  | 風   | 防御     | ヒューマン            |                                                                                             |
| アルタイル                                               | 小野大輔                                | 水   | バランス | ヒューマン            |                                                                                             |
| アレーティア                                             | 大塚周夫 / 大塚明夫                     | 土   | 攻撃     | ヒューマン            | [ 注 39 ]                                                                                   |
| ネツァワルピリ                                           | 小杉十郎太                              | 風   | 攻撃     | ヒューマン            |                                                                                             |
| レ・フィーエ                                             | 斎藤千和                                | 光   | 回復     | ヒューマン            |                                                                                             |
| レディ・グレイ                                           | 折笠愛                                  | 闇   | 特殊     | ヒューマン            |                                                                                             |
| ユエル                                                   | 植田佳奈                                | 火   | バランス | エルーン              | [ 注 16 ]                                                                                   |
| リリィ                                                   | 井口裕香                                | 水   | 回復     | ヒューマン            | [ 注 16 ]                                                                                   |
| サルナーン                                               | 浪川大輔                                | 光   | 特殊     | エルーン              |                                                                                             |
| カリオストロ                                             | 丹下桜                                  | 土   | 回復     | ヒューマン            |                                                                                             |
| シャルロッテ                                             | 名塚佳織                                | 水   | バランス | ハーヴィン            |                                                                                             |
| マギサ                                                   | 大原さやか                              | 火   | 特殊     | ヒューマン            | [ 注 16 ]                                                                                   |
| メーテラ                                                 | 柚木涼香                                | 風   | バランス | エルーン              |                                                                                             |
| セルエル                                                 | 森川智之                                | 光   | 攻撃     | エルーン              |                                                                                             |
| ケルベロス                                               | 喜多村英梨                              | 闇   | 特殊     | 星晶獣                | [ 注 16 ]                                                                                   |
| アギエルバ                                               | 石塚運昇 / 石井康嗣                     | 火   | 防御     | ドラフ                | [ 注 40 ]                                                                                   |
| クリスティーナ                                           | 井上麻里奈                              | 風   | バランス | ヒューマン            |                                                                                             |
| アルルメイヤ                                             | 坂本真綾                                | 土   | 特殊     | ハーヴィン            |                                                                                             |
| レナ                                                     | 能登麻美子                              | 風   | 回復     | ヒューマン            | [ 注 41 ]                                                                                   |
| メルゥ                                                   | 豊崎愛生                                | 土   | 攻撃     | エルーン              |                                                                                             |
| ランスロット                                             | 小野友樹                                | 水   | 攻撃     | ヒューマン            |                                                                                             |
| ソフィア                                                 | 福原香織                                | 光   | 回復     | ヒューマン            |                                                                                             |
| アニラ                                                   | 悠木碧                                  | 火   | バランス | ドラフ                | 未年を司る十二神将。                                                                        |
| ゼタ                                                     | 花澤香菜                                | 火   | 攻撃     | ヒューマン            |                                                                                             |
| バザラガ                                                 | 立木文彦                                | 闇   | 攻撃     | ドラフ                |                                                                                             |
| ジャンヌダルク                                           | 潘めぐみ                                | 光   | バランス | ヒューマン            | [ 注 16 ]                                                                                   |
| ジークフリート                                           | 井上和彦                                | 土   | 特殊     | ヒューマン            |                                                                                             |
| カルメリーナ                                             | 福圓美里                                | 風   | 特殊     | ドラフ                |                                                                                             |
| ソシエ                                                   | 白石涼子                                | 水   | 特殊     | エルーン              |                                                                                             |
| アルベール                                               | 緑川光                                  | 光   | 攻撃     | ヒューマン            | [ 注 16 ]                                                                                   |
| クラリス                                                 | 佐倉綾音                                | 火   | 特殊     | ヒューマン            |                                                                                             |
| シルヴァ                                                 | 久川綾                                  | 水   | 攻撃     | ヒューマン            |                                                                                             |
| パーシヴァル                                             | 逢坂良太                                | 火   | 攻撃     | ヒューマン            |                                                                                             |
| ガンダゴウザ                                             | 梁田清之                                | 火   | 攻撃     | ドラフ                |                                                                                             |
| ヴァンピィ                                               | 釘宮理恵                                | 闇   | 特殊     | その他                | [ 注 16 ]                                                                                   |
| アンリエット                                             | 赤﨑千夏                                | 風   | 特殊     | ヒューマン            | [ 注 16 ]                                                                                   |
| ヘルエス                                                 | 冬馬由美                                | 火   | 攻撃     | エルーン              |                                                                                             |
| ナルメア                                                 | M・A・O                                 | 闇   | 攻撃     | ドラフ                |                                                                                             |
| リルル                                                   | 諸星すみれ                              | 水   | 特殊     | ハーヴィン            |                                                                                             |
| ユーステス                                               | 中井和哉                                | 土   | 攻撃     | エルーン              |                                                                                             |
| ベアトリクス                                             | 平野綾                                  | 闇   | 特殊     | ヒューマン            |                                                                                             |
| アンチラ                                                 | 内田彩                                  | 風   | バランス | エルーン              | 申年を司る十二神将。                                                                        |
| キャサリン                                               | たかはし智秋                            | 土   | 特殊     | エルーン              |                                                                                             |
| ザルハメリナ                                             | 原由実                                  | 火   | 特殊     | ハーヴィン            |                                                                                             |
| アオイドス / ベンジャミン                                | 谷山紀章                                | 火   | 特殊     | ヒューマン            |                                                                                             |
| ハレゼナ                                                 | 上坂すみれ                              | 土   | 攻撃     | ドラフ                |                                                                                             |
| ゾーイ / ジ・オーダー・グランデ                          | 小清水亜美                              | 光   | バランス | 星晶獣                |                                                                                             |
| コルワ                                                   | 藤村歩 / 伊藤静                         | 風   | 特殊     | エルーン              | [ 注 43 ]                                                                                   |
| アイル                                                   | 小野賢章                                | 土   | 特殊     | ヒューマン            |                                                                                             |
| ネモネ                                                   | 高垣彩陽                                | 土   | 攻撃     | エルーン              |                                                                                             |
| フォルテ                                                 | 三澤紗千香                              | 闇   | 攻撃     | ドラフ                | [ 注 16 ]                                                                                   |
| イングヴェイ                                             | 山路和弘                                | 水   | 防御     | ヒューマン            |                                                                                             |
| シャノワール                                             | 松岡禎丞                                | 水   | 特殊     | ヒューマン            |                                                                                             |
| ヴァイト                                                 | 梶裕貴                                  | 闇   | 特殊     | その他                | [ 注 16 ]                                                                                   |
| ジュリエット                                             | 石原夏織                                | 光   | 防御     | ヒューマン            |                                                                                             |
| イシュミール                                             | 遠藤綾                                  | 水   | 攻撃     | ドラフ                |                                                                                             |
| メリッサベル                                             | 三上枝織                                | 風   | 攻撃     | ハーヴィン            |                                                                                             |
| アンスリア                                               | 浅川悠                                  | 火   | 特殊     | エルーン              |                                                                                             |
| ルシオ / ヘレル・ベン・サハル                            | 櫻井孝宏                                | 光   | バランス | 不明                  |                                                                                             |
| ユイシス                                                 | 立花理香                                | 風   | バランス | エルーン              |                                                                                             |
| マキラ                                                   | 門脇舞以                                | 土   | 特殊     | ハーヴィン            | 酉年を司る十二神将。                                                                        |
| マルキアレス                                             | 茶風林                                  | 闇   | 特殊     | ハーヴィン            |                                                                                             |
| ラスティナ                                               | 山本希望                                | 土   | 防御     | ドラフ                |                                                                                             |
| キャタピラとヴィーラ                                     | 沢城みゆき & 今井麻美                   | 水   | 特殊     | その他                | ヴィーラと同一キャラクター扱いとなるため同時編成は不可能。 カタリナとは別キャラクター扱い。 |
| スカーサハ                                               | 小島幸子                                | 風   | 攻撃     | エルーン              |                                                                                             |
| メドゥーサ                                               | 水橋かおり                              | 土   | 攻撃     | 星晶獣                | [ 注 16 ]                                                                                   |
| ユグドラシル                                             | なし                                    | 土   | 特殊     | 星晶獣                | [ 注 16 ]                                                                                   |
| グレア                                                   | 福原綾香                                | 火   | 攻撃     | その他                | [ 注 16 ]                                                                                   |
| 三日月宗近                                               | 鳥海浩輔                                | 光   | バランス | その他                | [ 注 36 ]                                                                                   |
| アン                                                     | 日笠陽子                                | 水   | 防御     | ヒューマン            | [ 注 16 ]                                                                                   |
| ニーナ・ドランゴ                                         | 諸星すみれ                              | 火   | 攻撃     | その他                | [ 注 16 ]                                                                                   |
| 木之本桜                                                 | 丹下桜                                  | 光   | 特殊     | ヒューマン            | [ 注 45 ]                                                                                   |
| アザゼル                                                 | 森田成一                                | 闇   | 攻撃     | 星晶獣                | [ 注 16 ]                                                                                   |
| リヴァイ                                                 | 神谷浩史                                | 風   | 攻撃     | ヒューマン            | [ 注 37 ]                                                                                   |
| シャリオス17世                                           | 梅原裕一郎                              | 火   | 特殊     | ヒューマン            | [ 注 16 ]                                                                                   |
| オリヴィエ                                               | 坂本真綾                                | 闇   | 特殊     | 星晶獣                | [ 注 16 ]                                                                                   |
| ヴァジラ                                                 | 芹澤優                                  | 水   | 攻撃     | エルーン              | 犬年を司る十二神将。                                                                        |
| イルザ                                                   | 園崎未恵                                | 土   | 攻撃     | エルーン              |                                                                                             |
| ティアマト                                               | なし                                    | 風   | 特殊     | 星晶獣                |                                                                                             |
| サンダルフォン                                           | 鈴村健一                                | 光   | バランス | 星晶獣                |                                                                                             |
| 江戸川コナン                                             | 高山みなみ                              | 光   | 特殊     | ヒューマン            | [ 注 38 ]                                                                                   |
| ブローディア                                             | 平野綾                                  | 土   | 防御     | 星晶獣                | [ 注 16 ]                                                                                   |
| ジョーカー / 雨宮蓮                                      | 福山潤                                  | 闇   | 特殊     | ヒューマン            | [ 注 46 ]                                                                                   |
| ウーフとレニー                                           | 前野智昭 & 藤田茜                       | 闇   | 攻撃     | その他                |                                                                                             |
| 桜内梨子 & 高海千歌 & 渡辺曜                             | 逢田梨香子 & 伊波杏樹 & 斉藤朱夏        | 水   | バランス | ヒューマン            | [ 注 47 ]                                                                                   |
| 津島善子 & 国木田花丸 & 黒澤ルビィ                       | 小林愛香 & 高槻かなこ & 降幡愛          | 土   | 回復     | ヒューマン            | [ 注 47 ]                                                                                   |
| 松浦果南 & 黒澤ダイヤ & 小原鞠莉                         | 諏訪ななか & 小宮有紗 & 鈴木愛奈        | 火   | 防御     | ヒューマン            | [ 注 47 ]                                                                                   |
| ツバサ                                                   | 中村悠一                                | 火   | 攻撃     | ヒューマン            |                                                                                             |
| プリキュア                                               | 本名陽子 & ゆかな                       | 光   | 攻撃     | ヒューマン            | 美墨なぎさ / キュアブラックと雪城ほのか / キュアホワイトのペアキャラクター。                |
| エウロペ                                                 | 中原麻衣                                | 水   | 回復     | 星晶獣                | [ 注 16 ]                                                                                   |
| アグロヴァル                                             | 鈴木達央                                | 水   | 回復     | ヒューマン            |                                                                                             |
| レヴィオン姉妹 マイム＆ミイム＆メイム                    | 悠木碧                                  | 光   | 特殊     | ヒューマン            | [ 注 16 ]                                                                                   |
| ユリウス                                                 | 木内秀信                                | 風   | 特殊     | ヒューマン            | [ 注 16 ]                                                                                   |
| ペコリーヌ                                               | M・A・O                                 | 光   | 防御     | ヒューマン            | [ 注 49 ]                                                                                   |
| コッコロ                                                 | 伊藤美来                                | 風   | バランス | その他                | [ 注 49 ]                                                                                   |
| シヴァ                                                   | 速水奨                                  | 火   | 攻撃     | 星晶獣                | [ 注 16 ]                                                                                   |
| クビラ                                                   | 堀江由衣                                | 光   | 攻撃     | ドラフ                | 亥年を司る十二神将。                                                                        |
| アテナ                                                   | 川澄綾子                                | 火   | 防御     | 星晶獣                | [ 注 16 ]                                                                                   |
| ダーント & フライハイト                                  | 星野貴之 & 古川慎                       | 土   | 攻撃     | ヒューマン            |                                                                                             |
| グリームニル                                             | 緒方恵美                                | 風   | バランス | 星晶獣                | [ 注 16 ]                                                                                   |
| マキュラ・マリウス                                       | 丹下桜                                  | 水   | 特殊     | 星晶獣                | [ 注 16 ]                                                                                   |
| バアル                                                   | 小野賢章                                | 土   | バランス | 星晶獣                |                                                                                             |
| キャル                                                   | 立花理香                                | 闇   | 攻撃     | 不明                  | [ 注 49 ]                                                                                   |
| バイヴカハ                                               | 井上麻里奈 & 雨宮天 & 小松未可子        | 風   | 特殊     | 星晶獣                | バズヴ、モリガン、ヴァハのトリオキャラクター。                                              |
| ルルーシュ・ランペルージ                                 | 福山潤                                  | 闇   | バランス | ヒューマン            | [ 注 50 ]                                                                                   |
| 枢木スザク                                               | 櫻井孝宏                                | 風   | 攻撃     | ヒューマン            | [ 注 50 ]                                                                                   |
| 紅月カレン                                               | 小清水亜美                              | 火   | 攻撃     | ヒューマン            | [ 注 50 ]                                                                                   |
| コルル                                                   | 伊藤美来                                | 闇   | 特殊     | ヒューマン            |                                                                                             |
| ハールート・マールート                                   | 加藤英美里                              | 光   | バランス | 星獣晶                |                                                                                             |
| 園田海未 & 高坂穂乃果 & 南ことり                         | 三森すずこ & 新田恵海 & 内田彩          | 光   | バランス | ヒューマン            | [ 注 51 ]                                                                                   |
| 星空凛 & 小泉花陽 & 西木野真姫                           | 飯田里穂 & 久保ユリカ & Pile            | 風   | 回復     | ヒューマン            | [ 注 51 ]                                                                                   |
| 絢瀬絵里 & 矢澤にこ & 東條希                             | 南條愛乃 & 徳井青空 & 楠田亜衣奈        | 闇   | 防御     | ヒューマン            | [ 注 51 ]                                                                                   |
| タヴィーナ                                               | 本渡楓                                  | 火   | 攻撃     | ヒューマン            |                                                                                             |
| コウ                                                     | 小林裕介                                | 闇   | 回復     | エルーン              |                                                                                             |
| ガチャピン                                               | ガチャピン                              | 風   | バランス | その他                |                                                                                             |
| ヘレル・ベン・シャレム                                   | 伊瀬茉莉也                              | 闇   | 特殊     | 不明                  |                                                                                             |
| ビカラ                                                   | 種﨑敦美                                | 闇   | バランス | ヒューマン            | 子年を司る十二神将。                                                                        |
| レイ                                                     | 茅野愛衣                                | 闇   | 特殊     | ハーヴィン            |                                                                                             |
| ムゲン                                                   | 玄田哲章                                | 火   | 攻撃     | ドラフ                |                                                                                             |
| シュラ                                                   | 豊口めぐみ                              | 水   | バランス | ヒューマン            |                                                                                             |
| イルノート                                               | 鬼頭明里                                | 火   | 攻撃     | ヒューマン            |                                                                                             |
| 高垣楓                                                   | 早見沙織                                | 風   | 特殊     | ヒューマン            | [ 注 25 ]                                                                                   |
| サテュロス                                               | 石見舞菜香                              | 火   | 防御     | 星晶獣                |                                                                                             |
| 竜ヶ崎ヒイロ                                             | 梶原岳人                                | 火   | 攻撃     | ヒューマン            | [ 注 35 ]                                                                                   |
| 天宮ミモリ                                               | 本渡楓                                  | 風   | バランス | ヒューマン            | [ 注 35 ]                                                                                   |
| フロレンス                                               | 行成とあ                                | 風   | 特殊     | ヒューマン            |                                                                                             |
| ミレイユ & リゼット                                      | 古賀葵 & 花守ゆみり                     | 土   | 攻撃     | ヒューマン            |                                                                                             |
| フィオリト                                               | ファイルーズあい                        | 土   | 攻撃     | ヒューマン            |                                                                                             |
| 竈門炭治郎 & 竈門禰󠄀豆子 & 我妻善逸 & 嘴平伊之助          | 花江夏樹 & 鬼頭明里 & 下野紘 & 松岡禎丞 | 水   | バランス | ヒューマン            | [ 注 52 ]                                                                                   |
| 煉󠄁獄杏寿郎                                               | 日野聡                                  | 火   | 攻撃     | ヒューマン            | [ 注 52 ]                                                                                   |
| 胡蝶しのぶ                                               | 早見沙織                                | 風   | 回復     | ヒューマン            | [ 注 52 ]                                                                                   |
| シャトラ                                                 | 日高里菜                                | 風   | 攻撃     | ドラフ                | 丑年を司る十二神将。                                                                        |
| フィルレイン                                             | 雨宮天                                  | 水   | 特殊     | その他                | [ 注 35 ]                                                                                   |
| ネクタル                                                 | 川原慶久                                | 風   | 攻撃     | その他                |                                                                                             |
| アイザック                                               | 鳥海浩輔                                | 水   | 防御     | ヒューマン            |                                                                                             |
| ボボボーボ・ボーボボ                                     | 子安武人                                | 光   | 特殊     | ヒューマン            | [ 注 53 ]                                                                                   |
| ナタク                                                   | 岸尾だいすけ                            | 風   | 攻撃     | 星晶獣                |                                                                                             |
| シオン                                                   | 石上静香                                | 火   | 攻撃     | ヒューマン            |                                                                                             |
| トルー                                                   | 堀江瞬                                  | 水   | 特殊     | エルーン              |                                                                                             |
| ティコ                                                   | 南條愛乃                                | 光   | 回復     | エルーン              |                                                                                             |
| ショウ                                                   | 谷山紀章                                | 風   | 攻撃     | ヒューマン            |                                                                                             |
| ミランダ                                                 | 井上喜久子                              | 火   | 回復     | ヒューマン            | [ 注 16 ]                                                                                   |
| ネハン                                                   | 近藤隆                                  | 光   | 特殊     | エルーン              |                                                                                             |
| ポセイドン                                               | 小野大輔                                | 水   | 攻撃     | 星晶獣                |                                                                                             |
| リッチ                                                   | 高橋花林                                | 闇   | 特殊     | 星晶獣                |                                                                                             |
| アズサ                                                   | 瀬戸麻沙美                              | 風   | 攻撃     | ドラフ                |                                                                                             |
| 万事屋銀ちゃん 坂田銀時 & 志村新八 & 神楽                | 杉田智和 & 阪口大助 & 釘宮理恵          | 光   | バランス | ヒューマン            | [ 注 54 ]                                                                                   |
| 真選組 土方十四郎 & 沖田総悟                             | 中井和哉 & 鈴村健一                     | 火   | 攻撃     | ヒューマン            | [ 注 54 ]                                                                                   |
| エニュオ                                                 | 高野麻里佳                              | 風   | 攻撃     | 星晶獣                |                                                                                             |
| ドラえもん                                               | 水田わさび                              | 水   | 特殊     | その他                | [ 注 55 ]                                                                                   |
| のび太                                                   | 大原めぐみ                              | 光   | 攻撃     | ヒューマン            | [ 注 55 ]                                                                                   |
| シンダラ                                                 | 加隈亜衣                                | 土   | 攻撃     | エルーン              | フアンとパイのコンビキャラクター。 寅年を司る十二神将。                                     |
| フェディエル                                             | 田野アサミ                              | 闇   | 攻撃     | ドラフ                | [ 注 56 ]                                                                                   |
| イーウィヤ                                               | 引坂理絵                                | 風   | 特殊     | その他                | [ 注 56 ]                                                                                   |
| クピタン                                                 | 竹達彩奈                                | 水   | 攻撃     | ヒューマン            |                                                                                             |
| ウィルナス                                               | 水中雅章                                | 火   | 攻撃     | ヒューマン            | [ 注 56 ]                                                                                   |
| スペシャルウィーク & サイレンススズカ & トウカイテイオー | 和氣あず未 & 高野麻里佳 & Machico       | 土   | バランス | その他                | [ 注 57 ]                                                                                   |
| フレイ                                                   | 緑川光                                  | 風   | 攻撃     | 星晶獣                |                                                                                             |
| シルフ                                                   | 森谷里美                                | 火   | 特殊     | 星晶獣                |                                                                                             |
| ユニ                                                     | 茅野愛衣                                | 光   | バランス | 星晶獣                |                                                                                             |
| プリッシュ                                               | 平野綾                                  | 光   | 攻撃     | その他                | [ 注 58 ]                                                                                   |
| リリゼット                                               | 加藤英美里                              | 風   | バランス | その他                | [ 注 58 ]                                                                                   |
| イロハ                                                   | 水瀬いのり                              | 火   | 特殊     | ヒューマン            | [ 注 58 ]                                                                                   |
| マナマル                                                 | 山岡ゆり                                | 闇   | 攻撃     | エルーン              |                                                                                             |
| エイレア                                                 | 行成とあ                                | 風   | バランス | エルーン              |                                                                                             |
| ガレヲン                                                 | 三森すずこ                              | 土   | バランス | その他                | [ 注 56 ]                                                                                   |
| グウィン                                                 | 千本木彩花                              | 水   | 攻撃     | ヒューマン            |                                                                                             |
| ワムデュス                                               | 長縄まりあ                              | 水   | 防御     | ハーヴィン            | [ 注 56 ]                                                                                   |
| エリカ                                                   | 戸松遥                                  | 水   | バランス | ヒューマン            |                                                                                             |
| アンダーソン                                             | 大塚芳忠                                | 火   | 防御     | ヒューマン            |                                                                                             |
| ルフィ                                                   | 田中真弓                                | 火   | 攻撃     | ヒューマン            | [ 注 59 ]                                                                                   |
| ナミ & ロビン                                            | 岡村明美 & 山口由里子                   | 風   | 特殊     | ヒューマン            | [ 注 59 ]                                                                                   |
| ボーマン                                                 | 細谷佳正                                | 闇   | 攻撃     | ヒューマン            | アイルと同一人物（アイルの別人格）となるため同時編成は不可能。                              |
| ゾロ & サンジ                                            | 中井和哉 & 平田広明                     | 闇   | 攻撃     | ヒューマン            | [ 注 59 ]                                                                                   |
| アグロヴァル & トー                                      | 鈴木達央 & 田丸篤志                     | 土   | 特殊     | ヒューマン            |                                                                                             |
| マコラ                                                   | Lynn                                    | 光   | 攻撃     | エルーン              | 卯年を司る十二神将。                                                                        |
| ミカエル                                                 | 三石琴乃                                | 火   | 攻撃     | 星晶獣                |                                                                                             |
| エミリア                                                 | 沢城みゆき                              | 土   | バランス | ヒューマン            | [ 注 16 ]                                                                                   |
| サンドリヨン                                             | 大空直美                                | 闇   | 攻撃     | その他                |                                                                                             |
| ル・オー                                                 | 佐藤拓也                                | 光   | 回復     | エルーン              | [ 注 56 ]                                                                                   |
| ヘカテー                                                 | 伊藤静                                  | 火   | 攻撃     | その他                | [ 注 16 ]                                                                                   |
| シナモロール & ポムポムプリン                            | 川田妙子 & ？？？                       | 風   | 回復     | その他                | [ 注 60 ]                                                                                   |
| カロ                                                     | 内田雄馬                                | 風   | バランス | 星晶獣                |                                                                                             |
| カンターテ                                               | 宮本侑芽                                | 風   | 攻撃     | エルーン              |                                                                                             |
| イカロス                                                 | 市来光弘                                | 火   | 攻撃     | ヒューマン            |                                                                                             |
| コスモス                                                 | 皆川純子                                | 光   | バランス | 星晶獣                |                                                                                             |
| 虎杖悠仁 & 伏黒恵                                        | 榎木淳弥 & 内田雄馬                     | 闇   | 攻撃     | ヒューマン            | [ 注 61 ]                                                                                   |
| 釘崎野薔薇 & 禪院真希                                    | 瀬戸麻沙美 & 小松未可子                 | 土   | 攻撃     | ヒューマン            | [ 注 61 ]                                                                                   |
| ラガッツォ                                               | 吉野裕行                                | 火   | 攻撃     | ヒューマン            |                                                                                             |
| メグ & まりっぺ                                          | 黒沢ともよ & 和氣あず未                 | 闇   | 特殊     | ヒューマン & エルーン | メグと同一キャラクター扱いとなるため同時編成は不可能。                                      |
| カグヤ                                                   | ゆきのさつき                            | 風   | 特殊     | 星晶獣                | [ 注 16 ]                                                                                   |
| ウツセミ                                                 | 近藤玲奈                                | 光   | 特殊     | ドラフ                |                                                                                             |
| ガブリエル                                               | 國府田マリ子                            | 水   | 防御     | 星晶獣                |                                                                                             |
| ハイラ                                                   | 高橋李依                                | 水   | 攻撃     | ドラフ                | 辰年を司る十二神将。                                                                        |
| ウリエル                                                 | 堀内賢雄                                | 土   | 攻撃     | 星晶獣                |                                                                                             |
| ティラ                                                   | Machico                                 | 闇   | 攻撃     | ヒューマン            |                                                                                             |
| 緑谷出久                                                 | 山下大輝                                | 風   | バランス | ヒューマン            | [ 注 62 ]                                                                                   |
| 爆豪勝己                                                 | 岡本信彦                                | 火   | 攻撃     | ヒューマン            | [ 注 62 ]                                                                                   |
| トガヒミコ                                               | 福圓美里                                | 闇   | 特殊     | ヒューマン            | [ 注 62 ]                                                                                   |
| サブリナ                                                 | 夏吉ゆうこ                              | 土   | 攻撃     | ヒューマン            |                                                                                             |
| ラジエル                                                 | 七瀬彩夏                                | 光   | バランス | 星晶獣                |                                                                                             |
| フェニー                                                 | 小原好美                                | 火   | 回復     | その他                |                                                                                             |
| メイガス                                                 | 森なな子                                | 闇   | 特殊     | 星晶獣                |                                                                                             |
| ホルス                                                   | 石井未紗                                | 光   | 特殊     | 星晶獣                |                                                                                             |
| ポチャッコ                                               | かないみか                              | 風   | 回復     | その他                | [ 注 60 ]                                                                                   |
| スイ                                                     | 津田美波                                | 光   | 回復     | その他                |                                                                                             |
| さと                                                     | 永瀬アンナ                              | 火   | 特殊     | ヒューマン            |                                                                                             |
| オロロジャイア                                           | 日野聡 & 徳井青空                       | 闇   | 特殊     | その他                | 男性態と女性態を選択して変更できる。                                                        |
| テフヌト                                                 | 近藤唯                                  | 水   | 特殊     | 星晶獣                |                                                                                             |
| ノワール                                                 | 青山吉能                                | 風   | 攻撃     | 星晶獣                | [ 注 16 ]                                                                                   |
| リムル＝テンペスト                                       | 岡咲美保                                | 闇   | 特殊     | その他                | [ 注 63 ]                                                                                   |
| ヴェルドラ＝テンペスト                                   | 前野智昭                                | 風   | 攻撃     | その他                | [ 注 63 ]                                                                                   |
| シオン                                                   | M・A・O                                 | 闇   | 攻撃     | その他                | [ 注 63 ]                                                                                   |
| ディアブロ                                               | 櫻井孝宏                                | 闇   | 特殊     | その他                | [ 注 63 ]                                                                                   |
| インダラ                                                 | 中島由貴                                | 闇   | 特殊     | ヒューマン            | 巳年を司る十二神将。                                                                        |
| ヤチマ                                                   | 鈴木みのり                              | 水   | 特殊     | その他                |                                                                                             |
| ラファエル                                               | 三上哲                                  | 風   | 攻撃     | 星晶獣                |                                                                                             |
| メレアガンス                                             | 加瀬康之                                | 土   | 防御     | その他                |                                                                                             |
| ネギ・スプリングフィールド                               | 佐藤利奈                                | 風   | バランス | ヒューマン            | [ 注 65 ]                                                                                   |
| エヴァンジェリン・A・K・マクダウェル                     | 松岡由貴                                | 闇   | 攻撃     | その他                | [ 注 65 ]                                                                                   |
| 桜咲刹那                                                 | 小林ゆう                                | 風   | 攻撃     | その他                | [ 注 65 ]                                                                                   |
| ジャック・ラカン                                         | 小山力也                                | 土   | 攻撃     | その他                | [ 注 65 ]                                                                                   |
| ツクヨミ                                                 | いのくちゆか                            | 闇   | 回復     | 星晶獣                |                                                                                             |
| バサラ                                                   | 間島淳司                                | 光   | 攻撃     | エルーン              | 犬年を司る十二神将の初代。                                                                  |
| シュクラ                                                 | 市ノ瀬加那                              | 水   | バランス | エルーン              |                                                                                             |
| シェリーネ                                               | 直田姫奈                                | 光   | 攻撃     | エルーン              |                                                                                             |
| ラヴィリタ                                               | 駒田航                                  | 火   | バランス | ハーヴィン            |                                                                                             |
| マーズ                                                   | 嶋村侑                                  | 光   | 攻撃     | 星晶獣                | [ 注 16 ]                                                                                   |
| スクルド                                                 | 大地葉                                  | 風   | 攻撃     | その他                |                                                                                             |
| ハウヘト                                                 | 木下紗華                                | 火   | 特殊     | その他                |                                                                                             |
| アトゥム                                                 | 高梨謙吾                                | 火   |          | 星晶獣                |                                                                                             |

#### SSR（十天衆）
「決戦！星の古戦場」イベントにて入手可能なSSR武器（古戦場武器）を強化していくことで仲間になるキャラクター。レアリティはすべてSSR。それぞれの武器を極めた10人からなる武装騎空団で、それぞれが全空に名を馳せる勇者である。レジェンドガチャのSSRキャラを凌ぐ性能を持つものの、入手難度は非常に高い。
| 名前                     | 声         | 属性 | タイプ   | 種族       | 対応武器 | 備考 |
| ------------------------ | ---------- | ---- | -------- | ---------- | -------- | ---- |
| 「開眼者」ウーノ         | 中尾隆聖   | 水   | 防御     | ハーヴィン | 一伐槍   |      |
| 「魔眼の狩人」ソーン     | 皆口裕子   | 光   | バランス | ヒューマン | 二王弓   |      |
| 「怪力乱神」サラーサ     | 高山みなみ | 土   | 攻撃     | ドラフ     | 三寅斧   |      |
| 「閃耀の双剣」カトル     | 福山潤     | 水   | 特殊     | エルーン   | 四天刃   |      |
| 「魔道の申し子」フュンフ | 水田わさび | 光   | 回復     | ハーヴィン | 五神杖   |      |
| 「神狼」シス             | 檜山修之   | 闇   | 攻撃     | エルーン   | 六崩拳   |      |
| 「天星剣王」シエテ       | 諏訪部順一 | 風   | 攻撃     | ヒューマン | 七星剣   |      |
| 「刀神」オクトー         | 銀河万丈   | 土   | 攻撃     | ドラフ     | 八命切   |      |
| 「繊細の魔奏者」ニオ     | ゆかな     | 風   | 特殊     | ハーヴィン | 九界琴   |      |
| 「魔弾の射手」エッセル   | 佐藤利奈   | 火   | バランス | エルーン   | 十狼雷   |      |

#### SSR（十賢者）
「アーカルムの転世」にて入手可能な召喚石（アーカルムシリーズ）を強化していくことで仲間になるキャラクター。それぞれが悲惨な過去や狂気から、「アーカルムシリーズ」と呼ばれる星晶獣と契約し、そこから集まった集団。タロットカードのアルカナをモチーフとしたキャラクター性能となっている。
| 名前                         | 声             | 属性 | タイプ   | 種族       | 対応召喚石       | 備考 |
| ---------------------------- | -------------- | ---- | -------- | ---------- | ---------------- | ---- |
| 「義憤の女帝」マリア・テレサ | 高橋美佳子     | 水   | バランス | ドラフ     | ジャスティス     |      |
| 「断罪の皇帝」カッツェリーラ | 高橋広樹       | 風   | 防御     | ハーヴィン | ジャッジメント   |      |
| 「鮮烈なる力」フラウ         | 浅倉杏美       | 火   | 攻撃     | エルーン   | ザ・デビル       |      |
| 「怒涛の戦車」ガイゼンボーガ | てらそままさき | 光   | 攻撃     | ドラフ     | ザ・スター       |      |
| 「止水の隠者」エスタリオラ   | チョー         | 風   | 特殊     | ハーヴィン | テンペランス     |      |
| 「破天荒なる教皇」アラナン   | 大友龍三郎     | 火   | 攻撃     | エルーン   | ザ・サン         |      |
| 「欺瞞の女教皇」ハーゼリーラ | 藤井ゆきよ     | 水   | 特殊     | ハーヴィン | ザ・ムーン       |      |
| 「忘却の愚者」カイム         | 國立幸         | 土   | 特殊     | ヒューマン | ザ・ハングドマン |      |
| 「禍殃なる魔術師」ロベリア   | 野島健児       | 土   | 攻撃     | ヒューマン | ザ・タワー       |      |
| 「嘆きの恋人」ニーア         | 下屋則子       | 闇   | 特殊     | エルーン   | デス             |      |

#### SSR（四象降臨）
「四象降臨」イベントにて入手可能なSSR武器（四象武器）を強化していくことで仲間になるキャラクター。レアリティはすべてSSR。「四象」と呼ばれる星晶獣、四象を操って暗躍する黄龍と黒麒麟に深く関わるキャラクター。四聖の4人は体が星晶に浸食されており、黄龍が死ぬと彼女達も一緒に死んでしまう。
| 名前       | 声         | 属性 | タイプ   | 種族       | 対応武器     | 備考             |
| ---------- | ---------- | ---- | -------- | ---------- | ------------ | ---------------- |
| チチリ     | 高田憂希   | 火   | 攻撃     | ドラフ     | 柘榴石の鉞   | 朱雀を司る四聖。 |
| アミ       | 長谷川育美 | 風   | 攻撃     | エルーン   | 橄欖の弩     | 青竜を司る四聖。 |
| シュシュク | 河野ひより | 土   | バランス | ヒューマン | 風信子の護剣 | 白虎を司る四聖。 |
| ウルキ     | 三浦千幸   | 水   | 防御     | ハーヴィン | 水宝玉の手斧 | 玄武を司る四聖。 |
| ピィジウ   | 笠間淳     | 光   | 回復     | その他     | 祝命の霊角   | 黄龍の化身。     |
| コク       | 小市眞琴   | 闇   | 特殊     | その他     | 幽冥の兇爪   | 黒麒麟の化身。   |

#### トライアルキャラ
通常のクエストやマルチバトルには参加できず、トライアルバトルでのみ使用可能なキャラクター。既存キャラ、もしくは今後新たに登場する予定のキャラの性能をコピーした性能になる。
2019年10月に実装したソシエ（風属性）に対応以降長らく更新されていなかったが、2025年2月20日をもって廃止された。
| 名前           | 声         | レアリティ | 備考 |
| -------------- | ---------- | ---------- | ---- |
| シェロカルテ   | 加藤英美里 | SSR        |      |
| コトン・ブルー | 加藤英美里 | SR         |      |
| コトン・マロン | 加藤英美里 | R          |      |

### その他のキャラクター
召喚石限定キャラクター、期間限定イベントやフェイトエピソードなどに登場するNPC。クエストでは一般市民などの無名キャラクターも登場するが、ここでは専用のボイスがあるもののみ取り上げる。「キャラクター名 - 担当声優」の順に表記する。ルリアノート、および「スカイコンパス」にてCVの記載がないキャラクターについては別途出典を表記。

## メディアミックス

### 漫画
ぐらぶるっ！
作者 - 菊一文字
ゲームサイト内にて不定期連載、サイコミでも1週間遅れで配信。ギャグ中心の5コマ漫画。本編とかけ離れた描写をされるキャラクターが多い一方で、限定ガチャ排出のキャラに演出が導入されたケースもある。
また2017年4月1日で後述のエイプリルフールゲリライベントで漫画の登場人物が本編に登場するイベントが行われた（詳しくは#他の作品とのコラボレーションを参照）。
単行本はファミ通クリアコミックス（KADOKAWA エンターブレイン）より発売。
1. 2015年10月30日発売、ISBN 978-4-04-730716-2 ゲーム内武器「ビィスタードソード」が入手できるシリアルコードが付属。
2. 2015年11月30日発売、ISBN 978-4-04-730821-3 ゲーム内武器「アスクレビィオスの杖」が入手できるシリアルコードが付属。
3. 2016年7月30日発売、ISBN 978-4-04-734257-6 ゲーム内武器「メロビィ」が入手できるシリアルコードが付属。
4. 2017年1月14日発売、ISBN 978-4-04-734425-9 ゲーム内武器「ビィムガン」が入手できるシリアルコードが付属。
5. 2017年12月15日発売、ISBN 978-4-04-734748-9 ゲーム内武器「クリムゾンビィンガー」が入手できるシリアルコードが付属。
6. 2019年3月15日発売、ISBN 978-4-04-735537-8 ゲーム内武器「ブラビィーラ」が入手できるシリアルコードが付属。
7. 2019年6月14日発売、ISBN 978-4-04-735596-5 ゲーム内武器「ビィクサバ」が入手できるシリアルコードが付属。
8. 2019年11月15日発売、ISBN 978-4-04-735819-5 ゲーム内武器「ビィンブル」が入手できるシリアルコードが付属。
9. 2020年6月14日発売、ISBN 978-4-04-736061-7 ゲーム内武器「グラービィーザー」が入手できるシリアルコードが付属。
10. 2020年12月15日発売、ISBN 978-4-04-736240-6 ゲーム内武器「パラゾビィウム」が入手できるシリアルコードが付属。

グランブルーファンタジー
コンテ - 楓月誠 / 作画 - cocho
サイコミにて開設時から2019年12月15日まで連載された。作画は当初大岩ケンヂと予告 されていたが実際の連載はcochoになっている。主人公は男性で、名前は「グラン」。
単行本はサイコミより発売。
1. 2017年7月28日発売、ISBN 978-4-06-509202-6 SR武器確定ガチャチケット1枚、エリクシールハーフ30個、ソウルシード60個、1〜3巻連動購入でダマスカス鋼1個が入手できるシリアルコードが付属。
2. 2017年8月30日発売、ISBN 978-4-06-509211-8 SR武器確定ガチャチケット1枚、エリクシールハーフ30個、ソウルシード60個（つまり1巻と同様）が入手できるシリアルコードが付属。
3. 2017年9月29日発売、ISBN 978-4-06-509220-0 SR武器確定ガチャチケット1枚、エリクシールハーフ30個、ソウルシード60個（つまり1巻と同様）が入手できるシリアルコードが付属。
4. 2017年11月30日発売、ISBN 978-4-06-509230-9 ダマスカス骸晶1個、月光晶1個、Sレア武器確定ガチャチケット1枚、エリクシールハーフ30個、ソウルシード60個が入手できるシリアルコードが付属。
5. 2018年4月27日発売、ISBN 978-4-06-509262-0 ダマスカス骸晶1個、月光晶1個、Sレア武器確定ガチャチケット1枚、エリクシールハーフ30個、ソウルシード60個（つまり4巻と同様）が入手できるシリアルコードが付属。
6. 2018年12月19日発売、ISBN 978-4-06-514221-9 ダマスカス骸晶1個、月光晶1個、Sレア武器確定ガチャチケット1枚、エリクシールハーフ30個、ソウルシード60個（つまり4巻と同様）が入手できるシリアルコードが付属。
7. 2019年12月25日発売、サイゲームス公式オンラインショップ「CyStore」発売の限定版のみ（一部専門店でも販売）。SSレア武器確定ガチャチケット1枚、ダマスカス骸晶1個、月光晶1個、エリクシールハーフ30個、ソウルシード 60個が入手できるシリアルコードが付属。

グラブルジャージ部っ！
作者 - 有都あらゆる
コミッククリアにて連載。『ぐらぶるっ！』第210話で登場したジャージ姿のジャンヌダルクを中心としたギャグ漫画。元は非公式の二次創作だったが、Cygamesのクレジットのある公式のスピンオフとしてウェブコミック配信サイトのコミッククリアにて2016年5月17日の更新から連載されている。
単行本はファミ通クリアコミックス（KADOKAWA エンターブレイン）より発売。
1. 2017年2月15日発売、ISBN 978-4-04-734466-2 SNSなどで使える特製スタンプ「っぽい」画像付き（チャットスタンプではない）。
2. 2017年11月15日発売、ISBN 978-4-04-734764-9

グランブルーファンタジー 双剣の絆
作者 - 兔ろうと
B's-LOG COMICにて連載。Vol.41から連載されている。
単行本はB's-LOG COMICSより発売。
1. 2016年12月31日発売、ISBN 978-4-04-734392-4 ヴェイン&ランスロットの描き下ろしチャットスタンプ2点、特別な称号が入手できるシリアルコードが付属。
2. 2017年9月30日発売、ISBN 978-4-04-734791-5 描き下ろしチャットスタンプ、2017年キャラ武器確定ガチャチケットが入手できるシリアルコードが付属。
3. 2018年6月30日発売、ISBN 978-4-04-735197-4 描き下ろしチャットスタンプ、2018年キャラ武器確定ガチャチケットが入手できるシリアルコードが付属。
4. 2019年9月30日発売、ISBN 978-4-04-735763-1 電子版限定で描き下ろしイラストが掲載。

グランブルーファンタジープレイ漫画 本日は青天なり！
作者 - 渡まかな
ファミ通.comにて連載。作者がゲームをプレイした内容を漫画にしている。
単行本はファミ通Booksより発売。単行本のタイトルは「いけいけ! ファミ通騎空団 グランブルーファンタジー プレイ漫画 本日は青天なり!」。
1. 2016年9月2日発売、ISBN 978-4-04-733174-7 称号「いけいけ！ ファミ通騎空団」が入手できるシリアルコードが付属。

グランブルーファンタジー外伝 〜追憶のアーシヴェル〜
作者 - 綾峰欄人（構成・脚本）、壱月たか（作画）
電撃G'sコミックにて連載。2017年12月号から連載されている。
単行本は電撃コミックスNEXTより発売。
1. 2019年1月26日発売、ISBN 978-4-04-912311-1 Sレア武器確定ガチャチケット、アーシヴェル・レプリカ【ラジエルの書・銀相当】、エリクシールハーフ30個、2巻との連動購入で星醒のグリモアが入手できるシリアルコードが付属。
2. 2019年1月26日発売、ISBN 978-4-04-912313-5 Sレア武器確定ガチャチケット、アーシヴェル・レプリカ【ラジエルの書・銀相当】、エリクシールハーフ30個（つまり1巻と同様）が入手できるシリアルコードが付属。
3. 2019年9月27日発売、ISBN 978-4-04-912753-9
4. 2020年3月27日発売、ISBN 978-4-04-913097-3

### 小説
グランブルーファンタジー
著者 - はせがわみやび / イラスト - Cygames
ファミ通文庫（KADOKAWA エンターブレイン）から発刊。主人公は男性で、名前は「グラン」。
1. 2014年12月26日発刊、ISBN 978-4-04-730165-8 「旅立ちの剣」等が入手できるシリアルコードが付属。
2. 2015年5月30日発刊、ISBN 978-4-04-730509-0 「リトルウィッチセプター」等が入手できるシリアルコードが付属。
3. 2015年10月30日発刊、ISBN 978-4-04-730692-9 「ドライゼン」等が入手できるシリアルコードが付属。
4. 2016年2月29日発刊、ISBN 978-4-04-730980-7 「エゴイズム」等が入手できるシリアルコードが付属。
5. 2016年7月30日発刊、ISBN 978-4-04-734222-4 「アルビオン制式帯剣」等が入手できるシリアルコードが付属。
6. 2016年11月30日発売、ISBN 978-4-04-734350-4 描き下ろしチャットスタンプ等が入手できるシリアルコードが付属。
7. 2017年3月30日発売、ISBN 978-4-04-734541-6 描き下ろしチャットスタンプ等が入手できるシリアルコードが付属。
8. 2017年6月30日発売、ISBN 978-4-04-734677-2 描き下ろしチャットスタンプ等が入手できるシリアルコードが付属。
9. 2017年10月30日発売、ISBN 978-4-04-734852-3 描き下ろしチャットスタンプ等が入手できるシリアルコードが付属。
10. 2019年1月30日発売、ISBN 978-4-04-735273-5 描き下ろしチャットスタンプ等が入手できるシリアルコードが付属。

グランブルーファンタジー メンバーズフェイト
著者 - 築地俊彦 / イラスト - Cygames
富士見ファンタジア文庫（KADOKAWA 富士見書房）から発刊。ドラゴンマガジンで連載されたものに書き下ろしを加えたもの。
1. 2016年5月20日発売、ISBN 978-4-04-070919-2 ゼタとバザラガの特別クエスト、エリクシール×1、宝晶石×100が入手できるシリアルコードが付属。
2. 2016年10月20日発売、ISBN 978-4-04-070920-8 「メンバーズフェイト」限定のキャラ武器確定チケット、称号×1、エリクシール×1、宝晶石×100が入手できるシリアルコードが付属。

### ラジオ
『ぐらぶるちゃんねるっ！』のタイトルで2014年8月10日からニコニコ動画にて配信開始。毎月10日と25日に配信されていた。2019年3月29日に終了した。全112回。パーソナリティはルリア役の東山奈央とシェロカルテ役の加藤英美里。

### テレビ
『ぐらぶるTVちゃんねるっ！』のタイトルで2019年4月からTOKYO MX1（毎週日曜21時）とYouTube（毎週月曜18時）にて放送・配信開始。上記ラジオの後継番組に当たる。司会は東山に代わりグランとランスロット役の小野友樹が入り、シェロカルテ役の加藤が続投。

### テレビアニメ『GRANBLUE FANTASY The Animation』
2015年9月17日に「東京ゲームショウ2015」にて『グランブルーファンタジー』のテレビアニメ化が発表。第1期『GRANBLUE FANTASY The Animation』（グランブルーファンタジー ジ・アニメーション）は2017年4月より6月まで放送された。放送に先駆け、1月末にTOKYO MX、BS11、AT-Xにて「ザンクティンゼル編」が先行放送された。アニプレックス、A-1 Pictures、Cygamesの共同企画。
第2期『GRANBLUE FANTASY The Animation Season 2』（グランブルーファンタジー ジ・アニメーション シーズンツー） は、2017年10月15日に開催されたイベント「騎空士総会」にて制作が発表され、2019年10月から12月まで放送された。キャストは概ね第1期から続投し、オイゲン役はゲーム版同様に藤原啓治が担当。スタッフは刷新されており、制作もA-1 PicturesからMAPPAに変更となる。
本編ではグランが主人公だが、特別編のExtraではジータが主人公となる。Extraは第1期BD / DVDの第7巻に収録され、第1期最終回の翌週にはExtra1がテレビ放送された。BD / DVDのみに収録されたExtra2はその後、第2期第5話の翌週にテレビ放送された。

#### スタッフ
|                               | 第1期                                         | 第2期                                  |
| ----------------------------- | --------------------------------------------- | -------------------------------------- |
| 原作                          | Cygames                                       | Cygames                                |
| 監督                          | 伊藤祐毅                                      | 梅本唯                                 |
| アニメ シリーズディレクター   | 倉田綾子                                      | -                                      |
| シリーズ構成                  | Cygames                                       | 𠮷村清子                               |
| キャラクターデザイン          | 赤井俊文                                      | 崔ふみひで                             |
| クリーチャーデザイン          | 出雲四郎、青木悠                              | 佐野誉幸                               |
| メカニックデザイン            | 鷲尾直広                                      | -                                      |
| プロップデザイン              | 髙田晃                                        | 桑原幹根                               |
| エフェクト アニメーション     | 橋本敬史                                      | -                                      |
| 美術設定                      | 竹内志保、藤井一志                            | 須江信人、多田周平                     |
| 美術監督                      | 甲斐政俊                                      | 須江信人                               |
| 色彩設計                      | 中島和子                                      | 野口幸恵                               |
| 撮影監督                      | 関谷能弘                                      | 大山佳久                               |
| 3Dディレクター                | 篠田周二                                      | 薄井俊作                               |
| 編集                          | 三嶋章紀                                      | 柳圭介                                 |
| 音響監督                      | 早川陽一、田中亮                              | 梅本唯                                 |
| 音楽                          | 成田勤、西木康智                              | 成田勤、西木康智                       |
| 音楽                          | 植松伸夫                                      | -                                      |
| 音楽制作                      | Cygames                                       | 小川洋輝、片嶌汐                       |
| プロデューサー                | 鈴木健太、守屋竜史                            | 鈴木健太、守屋竜史                     |
| プロデューサー                | -                                             | 木村誠                                 |
| アニメーション プロデューサー | 木田和哉                                      | 松永理人                               |
| 制作                          | A-1 Pictures                                  | MAPPA                                  |
| 製作                          | アニメ「グランブルー ファンタジー」製作委員会 | GRANBLUE FANTASY The Animation Project |

#### 主題歌
「GO」
BUMP OF CHICKENによる第1期オープニングテーマ。作詞・作曲はMotoo Fujiwara、編曲はBUMP OF CHICKENとMOR。
「ソラのパレード」
HARUHIによる第1期エンディングテーマ。作詞・作曲はHARUHI、編曲はHARUHIと彦坂亮。
「Stay With Me」
Seven Billion Dotsによる第2期オープニングテーマ。作詞・作曲はSeven Billion Dots、編曲はシライシ紗トリとSeven Billion Dots。
「蒼」
adieuによる第2期エンディングテーマ。作詞はいしわたり淳治とadieu、作曲は澤部渡、編曲はスカートとTokyo Recordings。

#### 各話リスト
| 話数                  | サブタイトル                         | 脚本            | 絵コンテ                   | 演出                               | 作画監督 | 総作画監督                          |       |       |       |       |       |       |       |       |       |       |       |       |       |       |       |       |       |       |
| 第1期                 | 第1期                                | 第1期           | 第1期                      | 第1期                              | 第1期 | 第1期                               | 第1期 | 第1期 | 第1期 | 第1期 | 第1期 | 第1期 | 第1期 | 第1期 | 第1期 | 第1期 | 第1期 | 第1期 | 第1期 | 第1期 | 第1期 | 第1期 | 第1期 | 第1期 |
| --------------------- | ------------------------------------ | --------------- | -------------------------- | ---------------------------------- | --- | ----------------------------------- | ----- | ----- | ----- | ----- | ----- | ----- | ----- | ----- | ----- | ----- | ----- | ----- | ----- | ----- | ----- | ----- | ----- | ----- |
| #1                    | 蒼の少女 Girl in Blue                | 滝澤直          | 伊藤祐毅                   | 伊藤祐毅                           | 小野田貴之 | 小松麻美                            |       |       |       |       |       |       |       |       |       |       |       |       |       |       |       |       |       |       |
| #2                    | 旅立ち Departure                     | 寺嶋恭平        | 倉田綾子                   | 倉田綾子                           | 野々下いおり 井本由紀 | 髙田晃                              |       |       |       |       |       |       |       |       |       |       |       |       |       |       |       |       |       |       |
| #3                    | 風の出会い Meet the Wind             | 滝澤直          | 石井俊匡                   | 石井俊匡                           | 関口亮輔 | 井本由紀                            |       |       |       |       |       |       |       |       |       |       |       |       |       |       |       |       |       |       |
| #4                    | 操舵士の決意 A Helmsman's Resolve    | 滝澤直          | 小島正幸                   | 松永真彦                           | 渡邉慶子 | 小松麻美                            |       |       |       |       |       |       |       |       |       |       |       |       |       |       |       |       |       |       |
| #5                    | 決戦 The Storm Guardian              | 滝澤直          | 三浦貴博                   | 髙橋英俊                           | 三輪和宏 進藤優 | 髙田晃                              |       |       |       |       |       |       |       |       |       |       |       |       |       |       |       |       |       |       |
| #6                    | 想いは陽炎の如く The Veil Is Lifted  | 永井千晶        | 原英和                     | 原英和                             | 野々下いおり 宮川智恵子 | 井本由紀                            |       |       |       |       |       |       |       |       |       |       |       |       |       |       |       |       |       |       |
| #7                    | 鉄の巨人 The Iron Giant              | 滝澤直 永井千晶 | あきとし 斉藤良成          | 石井俊匡                           | 関口亮輔 三木俊明 福士真由美 小松麻美 | 小松麻美                            |       |       |       |       |       |       |       |       |       |       |       |       |       |       |       |       |       |       |
| #8                    | ふたりの距離 A Pair Apart            | 寺嶋恭平        | 大畑清隆                   | 安藤貴史                           | 三輪和宏 高橋道子 | 髙田晃                              |       |       |       |       |       |       |       |       |       |       |       |       |       |       |       |       |       |       |
| #9                    | 雲上の水平線 Horizon in the Clouds   | 滝澤直          | 今井友紀子                 | 今井友紀子                         | 安田祥子 Cindy H. Yamauchi | 小松麻美                            |       |       |       |       |       |       |       |       |       |       |       |       |       |       |       |       |       |       |
| #10                   | 解離 Separation                      | 滝澤直          | 神戸守                     | 堀口和樹                           | 菅原浩喜 相原理沙 飯塚英里 水野辰哉 | 井本由紀                            |       |       |       |       |       |       |       |       |       |       |       |       |       |       |       |       |       |       |
| #11                   | ルリアの想い Lyria's Wish            | 永井千晶        | 倉田綾子                   | 倉田綾子                           | 宮川智恵子 福士真由美 三木俊明 | 小松麻美                            |       |       |       |       |       |       |       |       |       |       |       |       |       |       |       |       |       |       |
| #12                   | 大海の決戦 Showdown on the High Seas | 滝澤直          | 伊藤祐毅 三浦貴博          | 伊藤祐毅 青木悠                    | 三輪和宏 関口亮輔 大塚八愛 | 髙田晃                              |       |       |       |       |       |       |       |       |       |       |       |       |       |       |       |       |       |       |
| Extra1                | もう一つの空 Another Sky             | 永井千晶 滝澤直 | 神戸守                     | 安藤貴史                           | 長谷川亨雄 安田祥子 高橋道子 宮川智恵子 杉薗朗子 福士真由美 関口亮輔 Cindy H. Yamauchi 大塚八愛 三木俊明 小松麻美 倉田綾子                                                | 井本由紀                            |       |       |       |       |       |       |       |       |       |       |       |       |       |       |       |       |       |       |
| Extra2 (OVA)          | カボチャのランタン Jack O'Lantern    | 滝澤直          | 坂田純一                   | 伊藤祐毅                           | 三木俊明 関口亮輔 後藤依子 末田晃大 高橋道子 | 小松麻美                            |       |       |       |       |       |       |       |       |       |       |       |       |       |       |       |       |       |       |
| 第2期                 |                                      |                 |                            |                                    | |                                     |       |       |       |       |       |       |       |       |       |       |       |       |       |       |       |       |       |       |
| #01                   | 騎空士の空                           | 𠮷村清子        | 梅本唯                     | 清水久敏                           | 田中志穂 安田祥子 仁井学 冨永拓生 | 崔ふみひで 桑原幹根 桑原剛          |       |       |       |       |       |       |       |       |       |       |       |       |       |       |       |       |       |       |
| #02                   | 城砦都市アルビオン                   | 𠮷村清子        | 梅本唯                     | 西畑佑紀                           | 林弘子 沓澤洋子 村長由紀 西田美弥子 | 崔ふみひで 桑原幹根 桑原剛          |       |       |       |       |       |       |       |       |       |       |       |       |       |       |       |       |       |       |
| #03                   | 偽りの自由                           | 犬飼和彦        | 梅本唯                     | 小林孝志                           | 田中志穂 安田祥子 細田沙織 西田美弥子 村長由紀 林弘子 | 崔ふみひで 桑原幹根 桑原剛 岡真理子 |       |       |       |       |       |       |       |       |       |       |       |       |       |       |       |       |       |       |
| #04                   | 届かぬ想い                           | 久尾歩          | 芝久保                     | 大峰輝之                           | 永松一誠 松岡秀明 細田沙織 田中志穂 村長由紀 池田智志 木村友紀 村上竜之介 林弘子 小野田貴之                                                                               | 崔ふみひで 桑原幹根 桑原剛          |       |       |       |       |       |       |       |       |       |       |       |       |       |       |       |       |       |       |
| #05                   | カタリナとヴィーラ                   | 一色恒祐        | 玉川真人                   | 青島昂希                           | 冨永拓生 西田美弥子 本多みゆき 本田敬一 新沼大祐 高田陽介 村上竜之介 松岡秀明 林弘子                                                                                      | 崔ふみひで 桑原幹根 桑原剛          |       |       |       |       |       |       |       |       |       |       |       |       |       |       |       |       |       |       |
| #06                   | 霧に包まれた島                       | 久尾歩          | 岩瀧智 宇田鋼之介 工藤利春 | 岡本泰知 Kim Min-Sun Kim Sang-yeob | 田中志穂 かどともあき 冨永拓生 柴田志郎 永松一誠 MIGHTMAX Hwang Il-jin Hong Yu-mi Lee Bu-hee                                                                              | 崔ふみひで 桑原幹根 桑原剛          |       |       |       |       |       |       |       |       |       |       |       |       |       |       |       |       |       |       |
| #07                   | 不死の星晶獣                         | 犬飼和彦        | 大峰輝之                   | 大峰輝之 Park Jae-ik               | 永松一誠 かどともあき 柴田志朗 田中志穂 KIM YUN JUNG YU SEUNG HEE LEE GWAN WOO JO EUN KYUNG THE SUN                                                                       | 崔ふみひで 桑原幹根 桑原剛          |       |       |       |       |       |       |       |       |       |       |       |       |       |       |       |       |       |       |
| #08                   | 家族の記憶                           | 𠮷村清子        | 芝久保                     | 西畑佑紀                           | 林弘子 本多みゆき 西田美弥子 柴田志朗 村長由紀 村上竜之介 袴田裕二 | 崔ふみひで 桑原幹根 桑原剛          |       |       |       |       |       |       |       |       |       |       |       |       |       |       |       |       |       |       |
| #09                   | 約束の街                             | 久尾歩          | 黒川智之                   | 後藤康徳                           | 冨永拓生 本田敬一 松岡秀明 野口征恒 | 崔ふみひで 桑原幹根 桑原剛          |       |       |       |       |       |       |       |       |       |       |       |       |       |       |       |       |       |       |
| #10                   | 見果てぬ夢                           | 犬飼和彦        | 森邦宏                     | 森邦宏                             | 田中志穂 永松一誠 かどともあき | 崔ふみひで 桑原幹根 桑原剛          |       |       |       |       |       |       |       |       |       |       |       |       |       |       |       |       |       |       |
| #11                   | 誓約                                 | 𠮷村清子        | 清水久敏 竹ノ内和久        | 梅本唯                             | 西田美弥子 林弘子 本多みゆき 村長由紀 小野田貴之 冨永拓生 本田敬一 袴田裕二 松岡秀明 柴田志朗 かどともあき 村上竜之介 永松一誠                                            | 崔ふみひで 桑原幹根 桑原剛          |       |       |       |       |       |       |       |       |       |       |       |       |       |       |       |       |       |       |
| #12                   | 道標                                 | 𠮷村清子        | 岩瀧智                     | 大峰輝之 島崎奈々子                | 田中志穂 永松一誠 冨永拓生 小野田貴之 柴田志朗 野口征恒 ふくだのりゆき | 崔ふみひで 桑原幹根 桑原剛          |       |       |       |       |       |       |       |       |       |       |       |       |       |       |       |       |       |       |
| Extra1                | もう一つの旅路                       | 一色恒祐        | 石田貴史 山門郁夫          | 梅本唯 山門郁夫                    | 塚田ひろし 久木晃嗣 熊田明子 西田美弥子 山門郁夫 冨永拓生 滝野茉美 柴田志朗 崔ふみひで 袴田裕二 小野田貴之 吉田正幸 村長由紀 本多みゆき 永松一誠 本田敬一 森達也 桑原幹根 | 崔ふみひで 桑原幹根                 |       |       |       |       |       |       |       |       |       |       |       |       |       |       |       |       |       |       |
| Extra2 (OVA・Aパート) | 降臨！サイファーマスク！             | 久尾歩          | 玉川真人                   | 青島昂希                           | 丸山修二 麻倉新 本田敬一 かどともあき 木村友紀 永松一誠 柴田志朗 田中志穂                                                                                                 | 崔ふみひで 桑原幹根                 |       |       |       |       |       |       |       |       |       |       |       |       |       |       |       |       |       |       |
| Extra2 (OVA・Bパート) | 聖アルビオン女学園物語               | 犬飼和彦        | 佐野誉幸                   | 後藤康徳                           | 田中志穂 林弘子 西田美弥子 かどともあき 佐野誉幸 村上竜之介 | 崔ふみひで 桑原幹根 桑原剛          |       |       |       |       |       |       |       |       |       |       |       |       |       |       |       |       |       |       |

#### 放送局
| 放送期間      | 放送時間               | 放送局   | 対象地域 | 備考                      |
| ------------- | ---------------------- | -------- | -------- | ------------------------- |
| 2017年1月21日 | 土曜 19:00 - 20:00     | TOKYO MX | 東京都   |                           |
| 2017年1月22日 | 日曜 12:00 - 13:00     | AT-X     | 日本全域 | CS放送 / リピート放送あり |
| 2017年1月30日 | 月曜 23:00 - 火曜 0:00 | BS11     | 日本全域 | BS放送 / 『ANIME+』枠     |

| 配信開始日    | 配信時間                     | 配信サイト     |
| ------------- | ---------------------------- | -------------- |
| 2017年1月21日 | 土曜 19:00 - 20:00           | AbemaTV        |
| 2017年3月14日 | 火曜 0:30 - 1:00（月曜深夜） | ニコニコ生放送 |

| 放送期間               | 放送時間                     | 放送局       | 対象地域   | 備考                      |
| ---------------------- | ---------------------------- | ------------ | ---------- | ------------------------- |
| 2017年4月2日 - 6月25日 | 日曜 0:00 - 0:30（土曜深夜） | TOKYO MX     | 東京都     |                           |
|                        |                              | とちぎテレビ | 栃木県     |                           |
|                        |                              | 群馬テレビ   | 群馬県     |                           |
|                        |                              | BS11         | 日本全域   | BS放送 / 『ANIME+』枠     |
|                        | 日曜 3:28 - 3:58（土曜深夜） | 毎日放送     | 近畿広域圏 | 『アニメシャワー』第4部   |
| 2017年4月3日 - 6月26日 | 月曜 22:30 - 23:00           | AT-X         | 日本全域   | CS放送 / リピート放送あり |
| 2017年4月6日 - 6月29日 | 木曜 2:05 - 2:35（水曜深夜） | テレビ愛知   | 愛知県     |                           |
|                        | 木曜 2:28 - 2:58（水曜深夜） | 北海道放送   | 北海道     |                           |
|                        | 木曜 2:30 - 3:00（水曜深夜） | RKB毎日放送  | 福岡県     |                           |
| 2017年4月7日 - 6月30日 | 金曜 1:55 - 2:25（木曜深夜） | サガテレビ   | 佐賀県     |                           |

| 配信開始日   | 配信時間                     | 配信サイト |
| ------------ | ---------------------------- | --- |
| 2017年4月2日 | 日曜 0:00 - 0:30（土曜深夜） | AbemaTV |
| 2017年4月4日 | 火曜 12:00 更新              | dアニメストア ひかりTV バンダイチャンネル ビデオパス Hulu ビデオマーケット GYAO! ニコニコチャンネル アニメ放題 Amazonプライム・ビデオ U-NEXT PlayStation Video DMM.com |
|              | 火曜 23:30 - 水曜 0:00       | ニコニコ生放送 |

| 放送期間                  | 放送時間                     | 放送局       | 対象地域   | 備考                      |
| ------------------------- | ---------------------------- | ------------ | ---------- | ------------------------- |
| 2019年10月5日 - 12月28日  | 土曜 0:00 - 0:30（金曜深夜） | TOKYO MX     | 東京都     |                           |
|                           |                              | とちぎテレビ | 栃木県     |                           |
|                           |                              | 群馬テレビ   | 群馬県     |                           |
|                           |                              | BS11         | 日本全域   | BS放送 / 『ANIME+』枠     |
|                           | 土曜 21:00 - 21:30           | AT-X         | 日本全域   | CS放送 / リピート放送あり |
| 2019年10月13日 - 12月29日 | 日曜 3:38 - 4:08（土曜深夜） | 毎日放送     | 近畿広域圏 | 『アニメシャワー』第4部   |

| 配信開始日     | 配信時間                                                                     | 配信サイト |
| -------------- | ---------------------------------------------------------------------------- | --- |
| 2019年10月5日  | 土曜 0:00 - 0:30                                                             | AbemaTV |
| 2019年10月7日  | 月曜 12:00 更新                                                              | dアニメストア U-NEXT アニメ放題 GYAO! バンダイチャンネル Hulu FOD ニコニコチャンネル dTV Amazonプライム・ビデオ ひかりTV ビデオマーケット DMM.com music.jp |
|                | 月曜 22:30 - 23:00                                                           | ニコニコ生放送 |
| 2019年10月8日  | 火曜 0:00 更新                                                               | ビデオパス J:COMオンデマンド |
| 2019年10月13日 | 日曜 4:08 更新（第1話） 火曜 3:55 更新（第2話） 月曜 12:00 更新（第3話以降） | Tver MBS動画イズム |

#### BD / DVD
| 巻 | 発売日         | 収録話          | 規格品番      | 規格品番      |
| 巻 | 発売日         | 収録話          | BD限定版      | DVD限定版     |
| -- | -------------- | --------------- | ------------- | ------------- |
| 1  | 2017年4月26日  | 第1話 - 第2話   | ANZX-11841/2  | ANZB-11841/2  |
| 2  | 2017年5月24日  | 第3話 - 第4話   | ANZX-11843/4  | ANZB-11843/4  |
| 3  | 2017年6月28日  | 第5話 - 第6話   | ANZX-11845/6  | ANZB-11845/6  |
| 4  | 2017年7月26日  | 第7話 - 第8話   | ANZX-11847/8  | ANZB-11847/8  |
| 5  | 2017年8月23日  | 第9話 - 第10話  | ANZX-11849/50 | ANZB-11849/50 |
| 6  | 2017年10月25日 | 第11話 - 第12話 | ANZX-11851/2  | ANZB-11851/2  |
| 7  | 2017年11月29日 | Extra1 - 2      | ANZX-11853/4  | ANZB-11853/4  |

| 巻 | 発売日         | 収録話          | 規格品番      | 規格品番      |
| 巻 | 発売日         | 収録話          | BD限定版      | DVD限定版     |
| -- | -------------- | --------------- | ------------- | ------------- |
| 1  | 2019年12月13日 | 第1話 - 第2話   | ANZX-14801/2  | ANZB-14801/2  |
| 2  | 2020年1月15日  | 第3話 - 第4話   | ANZX-14803/4  | ANZB-14803/4  |
| 3  | 2020年2月12日  | 第5話 - 第6話   | ANZX-14805/6  | ANZB-14805/6  |
| 4  | 2020年3月11日  | 第7話 - 第8話   | ANZX-14807/8  | ANZB-14807/8  |
| 5  | 2020年4月8日   | 第9話 - 第10話  | ANZX-14809/10 | ANZB-14809/10 |
| 6  | 2020年6月24日  | 第11話 - 第12話 | ANZX-14811/2  | ANZB-14811/2  |
| 7  | 2020年8月26日  | Extra1 - 2      | ANZX-14813/4  | ANZB-14813/4  |

### アニメ『ぐらぶるっ！』
4コマ漫画『ぐらぶるっ！』を原作としたアニメが2020年10月から12月まで放送された。ナレーションは園崎未恵。

#### スタッフ（ぐらぶるっ！）
- 原作・製作・キャラクター原案 - Cygames[142]
- 監督 - 森井ケンシロウ[142]
- ストーリー構成・絵コンテ - 菊一文字[142]
- 絵コンテ - 森井ケンシロウ、衣谷ソーシ[142]
- キャラクターデザイン・作画監督・総作画監督 - 衣谷ソーシ[142]
- 美術監督 - 山口雅範[142]
- 撮影監督 - 大図佑[142]
- 音響監督 - 濱野高年[142]
- 音響制作 - dugout[142]
- 音楽 - 成田勤[142]
- プロデューサー - 二瓶茂人
- コンテンツプロデューサー - 熊ジェット[142]
- アニメーションプロデューサー - 内海洋、青木泰寛
- アニメーション制作 - DMM.futureworks/ダブトゥーンスタジオ[142]

#### エンディングテーマ
「好日」
第1話から第4話までのエンディングテーマ。植松伸夫が作曲したエンディングテーマ。編曲・シンセサイザープログラミングを成田勤、ヴァイオリンを伊藤友馬、ミキシングエンジニアを秋田裕之が担当。
「黒ビィんの翼」
第5話から第8話までのエンディングテーマ。作詞を菊一文字、作編曲・シンセサイザープログラミング・エレクトリックギターを成田勤、歌唱をビィ（CV.釘宮理恵）、レコーディングエンジニアを坂知学、ミキシングエンジニアを秋田裕之が担当。
「ティアマト・マグナ」
第9話から第12話までのエンディングテーマ。作編曲を成田勤が担当。

#### 各話リスト（ぐらぶるっ！）
| 話数   | サブタイトル                                             | 初放送日       |
| ------ | -------------------------------------------------------- | -------------- |
| 第1話  | グランブルーの空で                                       | 2020年 10月8日 |
| 第2話  | ビィの暇つぶしビィ君愛好家の集いぬいぐるみ滝行の怪       | 10月15日       |
| 第3話  | 元気づける三姉妹リリィとパイ作り気にするククル           | 10月22日       |
| 第4話  | 海の上のカリオストロジンと心のしまり焼き菓子ゲーム       | 10月29日       |
| 第5話  | 指揮するカイン真夜中のビリヤードもう一人の客             | 11月5日        |
| 第6話  | 咲き誇る六花                                             | 11月12日       |
| 第7話  | お姉ちゃん会議集うお姉ちゃん力讃えよう！お姉ちゃん       | 11月19日       |
| 第8話  | イオと笑顔の魔法囚われのランスロット出られない部屋       | 11月26日       |
| 第9話  | 封印解除の合い言葉待機するバザラガ？犬派と魔法のアイテム | 12月3日        |
| 第10話 | リペイント・ザ・竜姫疾風！マナリアフレンズ秩序の夢       | 12月10日       |
| 第11話 | 戦いの前の一杯四大天司の羽ベリアル虹に消ゆ               | 12月17日       |
| 第12話 | ぶるっちまう最終決戦！                                   | 12月24日       |

#### 放送局（ぐらぶるっ！）
| 放送期間                  | 放送時間           | 放送局   | 対象地域 | 備考                      |
| ------------------------- | ------------------ | -------- | -------- | ------------------------- |
| 2020年10月8日 - 12月24日  | 木曜 21:54 - 22:00 | TOKYO MX | 東京都   |                           |
|                           |                    | BS11     | 日本全域 | BS放送 / 『ANIME+』枠     |
| 2020年10月13日 - 12月29日 | 火曜 21:55 - 22:00 | AT-X     | 日本全域 | CS放送 / リピート放送あり |

### コンシューマゲーム
グランブルーファンタジー ヴァーサス（GRANBLUE FANTASY Versus）
『グラブル』初のコンシューマ向けタイトルとなるPlayStation 4用ソフト。ジャンルは対戦型格闘ゲーム。開発担当はアークシステムワークス。2020年2月6日発売。
グランブルーファンタジー リリンク（GRANBLUE FANTASY Relink）
PlayStation 4、PlayStation 5、PC用ソフト。ジャンルはアクションRPG。当初開発担当はプラチナゲームズと発表されていたが、2019年2月に開発契約が終了したと発表され、以降は大阪Cygames単独での開発となった。2024年2月1日発売開始。発表時期の関係で当初は本作が『グラブル』初のコンシューマ向けタイトルとされていた。本作が大阪Cygames初作品となった。

## 関連商品

### 書籍
GRANBLUE FANTASY GRAPHIC ARCHIVE
1. 2015年4月24日発刊、一迅社（ISBN 978-4-7580-1430-4）
2. II 2016年5月27日発刊、一迅社（ISBN 978-4-7580-1497-7）
3. III 2017年5月30日発刊、一迅社（ISBN 978-4-7580-1551-6）
4. IV 2018年6月29日発刊、一迅社（ISBN 978-4-7580-1605-6）
5. IV EXTRA WORKS 2018年6月29日発刊、一迅社（ISBN 978-4-7580-1606-3）
6. V 2019年5月31日発刊、一迅社（ISBN 978-4-7580-1643-8）
7. V EXTRA WORKS 2019年5月31日発刊、一迅社（ISBN 978-4-7580-1644-5）
8. VI 2020年5月29日発刊、一迅社（ISBN 978-4-7580-1691-9）
9. VI EXTRA WORKS 2020年5月29日発刊、一迅社（ISBN 978-4-7580-1692-6）
10. VII 2021年7月30日発刊、一迅社（ISBN 978-4-7580-1733-6）
11. VII EXTRA WORKS 2021年7月30日発刊、一迅社（ISBN 978-4-7580-1734-3）
12. VIII 2022年6月20日発刊、一迅社（ISBN 978-4-7580-1769-5）
13. VIII EXTRA WORKS 2022年6月20日発刊、一迅社（ISBN 978-4-7580-1770-1）

本作のビジュアルを収録した資料集。

GRANBLUE FANTASY CHRONICLE vol.00〜vol.11（全12巻）
2015年12月4日 - 2016年12月9日発刊（12ヶ月連続刊行）文苑堂
キャラクターやシナリオなどの情報本。
GRANBLUE FANTASY The Animation GRAPHIC ARCHIVE
2017年9月1日発刊、一迅社（ISBN 978-4-7580-1563-9）
テレビアニメ版の資料集。
GRANBLUE FANTASY DEFORMED×WORKS
1. 2018年12月19日発刊、一迅社（ISBN 978-4-7580-1627-8）
2. 2019年8月3日発刊、一二三書房（ISBN 978-4-89199-571-3）
3. 2020年10月30日発刊、一二三書房（ISBN 978-4-89199-656-7）
4. 2021年12月240日発刊、一二三書房（ISBN 978-4-89199-782-3）

本作のデフォルメイラスト集。

### サウンドトラック
|              | 発売日         | タイトル                                           | 備考                                                                                   |
| ------------ | -------------- | -------------------------------------------------- | -------------------------------------------------------------------------------------- |
| 1st          | 2014年08月15日 | GRANBLUE FANTASY ORIGINAL SOUNDTRACK               | 本作で流れる音楽のサウンドトラック。コミックマーケット86にて先行発売。                 |
| 2nd          | 2015年10月28日 | GRANBLUE FANTASY STORY MUSIC TRACKS                |                                                                                        |
| 3rd          | 2015年10月28日 | GRANBLUE FANTASY BATTLE MUSIC TRACKS               |                                                                                        |
| 4th          | 2016年08月12日 | GRANBLUE FANTASY ORIGINAL SOUNDTRACKS Lyria        |                                                                                        |
| 5th          | 2017年08月12日 | GRANBLUE FANTASY ORIGINAL SOUNDTRACKS Fate         |                                                                                        |
| 6th          | 2019年05月01日 | GRANBLUE FANTASY ORIGINAL SOUNDTRACKS Promise      |                                                                                        |
| 7th          | 2019年05月01日 | GRANBLUE FANTASY ORIGINAL SOUNDTRACKS Chaos        | 「黒銀の翼」をペルソナ5風にアレンジした曲「Dominion Black Dragon」が収録されています。 |
| 8th          | 2020年12月16日 | GRANBLUE FANTASY ORIGINAL SOUNDTRACK Awakening     |                                                                                        |
| 9th          | 2023年03月08日 | GRANBLUE FANTASY ORIGINAL SOUNDTRACK Light         |                                                                                        |
| EP(デジタル) |                |                                                    |                                                                                        |
|              | 2018年05月09日 | GRANBLUE FANTASY ORIGINAL SOUNDTRACK Paradise Lost |                                                                                        |
|              | 2020年03月10日 | GRANBLUE FANTASY ORIGINAL SOUNDTRACK 燦然世界      |                                                                                        |

### アレンジ
|              | 発売日         | タイトル                                   | 備考                 |
| ------------ | -------------- | ------------------------------------------ | -------------------- |
|              | 2015年09月17日 | GRANBLUE FANTASY CHIPTUNE REMIX            | 東京ゲームショウ2015 |
| 1st          | 2016年04月20日 | GRANBLUE FANTASY Piano Collections         |                      |
| 2nd          | 2016年08月12日 | GRANBLUE FANTASY ORCHESTRA SORA NO KANADE  |                      |
| 3rd          | 2018年12月12日 | GRANBLUE FANTASY Piano Collections 2       |                      |
| STELLA MAGNA |                |                                            |                      |
| 1st          | 2020年05月13日 | STELLA MAGNA -Songs from GRANBLUE FANTASY- |                      |
|              |                |                                            |                      |
|              | 2018年05月23日 | GRANBLUE FANTASY 黒ビィんの翼              |                      |

### キャラクターソングCD
キャラクターソング・マキシシングル。発売元はすべてアニプレックス。
キミとボクのミライ 〜GRANBLUE FANTASY〜
2015年6月24日発売。
歌唱はジータ（CV.金元寿子）、ルリア（CV.東山奈央）、ヴィーラ（CV.今井麻美）、マリー（CV.長谷川明子）で、それぞれのソロバージョンも収録。2015年のエイプリルフール企画で用意された歌曲をシングルカットしたもの。
ソラのミチシルベ 〜GRANBLUE FANTASY〜
2015年12月23日発売。
歌唱はフェリ（CV.米澤円）。フェリ・ドランク・シェロカルテがバンド「トラモント・ファミリア with シェロカルテ」を組んだという設定。
三羽烏漢唄 〜GRANBLUE FANTASY〜
2016年6月22日発売。
歌唱はオイゲン（CV.藤原啓治）、ソリッズ（CV.小山力也）、ジン（CV.安元洋貴）で、それぞれのソロバージョンも収録。2016年1月に行われたイベント「カイオラ」にて先行公開。
ヨゾラのシズク 〜GRANBLUE FANTASY〜
2016年6月22日発売。
歌唱はアリーザ（CV.高森奈津美）、ジェシカ（CV.瀬戸麻沙美）で、それぞれのソロバージョンも収録。
Never Ending Fantasy 〜GRANBLUE FANTASY〜
2016年7月27日発売。作詞はカリオストロ役の丹下桜。
歌唱はディアンサ（CV.水瀬いのり）、リナリア（CV.田中美海）、ハリエ（CV.小倉唯）、ジオラ（CV.高橋未奈美）、カンナ（CV.内山夕実）で、それぞれのソロバージョンも収録。
マホウのノート 〜GRANBLUE FANTASY〜
2016年8月10日発売。
歌唱はルリア（CV.東山奈央）、シェロカルテ（CV.加藤英美里）で、それぞれのソロバージョンも収録。
7日間かけて世界を創るより可愛い女の子1人創った方がいい 〜GRANBLUE FANTASY〜
2016年10月26日発売。
歌唱はカリオストロ（CV.丹下桜）。作詞も丹下桜によるもので、以前作詞を担当した「Never Ending Fantasy」のカリオストロソロバージョンも収録。
The Dragon Knights 〜GRANBLUE FANTASY〜
2016年11月23日発売。
歌唱はランスロット（CV.小野友樹）、ヴェイン（CV.江口拓也）、パーシヴァル（CV.逢坂良太）、ジークフリート（CV.井上和彦）で、それぞれのソロバージョンも収録。
カフェdeパーリナイ ダンチョのお悩み俺らがまるっと秒で解決編SP 〜GRANBLUE FANTASY〜
2017年5月24日発売。
歌唱はローアイン（CV.白石稔）、エルセム（CV.石井マーク）、トモイ（CV.榎木淳弥）で、それぞれのソロバージョンとドラマパートを収録。
蒼紅華之舞 〜GRANBLUE FANTASY〜
2017年10月25日発売。
歌唱はユエル（CV.植田佳奈）、ソシエ（CV.白石涼子）で、それぞれのソロバージョンも収録。
メリーラァヴ 〜GRANBLUE FANTASY〜
2017年12月20日発売。
歌唱はクラリス（CV.佐倉綾音）、セン（CV.広橋涼）、ファスティバ（CV.稲田徹）で、それぞれのソロバージョンも収録。
OVER THE SKY 〜GRANBLUE FANTASY〜
2018年3月9日発売。
歌唱はグラン（CV.小野友樹）、ジータ（CV.金元寿子）、ルリア（CV.東山奈央）、ビィ（CV.釘宮理恵）。グラン&ルリア、ジータ&ルリアバージョンも収録。
2017年12月22日・23日に行われた「グラブルフェス」では先行販売として『グラブルフェス2017限定盤』が発売。こちらには2017年のエイプリルフールイベントで使用されたパワー特化型ビィが歌う「黒ビィんの翼」を収録。「黒ビィんの翼」は2018年5月23日に単独音源として発売された。
泡沫夢幻・胡蝶刃 〜GRANBLUE FANTASY〜
2018年5月2日発売。
歌唱はナルメア（CV.M・A・O）。
アナザースカイ 〜GRANBLUE FANTASY〜
2018年8月22日発売。
歌唱はヴィーラ（CV.今井麻美）。
PRIDE 〜GRANBLUE FANTASY〜
2018年12月14日発売。
歌唱はベアトリクス（CV.平野綾）。
Ain Soph Aur 〜GRANBLUE FANTASY〜
2019年4月3日発売。
歌唱はサンダルフォン（CV.鈴村健一）。
Happy New Genesis 〜GRANBLUE FANTASY〜
2019年8月28日発売。
歌唱はディアンサ（CV.水瀬いのり）、リナリア（CV.田中美海）、ハリエ（CV.小倉唯）、ジオラ（CV.高橋未奈美）、カンナ（CV.内山夕実）。ディアンサソロ、リナリア&ハリエ、ジオラ&カンナバージョンも収録。
彩花の契り 〜GRANBLUE FANTASY〜
2020年1月22日発売。
歌唱はユイシス（CV.立花理香）。
Unfinished Melody 〜GRANBLUE FANTASY〜
2020年6月24日発売。
歌唱はアオイドス（CV.谷山紀章）。表題曲のほか、「Judgement Night」と「Bloody Garden」の計3曲を収録。
ロボミの歌 〜GRANBLUE FANTASY〜
2021年2月3日発売。
歌唱は水木一郎。表題曲のほか、「愛・鋼戦士」を収録。
死ニ至ル恋 〜GRANBLUE FANTASY〜
2021年7月21日発売。
歌唱はニーア（CV.下屋則子）。
Knights of Chivalry 〜誓いのフェードラッヘ〜 〜GRANBLUE FANTASY〜
2021年11月3日発売。
歌唱はランスロット（CV.小野友樹）、ヴェイン（CV.江口拓也）、パーシヴァル（CV.逢坂良太）、ジークフリート（CV.井上和彦）。表題曲のほか、「キミとボクのミライ 〜Dragon Knights Ver.〜」を収録。
Pray for the sky 〜GRANBLUE FANTASY〜
2022年2月9日発売。
歌唱はセルエル（CV.森川智之）、ノイシュ（CV.井上剛）で、それぞれのソロバージョンも収録。
STARDUST CHILDREN 〜GRANBLUE FANTASY〜
2022年5月11日発売。
歌唱はカトル（CV.福山潤）、エッセル（CV.佐藤利奈）。
Welcome to the PARADE! 〜GRANBLUE FANTASY〜
2022年8月31日発売。
歌唱はビカラ（CV.種﨑敦美）。
Vanishing Point 〜GRANBLUE FANTASY〜
2022年11月30日発売。
歌唱はシルヴァ（CV.久川綾）、ソーン（CV.皆口裕子）で、それぞれのソロバージョンも収録。
颶風ノ宣誓 〜GRANBLUE FANTASY〜
2023年3月1日発売。
歌唱はグリームニル（CV.緒方恵美）。
はっする∞らびりんす!! 〜おこたみより愛を込めて〜 〜GRANBLUE FANTASY〜
2023年8月30日発売。
歌唱はルナール（CV.大久保瑠美）、シェロカルテ（CV.加藤英美里）、マキラ（CV.門脇舞以）、メリッサベル（CV.三上枝織）、ミラオル（CV.大西沙織）、ザーリリャオー（CV.山下七海）。ルナール&シェロカルテ、マキラ&メリッサベル、ミラオル&ザーリリャオーバージョンも収録。
メチャメチャ☆LEVEL UP 〜GRANBLUE FANTASY〜
2023年9月27日発売。
歌唱はメグ（CV.黒沢ともよ）、まりっぺ（CV.和氣あず未）で、それぞれのソロバージョンも収録。
The Six Dragons’ Mini Album 〜GRANBLUE FANTASY〜
2024年1月24日発売予定。
歌唱は六竜。ウィルナス（CV.水中雅章）、ガレヲン（CV.三森すずこ）、フェディエル（CV.田野アサミ）が歌う「Whole Lotta Love!」「命命讃歌」と、ワムデュス（CV.長縄まりあ）、イーウィヤ（CV.引坂理絵）、ル・オー（CV.佐藤拓也）が歌う「Live The Distorted world」「Absolute Deity」の4曲を収録。

### ドラマCD
ヴィーラ 抱き枕カバー シチュエーションドラマCD「夢うつつの艶事」
2014年12月28日開催の「コミックマーケット87」にて頒布された抱き枕カバーに付属のドラマCD。
ナルメア 抱き枕カバー シチュエーションドラマCD「一緒に寝よう？」
2016年12月30日開催の「コミックマーケット91」にて頒布された抱き枕カバーに付属のドラマCD。
GRANBLUE FANTASY 臆病勇者と囚われの姫君 Director’sCutVersion
2015年5月2日開催のイベント「Character1」先行販売。同年7月15日からは一般販売。
後述のOTOCAに同様の内容が再収録されている。
GRANBLUE FANTASY 救国の忠騎士 Director’s Cut Version
2016年5月1日開催のイベント「Character1」先行販売。同年6月からは一般販売。
後述のOTOCAに同様の内容が再収録されている。

### OTOCA&アクキー限定セット
メーカーはフロンティアワークス。
ゲーム内で好評だったシナリオのオーディオドラマ版の音声データの配信が聞けるシリアルコード付きのカード（OTOCA）とアクリルキーホルダー。音声データはオトバンクのaudiobook.jpで配信されている。上記のドラマCDとして発売された内容のOTOCA&アクキー限定セットも発売された。本グッズを購入せず音声データだけの購入も可能である。
グランブルーファンタジー OTOCA&アクキー限定セット「臆病勇者と囚われの姫君」
2017年1月25日発売。
グランブルーファンタジー OTOCA&アクキー限定セット「救国の忠騎士」
2017年1月25日発売。
グランブルーファンタジー OTOCA&アクキー限定セット「亡国の四騎士」（「祝宴の終わりに」新規収録）
2017年1月25日発売。
グランブルーファンタジー OTOCA&アクキー限定セット「舞い歌う五花」（「祭壇の外で」新規収録）
2017年1月25日発売。
グランブルーファンタジー OTOCA&アクキー限定セット「氷晶宮でミックスパイを」（「氷晶宮でラブコールを」新規収録）
2017年4月26日発売。
グランブルーファンタジー OTOCA&アクキー限定セット「氷炎牆に鬩ぐ」（「白銀の夜の夢」新規収録）
2017年6月28日発売。

### その他
LINE クリエイターズスタンプ
『ぐらぶるっ！』で使用されたカットをスタンプとして配信。
グランブルーファンタジー トレーディングカードゲーム
2016年5月27日にブースターパックと自販機ブースターが発売された。発売元はバンダイ。商品内に封入されたシリアルコードを『グランブルーファンタジー』内の「ポイントBショップ」で入力すると、様々なアイテムと交換可能だった。2017年3月17日発売の4弾で商品展開を終了。1年未満で打ち切られ、11月30日にルールサポートは終了した。
カードの装丁に「ファイアーエムブレムサイファ」との類似性が見られる。

## CM
グランブルーファンタジーのテレビCMは、登場キャラクターに重点をおいた作品と実写中心の作品に大別される。ここでは、実写中心のCMにおける出演者を挙げる。
- 白本彩奈（2015年、「はじまりを告げる風編」）
- 菅登未男（2015年、「菅登未男の夢・オーケストラ編」）
- 宮川俊二・平井理央（2015年、「夏の予定編」）
- 菅田将暉・早見あかり（2015年、「グラブってる? 屋上編」／2016年、「聞けない男子＋言えない女子編」「Go into the blue編」）
- 松重豊・富田靖子（2015年、「グラブってる? 食卓編」）
- 菅田将暉・早見あかり・太田博久（2015年、「グラブってる? バイト編」）
- 松重豊・トレンディエンジェル（2015年、「グラブってる? 送別会編」[151]）
- アントニオ猪木（2016年、「グラブってますかー!!!編」）
- ガチャピン・ムック（2017年、「ガチャピンのアメ横買い出し篇」「ガチャピンの初詣篇」／2018年、「ガチャを回せ!篇」／2019年、「ゴゴゴゴ5周年！巨大ガチャ登場篇」「ゴゴゴゴ5周年！平成最後の大盤振る舞い篇」「今までのガチャ祭りは忘れろ篇」）
- トム・ブラウン（2019年、「グラブルからのお中元 発声練習編」[152]）
- 狩野英孝（2025年、「今年は2名に1000万! グラブルサマードリームキャンペーン」）[153]

また、Cygamesが協賛している「M-1グランプリ」・「THE MANZAI」・「R-1ぐらんぷり」・「キングオブコント」各番組内限定で、番組出演のお笑い芸人とのコラボCMを放送した。

## 他作品とのコラボレーション
神撃のバハムート
開発が本作と同じCygamesのソーシャルゲーム。
一部のキャラクターが本作に登場している。また、『神バハ』側にも本作を出典とするキャラクターが登場している。
アイドルマスター シンデレラガールズ
開発が本作と同じCygamesのソーシャルゲーム。
2014年10月から「シンデレラファンタジー」と題したコラボイベントが数回行われており、『シンデレラ』側のキャラクターが本作に登場している。
アイドルマスター シンデレラガールズ スターライトステージ
スマートフォン用リズムゲーム。
デレステのルーム内にビィが登場するほか、ルーム内アイテムとしてグラブル関連のアイテムが実装。また「キミとボクのミライ」、「OVER THE SKY」が実装された。歌は原曲ではなく『シンデレラガールズ』のキャラクターによるカバーとなっている。

プリンセスコネクト!
開発が本作と同じCygamesのソーシャルゲーム。
『プリンセスコネクト!』側にジータが登場。
プリンセスコネクト！Re:Dive
スマートフォン用アプリゲーム。
前作から引き続き、リリース初期からジータが登場している。2023年4月からはコラボイベントが開催され、ジータの新バージョンのほか、ビカラが登場した。
2018年12月には『グラブル』側でもコラボイベントが開催され、ペコリーヌとコッコロがプレイアブル実装された。
2022年4月のエイプリルフールイベントにもキャラクターが登場した。

テイルズ オブ アスタリア
2015年7月にコラボイベントが開催。
また、同月には『アスタリア』側でも本作のキャラクターが登場するイベントも開催された。コラボイベントは2016年6月に第2弾、2018年12月に第3弾が行われた。
アイドルマスター SideM
2015年10月にコラボイベントが開催。
また、『SideM』側でも本作のキャラクターが登場するイベントも開催された。
2018年4月にはサイドストーリーとしてコラボイベントが常設された。
ウルトラストリートファイターIV
『ストIV』側から一部のキャラクターが本作に登場。
スレイヤーズ
『スレイヤーズ』側から一部のキャラクターが本作に登場。
ライトノベル原作およびゲームを原作としないタイトルでは初のコラボとなる。
LORD of VERMILION Re:3
2016年3月下旬よりコラボキャンペーンが行われ、本作からナルメア・カリオストロ・ヴィーラ・ダヌア・シャルロッテが『LORD of VERMILION』に登場する。
また、『グラブル』内でもコラボイベントが開催され、主人公用スキン「ヴァーミリオン」が手に入ったほか、『LoV』側からミリアが本作に登場した。
シアトリズム ファイナルファンタジー
2016年のエイプリルフール企画として、本作内でイベント「シアトリズム グランブルーファンタジー」を開催。
開発・実装の際にはスクウェア・エニックス側に許諾を取っており、Cygames側でシアトリズムのリズムゲーム再現やシアトリズム風にデフォルメされたルリアやビィが登場した。

スペースインベーダー
2016年5月17日により2か月の間に行われたTAITO×グランブルーファンタジーコラボイベント「侵略者討伐戦」にてインベーダーが討伐対象として登場した。
ストリートファイターV
『ストV』側から一部のキャラクターが本作に登場。
サクラ大戦
2016年5月にコラボイベントが開催。真宮寺さくら、エリカ・フォンティーヌ、ジェミニ・サンライズがプレイアブル実装された。
サムライスピリッツ
2017年1月にコラボイベントが開催。覇王丸、ナコルルがプレイアブル実装された。
Shadowverse
開発が本作と同じCygamesのデジタルカードゲーム。本作のキャラクターがカードとして登場している。
2017年2月にはコラボイベントが開催され、『Shadowvers』側から一部のキャラクターが本作に登場した。2022年4月のエイプリルフールイベントにも『Shadowvers』のキャラクターが登場した。
シャドウバース
『Shadowverse』のテレビアニメ作品。2020年9月にコラボイベントが開催され、テレビアニメ版のキャラクターが本作に登場した。
2022年4月のエイプリルフールイベントには『シャドウバースF』のキャラクターが登場した。

ガチャピン・ムック
2017年よりTVCMに出演。その縁からゲーム内にもガチャピンとムックが登場しており、無料ガチャが回せるキャンペーンが行なわれている。
2019年にはコラボイベントが開催。ガチャピンがプレイアブルキャラクターとして加入する。
ぐらぶるっ！
2017年のエイプリルフール企画で『ぐらぶるっ！』版ビィ、カタリナ、ジン、フェリが登場したイベント「深い闇」が行われ、カタリナ、ジン、フェリに対応した限定スキンを入手できた。
なお、本編側の一同がイベント内で『ぐらぶるっ！』版の3人と初遭遇した時相当困惑しており。また『ぐらぶるっ！』版のビィの異様すぎる変化に本編側の一同は相当驚いた。
以降も毎年エイプリルフールにてイベントが行われており、『ぐらぶるっ！』版のスキンが毎年新規に追加されている。
活撃 刀剣乱舞
2017年9月にコラボイベントが開催。和泉守兼定・山姥切国広・三日月宗近がプレイアブル実装され、そのほかのキャラクター（刀剣男士）たちも「刀剣男士らしい形」として称して、武器として実装された。
イベント参加することでExジョブのひとつ「サムライ」が解放された。
カードキャプターさくら
2017年10月にコラボイベントが開催。木之本桜がプレイアブル実装された。
進撃の巨人
2017年12月にコラボイベントが開催。リヴァイとミカサがプレイアブル実装、エレン（巨人化形態）が召喚石として実装した。イベントシナリオはアニメ第1期を元にしている。
太鼓の達人
2018年のエイプリルフール企画として、1日限定の専用アプリ「オイラ」を配信。
バンダイナムコエンターテインメント監修による、グラブル楽曲による「太鼓の達人」風リズムゲームをプレイできた。
名探偵コナン
2018年4月にコラボイベントが開催。江戸川コナン、安室透がプレイアブル実装され、シナリオキャラクターとして一部のキャラクターたちが登場。
ペルソナ5
2018年6月にコラボイベントが開催。ジョーカー（主人公）がプレイアブル実装され、シナリオキャラクターとして一部のキャラクターたちが登場。
ウマ娘 プリティーダービー
2018年6月に「ウマ娘応援キャンペーン」と称したキャンペーンが開催。6月末にログインキャンペーンとしてログイン画面にスペシャルウィークが登場したほか、『ウマ娘』のテレビアニメBD BOX封入特典としてグラブルのアイテムが封入される。
2022年2月にはコラボイベントが開催。スペシャルウィーク・サイレンススズカ・トウカイテイオーがプレイアブルキャラクターとして登場するほか、ゴールドシップ・メジロマックィーンが召喚石として実装される。
ラブライブ！サンシャイン!!
2018年8月にコラボイベントが開催。劇場アニメ『ラブライブ!サンシャイン!! The School Idol Movie Over the Rainbow』とのコラボレーション扱いとなる。
同作に登場するAqoursの9人がそれぞれ3人組のチームとしてプレイアブル実装された。
ANUBIS ZONE OF THE ENDERS: M∀RS
Cygamesが開発に関わっているPS4用ロボットアクションゲーム。
2018年8月24日より、同作に登場するジェフティが召喚石として配布された。
ふたりはプリキュア
2018年10月にコラボイベントが開催。キュアブラックとキュアホワイトがプレイアブル実装され、シナリオキャラクターとして一部のキャラクターたちが登場。
コードギアス 反逆のルルーシュ
2019年6月にコラボイベントが開催。ルルーシュ（ゼロ）、カレン、スザクがプレイアブルキャラクターとして登場。召喚石としてC.C.、シナリオキャラクターとしてナナリーとジェレミアも登場。『コードギアス』のキャラクターたちは戦闘中は常にKMF（ロボット）に搭乗して戦う。イベントシナリオは原作のサンライズによって監修されている。
ラブライブ!
2019年8月にコラボイベントが開催。μ'sの9人がそれぞれ3人組のチームとしてプレイアブル実装された。
鬼滅の刃
2020年12月にコラボイベントが開催。竈門炭治郎、竈門禰󠄀豆子、我妻善逸、嘴平伊之助が4人1組のチームとして、煉󠄁獄杏寿郎と胡蝶しのぶが単独のキャラクターとしてプレイアブル実装された。
ボボボーボ・ボーボボ
2021年4月のエイプリルフール企画としてコラボイベントが開催。例年のエイプリルフール同様『ぐらぶるっ！』とコラボしたイベントとなる。
2022年4月のエイプリルフールには再度コラボイベントが開催された。
BLAZBLUE ALTERNATIVE DARKWAR
2021年9月に「BLAZBLUE ALTERNATIVE DARKWAR」内で本作とのコラボイベントが開催され、ジータ、ナルメア、ソーンが実装された。
なお本作に「BLAZBLUE ALTERNATIVE DARKWAR」のキャラクターは登場しない。
銀魂
2021年10月にコラボイベントが開催。坂田銀時・神楽・志村新八が「万事屋銀ちゃん」として、土方十四郎と沖田総悟が「真選組」としてそれぞれプレイアブル実装され、シナリオキャラクターとして一部のキャラクターたちが登場。
ドラえもん
2021年12月にコラボイベントが開催。ドラえもんとのび太がそれぞれプレイアブル実装され、シナリオキャラクターとしてしずか、ジャイアン、スネ夫ら一部のキャラクターたちが登場。
ファイナルファンタジーXI
2022年5月にコラボイベントが開催。プリッシュ・リリゼット・イロハがそれぞれプレイアブル実装された。
ONE PIECE FILM RED
2022年9月にコラボイベントが開催。ルフィが単独のキャラクターとして、ナミとロビン、ゾロとサンジがそれぞれペアのキャラクターとして実装される。イベントシナリオには麦わらの一味のその他のキャラクターが登場するほか、『FILM RED』のメインキャラクターであるウタの召喚石も配布された。
サンリオキャラクターズ
2023年4月のエイプリルフールにコラボイベントが開催。シナモロール&ポムポムプリンがプレイアブル、ハローキティ達が召喚石として実装された。
2024年4月のエイプリルフールに再度コラボイベントが開催。ポチャッコがプレイアブル実装された。
呪術廻戦
2023年8月にコラボイベントが開催。虎杖悠仁と伏黒恵、釘崎野薔薇と禪院真希がそれぞれペアのキャラクターとして実装された。
僕のヒーローアカデミア
2024年1月にコラボイベントが開催。緑谷出久、爆豪勝己、トガヒミコがプレイアブル実装された。
ニーア オートマタ
2024年2月に『グランブルーファンタジー ヴァーサス -ライジング-』にてコラボが行われ、2Bがダウンロードコンテンツとして実装された。ダウンロードコンテンツを購入すると、特典として本作で使用できる主人公用のコラボスキンが入手できる。
転生したらスライムだった件
2024年11月にコラボイベントが開催。当コラボ以降、コラボキャラが登場する限定ガチャが開催されるようになった。
魔法先生ネギま!
2025年2月にコラボイベントが開催。
ポプテピピック
2025年2月に『グランブルーファンタジー ヴァーサス -ライジング-』にてコラボが行われ、ポプ子とピピ美がダウンロードコンテンツとして実装された。
HUNTER×HUNTER
2025年8月にコラボイベントが開催。

## トラブル
- 2016年1月、年末年始のレジェンドガチャに含まれたキャラクター「アンチラ」を狙った高額課金が消費者問題に発展。ガチャでの希少キャラクターの出現率をアップさせるとの告知があったにもかかわらず、高額課金してもお目当てのキャラクターが出現しないなどの苦情が相次いでいると新聞等でも報じられた[161]。2月19日、消費者及び食品安全担当大臣の河野太郎は「必要があれば消費者庁が対応に動く」旨をコメントした[162]。本件は、アメリカ大手のBloombergにも取り上げられ海外に発信される事態となった[163]。
  - 2016年2月25日、騒動を受け、アイテム出現確率の表示と、ガチャの利用回数が300回を超えると好きな装備品を一つ獲得できる機能が追加された[164]。これら一連の問題については2016年6月4日に消費者庁が調査を行い、「景品表示法違反は認められない」との判断を下した[165] ことで決着がついた。
- 2017年7月7日から大阪市のあべのキューズモールで行われていたコラボレーションカフェ「グランブルーファンタジーカフェ〜シェロカルテの海の家〜」において、同日20時から翌8日14時までの間、本来提供していないアルコールドリンクを誤提供していたことがわかった。本作品をイメージしたノンアルコールドリンクに本来使うはずのノンアルコールブルーキュラソーシロップではなく、アルコール入りのブルーキュラソーを誤って入れた物で、来場者がSNSで指摘したことで判明した[166][167]。事態を受けて8日にカフェの公式サイトで説明謝罪すると共に翌9日から当該ドリンク6種の提供を中止[168]、また10日にはカフェの企画を行っているレッグスと店舗を運営している未知インターナショナルがそれぞれ公式サイトで経緯説明と共に謝罪している[169][170]。
- 2017年12月22日から開催された「グラブルフェス2017」においてアトラクションの一つとして設置された「VR四騎士ゾーン」コーナーで、スタッフによる整理券の配布や列整理の対応の杜撰さから来場客が将棋倒しになりけが人が多数出る事態が発生した[171]。
- 2018年2月28日から登場したキャラクター「ベリアル」のイラストが、PS3・Xbox 360用ソフト『El Shaddai - エルシャダイ -』に登場する「ルシフェル」に服装やポーズなどのデザインが類似しているとユーザー間で話題になる。『エルシャダイ』のIPを持つcrimに当件についてユーザーから問い合わせがあり、crimは3月9日付で当該イラストが著作権を侵害していないかCygamesに通知を送った。Cygamesは「イラストに類似性はない」「制作過程においても、crimの作品を含め第三者の作品に依拠していない」といった旨を回答し、3月28日にcrimはこの回答書を公開し、これ以上の追究は行わないことを発表した[172]。2023年にコナミデジタルエンタテインメントが保有する特許を侵害したとしてウマ娘 プリティーダービーの差止を求めて訴訟を提起したことを受け、竹安はそのうち決着をつけたいという意思を見せている[173]。
- 2019年4月26日に軽量モードが廃止され、翌月の「決戦！星の古戦場」より加速化や自動周回、演出スキップを行える不正ツールが蔓延。使用を疑われたユーザー間の諍いに木村唯人が介入した。木村はユーザー間の争いに介入しないと宣言していた。軽量モードの廃止は2018年12月の「これからのグランブルーファンタジー」にて予告されていた。